# 1919
Portal Geschichte | Portal Biografien | Aktuelle Ereignisse | Jahreskalender | Tagesartikel

◄ |
19. Jahrhundert |
20. Jahrhundert
| 21. Jahrhundert

◄ |
1880er |
1890er |
1900er |
1910er
| 1920er | 1930er | 1940er | ►

◄◄ |
◄ |
1915 |
1916 |
1917 |
1918 |
1919
| 1920 | 1921 | 1922 | 1923 | ► | ►►
Staatsoberhäupter · Wahlen · Nekrolog · Kunstjahr · Literaturjahr · Musikjahr · Filmjahr · Rundfunkjahr · Sportjahr
| Januar | Januar | Januar | Januar | Januar | Januar | Januar | Januar |
| Kw     | Mo     | Di     | Mi     | Do     | Fr     | Sa     | So     |
| ------ | ------ | ------ | ------ | ------ | ------ | ------ | ------ |
| 1      |        |        | 1      | 2      | 3      | 4      | 5      |
| 2      | 6      | 7      | 8      | 9      | 10     | 11     | 12     |
| 3      | 13     | 14     | 15     | 16     | 17     | 18     | 19     |
| 4      | 20     | 21     | 22     | 23     | 24     | 25     | 26     |
| 5      | 27     | 28     | 29     | 30     | 31     |        |        |

| Februar | Februar | Februar | Februar | Februar | Februar | Februar | Februar |
| Kw      | Mo      | Di      | Mi      | Do      | Fr      | Sa      | So      |
| ------- | ------- | ------- | ------- | ------- | ------- | ------- | ------- |
| 5       |         |         |         |         |         | 1       | 2       |
| 6       | 3       | 4       | 5       | 6       | 7       | 8       | 9       |
| 7       | 10      | 11      | 12      | 13      | 14      | 15      | 16      |
| 8       | 17      | 18      | 19      | 20      | 21      | 22      | 23      |
| 9       | 24      | 25      | 26      | 27      | 28      |         |         |

| März | März | März | März | März | März | März | März |
| Kw   | Mo   | Di   | Mi   | Do   | Fr   | Sa   | So   |
| ---- | ---- | ---- | ---- | ---- | ---- | ---- | ---- |
| 9    |      |      |      |      |      | 1    | 2    |
| 10   | 3    | 4    | 5    | 6    | 7    | 8    | 9    |
| 11   | 10   | 11   | 12   | 13   | 14   | 15   | 16   |
| 12   | 17   | 18   | 19   | 20   | 21   | 22   | 23   |
| 1    | 24   | 25   | 26   | 27   | 28   | 29   | 30   |
| 14   | 31   |      |      |      |      |      |      |

| April | April | April | April | April | April | April | April |
| Kw    | Mo    | Di    | Mi    | Do    | Fr    | Sa    | So    |
| ----- | ----- | ----- | ----- | ----- | ----- | ----- | ----- |
| 14    |       | 1     | 2     | 3     | 4     | 5     | 6     |
| 15    | 7     | 8     | 9     | 10    | 11    | 12    | 13    |
| 16    | 14    | 15    | 16    | 17    | 18    | 19    | 20    |
| 17    | 21    | 22    | 23    | 24    | 25    | 26    | 27    |
| 18    | 28    | 29    | 30    |       |       |       |       |

| Mai | Mai | Mai | Mai | Mai | Mai | Mai | Mai |
| Kw  | Mo  | Di  | Mi  | Do  | Fr  | Sa  | So  |
| --- | --- | --- | --- | --- | --- | --- | --- |
| 18  |     |     |     | 1   | 2   | 3   | 4   |
| 19  | 5   | 6   | 7   | 8   | 9   | 10  | 11  |
| 20  | 12  | 13  | 14  | 15  | 16  | 17  | 18  |
| 21  | 19  | 20  | 21  | 22  | 23  | 24  | 25  |
| 22  | 26  | 27  | 28  | 29  | 30  | 31  |     |

| Juni | Juni | Juni | Juni | Juni | Juni | Juni | Juni |
| Kw   | Mo   | Di   | Mi   | Do   | Fr   | Sa   | So   |
| ---- | ---- | ---- | ---- | ---- | ---- | ---- | ---- |
| 22   |      |      |      |      |      |      | 1    |
| 23   | 2    | 3    | 4    | 5    | 6    | 7    | 8    |
| 24   | 9    | 10   | 11   | 12   | 13   | 14   | 15   |
| 25   | 16   | 17   | 18   | 19   | 20   | 21   | 22   |
| 26   | 23   | 24   | 25   | 26   | 27   | 28   | 29   |
| 27   | 30   |      |      |      |      |      |      |

| Juli | Juli | Juli | Juli | Juli | Juli | Juli | Juli |
| Kw   | Mo   | Di   | Mi   | Do   | Fr   | Sa   | So   |
| ---- | ---- | ---- | ---- | ---- | ---- | ---- | ---- |
| 27   |      | 1    | 2    | 3    | 4    | 5    | 6    |
| 2    | 7    | 8    | 9    | 10   | 11   | 12   | 13   |
| 29   | 14   | 15   | 16   | 17   | 18   | 19   | 20   |
| 30   | 21   | 22   | 23   | 24   | 25   | 26   | 27   |
| 31   | 28   | 29   | 30   | 31   |      |      |      |

| August | August | August | August | August | August | August | August |
| Kw     | Mo     | Di     | Mi     | Do     | Fr     | Sa     | So     |
| ------ | ------ | ------ | ------ | ------ | ------ | ------ | ------ |
| 31     |        |        |        |        | 1      | 2      | 3      |
| 32     | 4      | 5      | 6      | 7      | 8      | 9      | 10     |
| 33     | 11     | 12     | 13     | 14     | 15     | 16     | 17     |
| 34     | 18     | 19     | 20     | 21     | 22     | 23     | 24     |
| 35     | 25     | 26     | 27     | 28     | 29     | 30     | 31     |

| September | September | September | September | September | September | September | September |
| Kw        | Mo        | Di        | Mi        | Do        | Fr        | Sa        | So        |
| --------- | --------- | --------- | --------- | --------- | --------- | --------- | --------- |
| 36        | 1         | 2         | 3         | 4         | 5         | 6         | 7         |
| 37        | 8         | 9         | 10        | 11        | 12        | 13        | 14        |
| 38        | 15        | 16        | 17        | 18        | 19        | 20        | 21        |
| 39        | 22        | 23        | 24        | 25        | 26        | 27        | 28        |
| 40        | 29        | 30        |           |           |           |           |           |

| Oktober | Oktober | Oktober | Oktober | Oktober | Oktober | Oktober | Oktober |
| Kw      | Mo      | Di      | Mi      | Do      | Fr      | Sa      | So      |
| ------- | ------- | ------- | ------- | ------- | ------- | ------- | ------- |
| 40      |         |         | 1       | 2       | 3       | 4       | 5       |
| 41      | 6       | 7       | 8       | 9       | 10      | 11      | 12      |
| 42      | 13      | 14      | 15      | 16      | 17      | 18      | 19      |
| 43      | 20      | 21      | 22      | 23      | 24      | 25      | 26      |
| 44      | 27      | 28      | 29      | 30      | 31      |         |         |

| November | November | November | November | November | November | November | November |
| Kw       | Mo       | Di       | Mi       | Do       | Fr       | Sa       | So       |
| -------- | -------- | -------- | -------- | -------- | -------- | -------- | -------- |
| 44       |          |          |          |          |          | 1        | 2        |
| 45       | 3        | 4        | 5        | 6        | 7        | 8        | 9        |
| 46       | 10       | 11       | 12       | 13       | 14       | 15       | 16       |
| 47       | 17       | 18       | 19       | 20       | 21       | 22       | 23       |
| 48       | 24       | 25       | 26       | 27       | 28       | 29       | 30       |

| Dezember | Dezember | Dezember | Dezember | Dezember | Dezember | Dezember | Dezember |
| Kw       | Mo       | Di       | Mi       | Do       | Fr       | Sa       | So       |
| -------- | -------- | -------- | -------- | -------- | -------- | -------- | -------- |
| 49       | 1        | 2        | 3        | 4        | 5        | 6        | 7        |
| 50       | 8        | 9        | 10       | 11       | 12       | 13       | 14       |
| 51       | 15       | 16       | 17       | 18       | 19       | 20       | 21       |
| 52       | 22       | 23       | 24       | 25       | 26       | 27       | 28       |
| 1        | 29       | 30       | 31       |          |          |          |          |

| Januar | Januar | Januar | Januar | Januar | Januar | Januar | Januar |
| Kw     | Mo     | Di     | Mi     | Do     | Fr     | Sa     | So     |
| ------ | ------ | ------ | ------ | ------ | ------ | ------ | ------ |
| 1      |        |        | 1      | 2      | 3      | 4      | 5      |
| 2      | 6      | 7      | 8      | 9      | 10     | 11     | 12     |
| 3      | 13     | 14     | 15     | 16     | 17     | 18     | 19     |
| 4      | 20     | 21     | 22     | 23     | 24     | 25     | 26     |
| 5      | 27     | 28     | 29     | 30     | 31     |        |        |

| Februar | Februar | Februar | Februar | Februar | Februar | Februar | Februar |
| Kw      | Mo      | Di      | Mi      | Do      | Fr      | Sa      | So      |
| ------- | ------- | ------- | ------- | ------- | ------- | ------- | ------- |
| 5       |         |         |         |         |         | 1       | 2       |
| 6       | 3       | 4       | 5       | 6       | 7       | 8       | 9       |
| 7       | 10      | 11      | 12      | 13      | 14      | 15      | 16      |
| 8       | 17      | 18      | 19      | 20      | 21      | 22      | 23      |
| 9       | 24      | 25      | 26      | 27      | 28      |         |         |

| März | März | März | März | März | März | März | März |
| Kw   | Mo   | Di   | Mi   | Do   | Fr   | Sa   | So   |
| ---- | ---- | ---- | ---- | ---- | ---- | ---- | ---- |
| 9    |      |      |      |      |      | 1    | 2    |
| 10   | 3    | 4    | 5    | 6    | 7    | 8    | 9    |
| 11   | 10   | 11   | 12   | 13   | 14   | 15   | 16   |
| 12   | 17   | 18   | 19   | 20   | 21   | 22   | 23   |
| 1    | 24   | 25   | 26   | 27   | 28   | 29   | 30   |
| 14   | 31   |      |      |      |      |      |      |

| April | April | April | April | April | April | April | April |
| Kw    | Mo    | Di    | Mi    | Do    | Fr    | Sa    | So    |
| ----- | ----- | ----- | ----- | ----- | ----- | ----- | ----- |
| 14    |       | 1     | 2     | 3     | 4     | 5     | 6     |
| 15    | 7     | 8     | 9     | 10    | 11    | 12    | 13    |
| 16    | 14    | 15    | 16    | 17    | 18    | 19    | 20    |
| 17    | 21    | 22    | 23    | 24    | 25    | 26    | 27    |
| 18    | 28    | 29    | 30    |       |       |       |       |

| Mai | Mai | Mai | Mai | Mai | Mai | Mai | Mai |
| Kw  | Mo  | Di  | Mi  | Do  | Fr  | Sa  | So  |
| --- | --- | --- | --- | --- | --- | --- | --- |
| 18  |     |     |     | 1   | 2   | 3   | 4   |
| 19  | 5   | 6   | 7   | 8   | 9   | 10  | 11  |
| 20  | 12  | 13  | 14  | 15  | 16  | 17  | 18  |
| 21  | 19  | 20  | 21  | 22  | 23  | 24  | 25  |
| 22  | 26  | 27  | 28  | 29  | 30  | 31  |     |

| Juni | Juni | Juni | Juni | Juni | Juni | Juni | Juni |
| Kw   | Mo   | Di   | Mi   | Do   | Fr   | Sa   | So   |
| ---- | ---- | ---- | ---- | ---- | ---- | ---- | ---- |
| 22   |      |      |      |      |      |      | 1    |
| 23   | 2    | 3    | 4    | 5    | 6    | 7    | 8    |
| 24   | 9    | 10   | 11   | 12   | 13   | 14   | 15   |
| 25   | 16   | 17   | 18   | 19   | 20   | 21   | 22   |
| 26   | 23   | 24   | 25   | 26   | 27   | 28   | 29   |
| 27   | 30   |      |      |      |      |      |      |

| Juli | Juli | Juli | Juli | Juli | Juli | Juli | Juli |
| Kw   | Mo   | Di   | Mi   | Do   | Fr   | Sa   | So   |
| ---- | ---- | ---- | ---- | ---- | ---- | ---- | ---- |
| 27   |      | 1    | 2    | 3    | 4    | 5    | 6    |
| 2    | 7    | 8    | 9    | 10   | 11   | 12   | 13   |
| 29   | 14   | 15   | 16   | 17   | 18   | 19   | 20   |
| 30   | 21   | 22   | 23   | 24   | 25   | 26   | 27   |
| 31   | 28   | 29   | 30   | 31   |      |      |      |

| August | August | August | August | August | August | August | August |
| Kw     | Mo     | Di     | Mi     | Do     | Fr     | Sa     | So     |
| ------ | ------ | ------ | ------ | ------ | ------ | ------ | ------ |
| 31     |        |        |        |        | 1      | 2      | 3      |
| 32     | 4      | 5      | 6      | 7      | 8      | 9      | 10     |
| 33     | 11     | 12     | 13     | 14     | 15     | 16     | 17     |
| 34     | 18     | 19     | 20     | 21     | 22     | 23     | 24     |
| 35     | 25     | 26     | 27     | 28     | 29     | 30     | 31     |

| September | September | September | September | September | September | September | September |
| Kw        | Mo        | Di        | Mi        | Do        | Fr        | Sa        | So        |
| --------- | --------- | --------- | --------- | --------- | --------- | --------- | --------- |
| 36        | 1         | 2         | 3         | 4         | 5         | 6         | 7         |
| 37        | 8         | 9         | 10        | 11        | 12        | 13        | 14        |
| 38        | 15        | 16        | 17        | 18        | 19        | 20        | 21        |
| 39        | 22        | 23        | 24        | 25        | 26        | 27        | 28        |
| 40        | 29        | 30        |           |           |           |           |           |

| Oktober | Oktober | Oktober | Oktober | Oktober | Oktober | Oktober | Oktober |
| Kw      | Mo      | Di      | Mi      | Do      | Fr      | Sa      | So      |
| ------- | ------- | ------- | ------- | ------- | ------- | ------- | ------- |
| 40      |         |         | 1       | 2       | 3       | 4       | 5       |
| 41      | 6       | 7       | 8       | 9       | 10      | 11      | 12      |
| 42      | 13      | 14      | 15      | 16      | 17      | 18      | 19      |
| 43      | 20      | 21      | 22      | 23      | 24      | 25      | 26      |
| 44      | 27      | 28      | 29      | 30      | 31      |         |         |

| November | November | November | November | November | November | November | November |
| Kw       | Mo       | Di       | Mi       | Do       | Fr       | Sa       | So       |
| -------- | -------- | -------- | -------- | -------- | -------- | -------- | -------- |
| 44       |          |          |          |          |          | 1        | 2        |
| 45       | 3        | 4        | 5        | 6        | 7        | 8        | 9        |
| 46       | 10       | 11       | 12       | 13       | 14       | 15       | 16       |
| 47       | 17       | 18       | 19       | 20       | 21       | 22       | 23       |
| 48       | 24       | 25       | 26       | 27       | 28       | 29       | 30       |

| Dezember | Dezember | Dezember | Dezember | Dezember | Dezember | Dezember | Dezember |
| Kw       | Mo       | Di       | Mi       | Do       | Fr       | Sa       | So       |
| -------- | -------- | -------- | -------- | -------- | -------- | -------- | -------- |
| 49       | 1        | 2        | 3        | 4        | 5        | 6        | 7        |
| 50       | 8        | 9        | 10       | 11       | 12       | 13       | 14       |
| 51       | 15       | 16       | 17       | 18       | 19       | 20       | 21       |
| 52       | 22       | 23       | 24       | 25       | 26       | 27       | 28       |
| 1        | 29       | 30       | 31       |          |          |          |          |

## Ereignisse

### Politik und Weltgeschehen

#### Friedensverhandlungen nach dem Weltkrieg
- 3. Januar: Emir Faisal und Chaim Weizmann schließen das Faisal-Weizmann-Abkommen über die politische Neuordnung Palästinas. Faisal stimmt darin der Herauslösung Palästinas aus dem arabischen Königreich und der Existenz eines jüdisch-zionistischen Staates grundsätzlich zu, macht jedoch die Wirksamkeit des gesamten Vertrages davon abhängig, dass die Araber die ihnen versprochene Unabhängigkeit erhalten. Da diese Bedingung von den Siegermächten Großbritannien und Frankreich nicht erfüllt wird, tritt der Vertrag nie in Kraft.

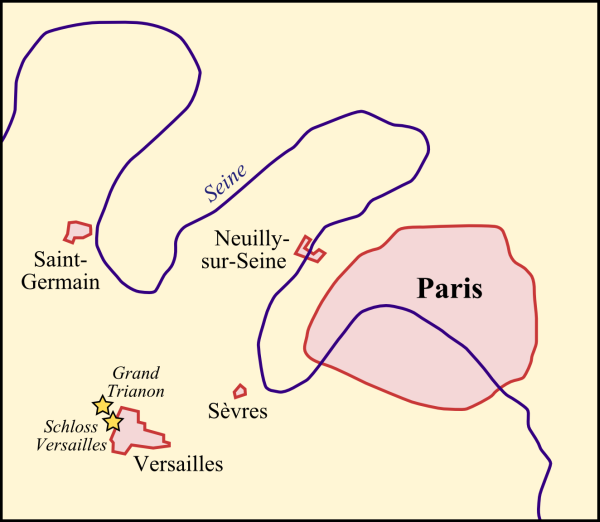
Die Vororte, an denen die fünf Verträge geschlossen werden

- 18. Januar: Am Jahrestag der deutschen Reichsgründung beginnt im Spiegelsaal von Versailles die Pariser Friedenskonferenz 1919 mit einer inneralliierten Vorkonferenz unter Ausschluss der Besiegten. Ergebnis der rund ein Jahr dauernden Konferenz sind die von den Siegermächten einseitig aufgesetzten fünf Pariser Vorortverträge.
- 7. Mai: In Versailles erhält die deutsche Delegation den Entwurf des Friedensvertrages der Alliierten zur Beendigung des Ersten Weltkriegs ausgehändigt. Die quasi unabänderbaren Vertragsbedingungen bewirken im Juni den geschlossenen Rücktritt des Kabinetts Scheidemann.

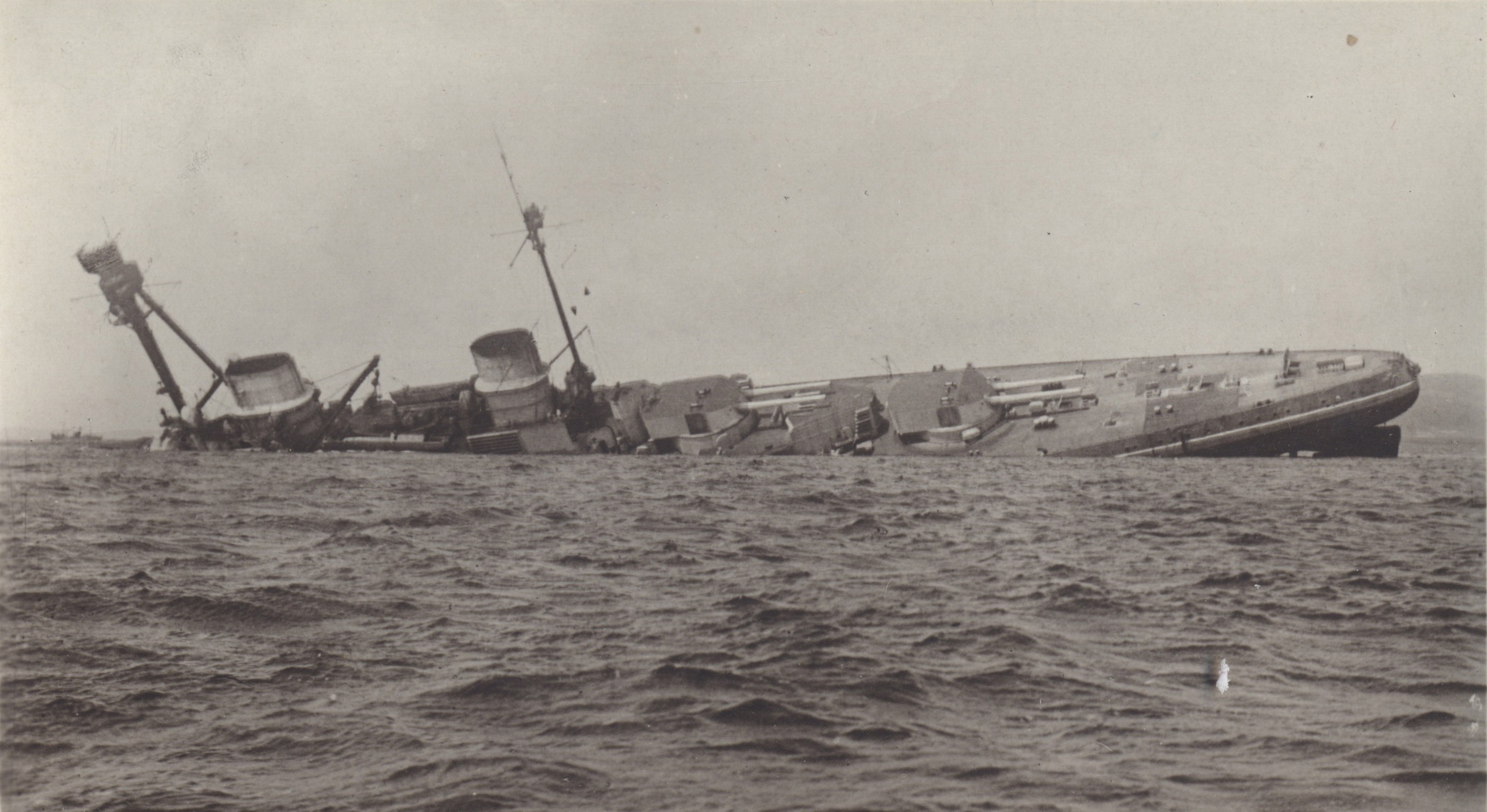
Sinkende Derfflinger

- 21. Juni: Auf Befehl von Konteradmiral Ludwig von Reuter erfolgt kurz vor Unterzeichnung des Friedensvertrages von Versailles die Selbstversenkung der Kaiserlichen Hochseeflotte in Scapa Flow.

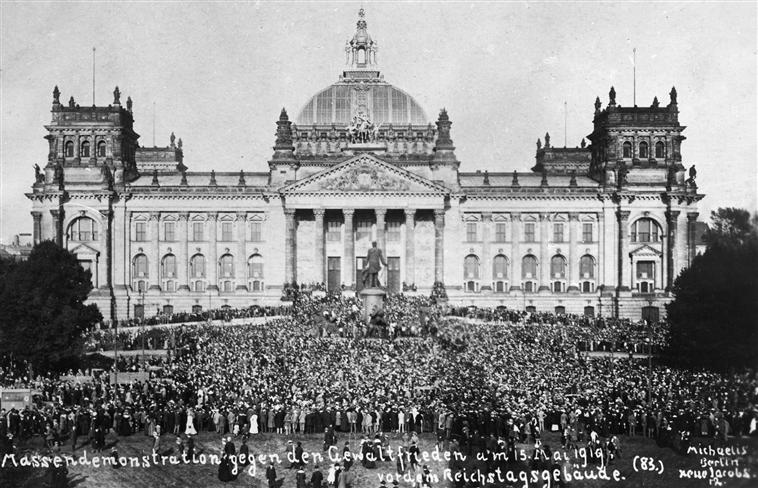
Massenkundgebung vor dem Reichstag gegen den Versailler Vertrag

- 28. Juni: Die deutsche Delegation unterschreibt unter Protest den ihr vorgelegten Friedensvertrag von Versailles, welcher formell den Ersten Weltkrieg abschließt. Zugleich wird im Vertragswerk die Satzung des entstehenden Völkerbundes akzeptiert. Am gleichen Tag wird auch der Minderheitenschutzvertrag zwischen den Alliierten und Assoziierten Hauptmächten und Polen unterzeichnet.
- 10. September: Der Vertrag von Saint-Germain wird von Vertretern der Alliierten und Deutschösterreich unterzeichnet.
- 17. Oktober: Das Reichsland Elsaß-Lothringen des deutschen Kaiserreiches wird von Frankreich aufgelöst.
- 27. November: Mit dem Vertrag von Neuilly-sur-Seine werden die Friedensbedingungen für das Zarentum Bulgarien festgelegt.
- 8. Dezember: Die Curzon-Linie entsteht in Paris als Vorschlag für die polnisch-russische Demarkationslinie.

#### Deutsches Reich/Freie Stadt Danzig
- 1. Januar: Der Achtstundentag tritt als Folge des Stinnes-Legien-Abkommens im Deutschen Reich in Kraft.

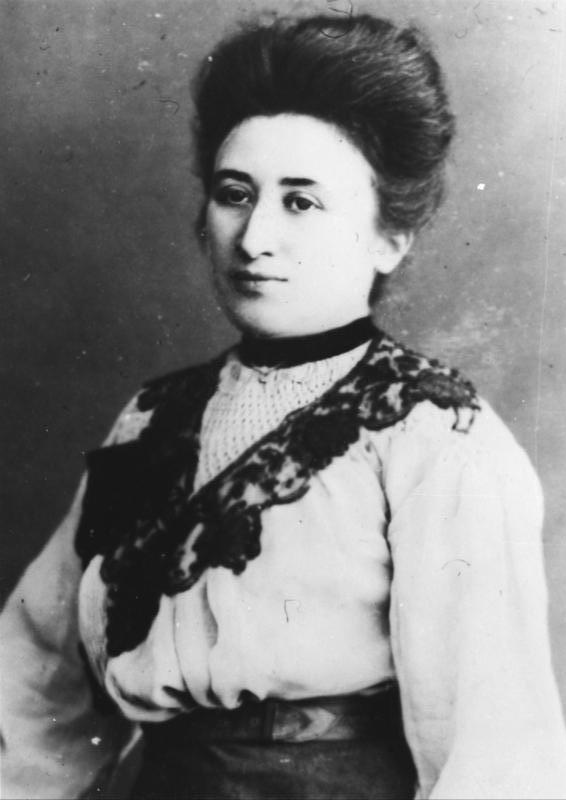
Rosa Luxemburg (1915)

- 1. Januar: Karl Liebknecht, Rosa Luxemburg und Leo Jogiches gründen die KPD als selbständige Partei.
- 4. Januar: Der Berliner Polizeipräsident Emil Eichhorn (USPD) wird vom Rat der Volksbeauftragten unter Friedrich Ebert entlassen. Das führt am folgenden Tag zu Massendemonstrationen und zum Beginn des Spartakusaufstands.
- 5. Januar: Mit der Besetzung der Druckereien der Zeitungen Vorwärts und Berliner Tageblatt sowie einem Streikaufruf für den folgenden Tag beginnt in Berlin der Spartakusaufstand, der bis zum 13. Januar niedergeschlagen wird.
- 10. Januar: Die Rheinlandbesetzung führt zur Entstehung der Mikronation Freistaat Flaschenhals.
- 10. Januar: Der Arbeiter- und Soldatenrat ruft die Bremer Räterepublik aus.
- 11. Januar: In Cuxhaven wird vom Arbeiter- und Soldatenrat die „Sozialistische Republik Cuxhaven“ ausgerufen.
- 15. Januar: Rosa Luxemburg und Karl Liebknecht werden von Soldaten der Garde-Kavallerie-Schützen-Division in Berlin ermordet; Luxemburgs Leiche im Landwehrkanal versenkt.
- 19. Januar: Wahl zur Nationalversammlung in Deutschland. Zum ersten Mal erhalten Frauen das aktive und passive Wahlrecht.
- 6. Februar: In Weimar tritt die neugewählte Nationalversammlung zusammen und wählt den SPD-Politiker Eduard David zu ihrem Präsidenten. Da dieser kurz darauf in die Regierung Scheidemann eintritt, wird am 14. Februar der bisherige Vizepräsident Constantin Fehrenbach zu seinem Nachfolger.

- 10. Februar: Das Gesetz über die vorläufige Reichsgewalt regelt die Regierungsgewalt in der Übergangsphase vom Deutschen Kaiserreich zur Weimarer Republik.
- 11. Februar: Der Sozialdemokrat Friedrich Ebert wird von der Nationalversammlung mit überwältigender Mehrheit gegen Arthur von Posadowsky-Wehner zum ersten Reichspräsidenten der Weimarer Republik gewählt.

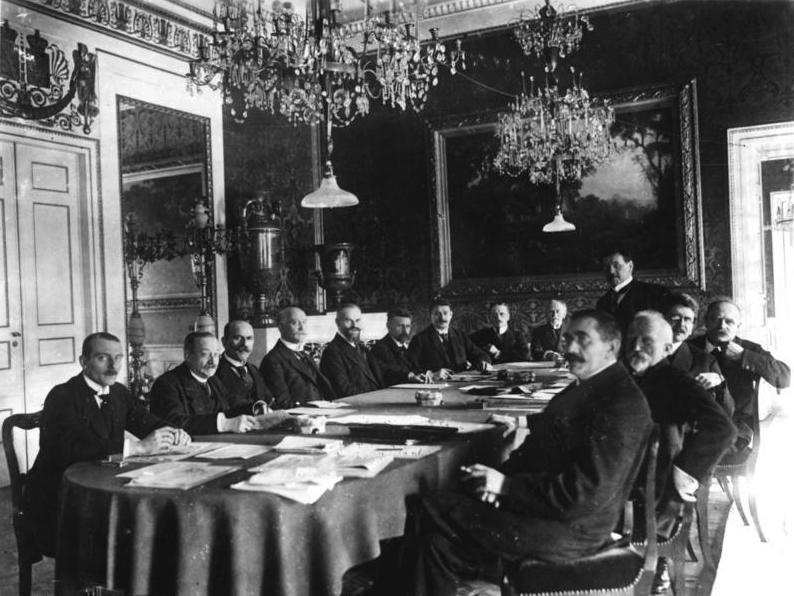
Erste Kabinettssitzung des Kabinetts Scheidemann am 13. Februar 1919 in Weimar. V.l.: Ulrich Rauscher, Pressechef der Reichsregierung, Robert Schmidt, Ernährung, Eugen Schiffer, Finanzen, Philipp Scheidemann, Reichskanzler, Otto Landsberg, Justiz, Rudolf Wissell, Wirtschaft, Gustav Bauer, Arbeit, Ulrich von Brockdorff-Rantzau, Auswärtiges, Eduard David ohne Portefeuille, Hugo Preuss, Inneres, Johannes Giesberts, Post, Johannes Bell, Kolonien, Georg Gothein, Schatz, Gustav Noske, Reichswehr

- 13. Februar: Das Kabinett Scheidemann übernimmt vom bislang als Reichsregierung fungierenden Rat der Volksbeauftragten die Amtsgewalt in Deutschland.
- 17. Februar: Hermann Ehrhardt gründet in Wilhelmshaven die republikfeindliche 2. Marine-Brigade.

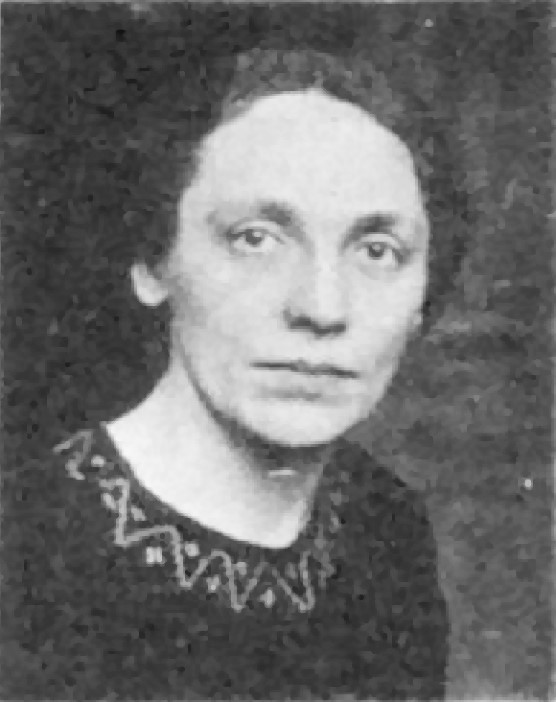
Marie Juchacz um 1919

- 19. Februar: Marie Juchacz hält vor der Weimarer Nationalversammlung als erste Frau in einem deutschen Parlament eine Rede.
- 19. Februar: In München scheitert der von Matrosen initiierte Lotter-Putsch gegen den bayerischen Ministerpräsidenten Kurt Eisner.
- 21. Februar: Der Student Anton Graf von Arco auf Valley verübt auf den bayerischen Ministerpräsidenten Kurt Eisner (USPD) ein Attentat, Eisner stirbt.
- 3. März: Im Stadtteil Lichtenberg beginnen die Berliner Märzkämpfe, bei denen mehr als 1.200 Menschen sterben.
- 6. März: Das Gesetz über die Bildung einer vorläufigen Reichswehr tritt in Kraft.
- 23. März: Rund 70.000 Menschen demonstrieren in Danzig gegen die Abtrennung der Stadt von Deutschland und den Anschluss an Polen ebenso wie gegen den Status der Stadt als Stadtrepublik. Am 25. April kommt es zu einer weiteren Demonstration mit rund 100.000 Beteiligten, etwa ein Drittel der Bevölkerung zu dieser Zeit.
- 7. April: In München wird die Räterepublik Bayern ausgerufen. Die bayerische Regierung des Ministerpräsidenten Johannes Hoffmann flieht nach Bamberg und ruft Truppen des Reichs und aus Württemberg zur Niederschlagung der Rebellion zu Hilfe.
- 13. April: Nach der Vereitelung des Palmsonntagsputsches wird die zweite – kommunistische – Phase der Münchner Räterepublik eingeleitet.
- 14. April: Der Vollzugsrat der Betriebs- und Soldatenräte ruft in München zur Bewaffnung auf.
- 16. April: Die revolutionären „Roten“ gewinnen quasi kampflos die „Schlacht“ bei Dachau.
- 26. April: Eine Landesversammlung verabschiedet die Verfassung des demokratischen Volksstaats Württemberg, der nach der Novemberrevolution aus dem Königreich Württemberg hervorgegangen ist.
- 2. Mai: Reichswehrtruppen des Obersten von Epp besetzen nach heftigen Kämpfen gegen Kommunisten und Anarchisten München.
- 20. Juni: Philipp Scheidemann, ein entschiedener Gegner des Versailler Vertrags, tritt im Streit um die Unterzeichnung des Vertrages zurück.

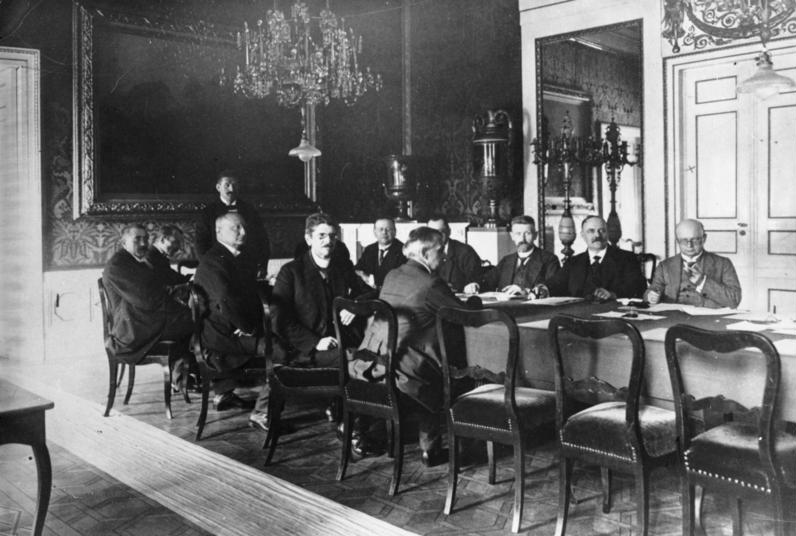
Kabinett Gustav Bauer

- 21. Juni: Gustav Bauer wird als Reichsministerpräsident angelobt. Das Kabinett Bauer wird wie schon das Kabinett Scheidemann von SPD, Zentrum und DDP getragen. Bauer ist ein Befürworter der Unterzeichnung des Versailler Vertrags, möchte aber noch einzelne Punkte nachverhandeln. In der Sitzung vom 22. Juni muss er eingestehen, dass seine Interventionen bei den Alliierten keinen Erfolg gezeitigt haben.
- 23. Juni bis 1. Juli: Sülzeunruhen in Hamburg. In ihrer Folge besetzen Reichswehr und Freikorps die Stadt.
- 5. Juli: In Nürnberg entsteht als Allgemeiner Deutscher Gewerkschaftsbund ein Zusammenschluss von 52 Gewerkschaften, der von Carl Legien geführt wird.

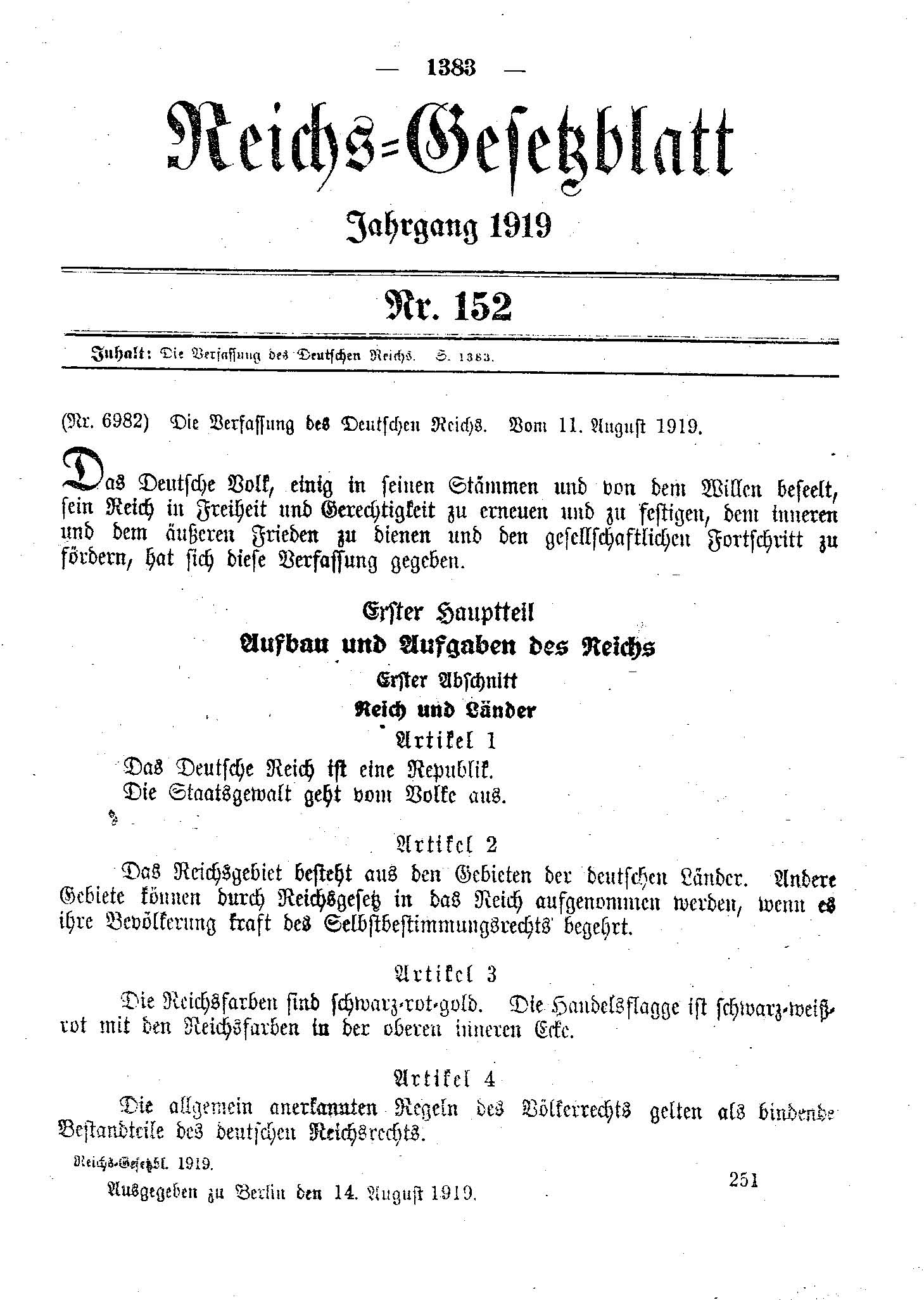
Die Verkündung der Verfassung des Deutschen Reichs im Reichsgesetzblatt am 14. August 1919

- 11. August: Die Weimarer Nationalversammlung gibt Deutschland eine demokratisch-parlamentarische Verfassung. Die Weimarer Verfassung tritt am 14. August in Kraft.
- 11. August: Das Reichssiedlungsgesetz wird erlassen.
- 12. August: Mit der angenommenen Bamberger Verfassung erhält Bayern die erste demokratische Verfassung seiner Geschichte.
- 16./17. August: In Oberschlesien beginnt unter der Führung von Alfons Zgrzebniok und Wojciech Korfanty ein Aufstand mit dem Ziel des Anschlusses an den neu geschaffenen polnischen Staat. Anlass ist die Tötung von zehn streikenden polnischen Bergleuten der Myslowitzer Grube einen Tag zuvor. Der Aufstand wird durch die Schwarze Reichswehr am 26. August niedergeschlagen.
- 20. August: Auf der 84. Sitzung der Weimarer Nationalversammlung wird der Untersuchungsausschuss für die Schuldfragen des Weltkrieges eingesetzt, der die Vorgänge aufarbeiten soll, die zum Ausbruch, zur Verlängerung und zum Verlust des Ersten Weltkrieges geführt haben, nachdem Deutschland mit Art. 231 des Friedensvertrags von Versailles die alleinige Kriegsschuld auferlegt worden ist.
- 25. August: Das bayerische Kriegsministerium wird aufgelöst, die Soldaten in die Reichswehr integriert. Die Weimarer Verfassung behält die Landesverteidigung allein dem Reich vor.
- 27. August: Das Innenministerium der Weimarer Republik erklärt, es werde keine Sedanfeiern mehr geben. Diese Feiern gedachten zuvor des Sieges in der Schlacht von Sedan am 2. September 1870 (Deutsch-Französischer Krieg)
- 30. September: Im Deutschen Reich wird die Technische Nothilfe als reichsweite Organisation gegründet.
- 2. November: Gründung der Lausitzer Volkspartei als politischer Interessenvertretung des sorbischen Volkes
- 30. November: In der ersten freien Volksabstimmung in Deutschland votieren über 88 % der Stimmberechtigten im Freistaat Coburg gegen den Zusammenschluss mit den thüringischen Staaten. Daraufhin kommt es 1920 zur Vereinigung mit dem Freistaat Bayern.
- November: Der Berliner Stadtkommandant Otto Wels bildet Soldatenwehren zum Schutz vor Plünderungen und Bürgerkrieg in Berlin.
- 9. Dezember: Die Abgeordneten der verfassungsgebenden Volkskammer in Darmstadt verabschieden die Verfassung des Volksstaats Hessen.

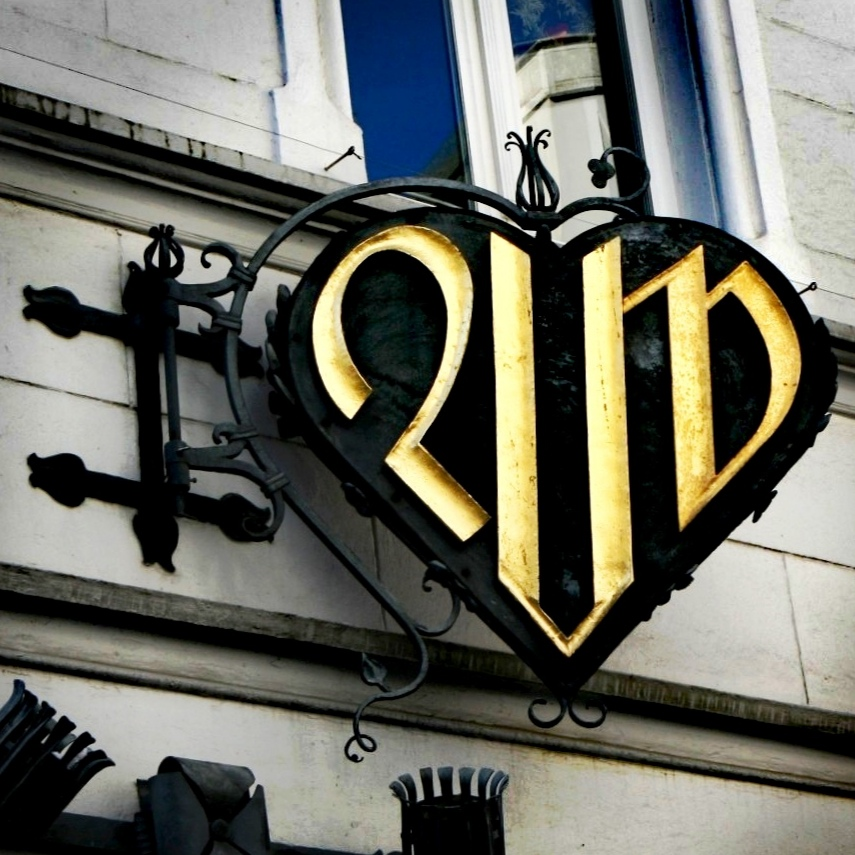
Historisches Schild der AWO

- 13. Dezember: Marie Juchacz gründet in Deutschland unter dem Namen Hauptausschuss für Arbeiterwohlfahrt in der SPD die Arbeiterwohlfahrt. Neben ihr sind u. a. Elfriede Ryneck, Lore Agnes, Walter Friedländer, Robert Görlinger, Julius Moses, Louise Schroeder, Grete Vogel, Hedwig Wachenheim und Jeannette Wolff Gründungsmitglieder.
- 13. Dezember: In Deutschland wird die Reichsabgabenordnung verabschiedet. Das Mantelgesetz fasst die verschiedenen Steuerregelungen zusammen, bringt die Einführung der Finanzgerichte und schafft ein einheitliches Steuerstrafrecht.
- 16. Dezember: Der Volksbund Deutsche Kriegsgräberfürsorge wird in Berlin gegründet. Erster Präsident ist der Oberst a. D. Joseph Koeth.
- 18. Dezember: Gesetz zur Verfolgung von Kriegsverbrechen und Kriegsvergehen zur Verfolgung von Straftaten, „die ein Deutscher im In- und Ausland während des Krieges“ begangen hat.
- Rote Garden besetzen den Münchner Hauptbahnhof
- Max Brauer (SPD) wird unter dem liberalen Oberbürgermeister Bernhard Schnackenburg Bürgermeister von Altona
- Während der Friedensverhandlungen in Versailles tritt der britische Delegierte Keynes aus Empörung über die Höhe der Reparationsforderungen an Deutschland zurück.

#### Österreichisch-Ungarische Nachfolgestaaten
- 1. Januar: Verbände der Tschechoslowakischen Legionen besetzen gegen den Protest der Bevölkerung die ungarische Stadt Preßburg. Am 4. Februar zieht die tschechoslowakische Regierung, die bisher ihren Sitz in Žilina hatte, in die Stadt ein. Am 12. Februar findet eine Demonstration gegen die Besetzer statt, die von tschechoslowakischen Einheiten blutig niedergeschlagen wird. Am 6. März wird die Stadt endgültig in Bratislava umbenannt.

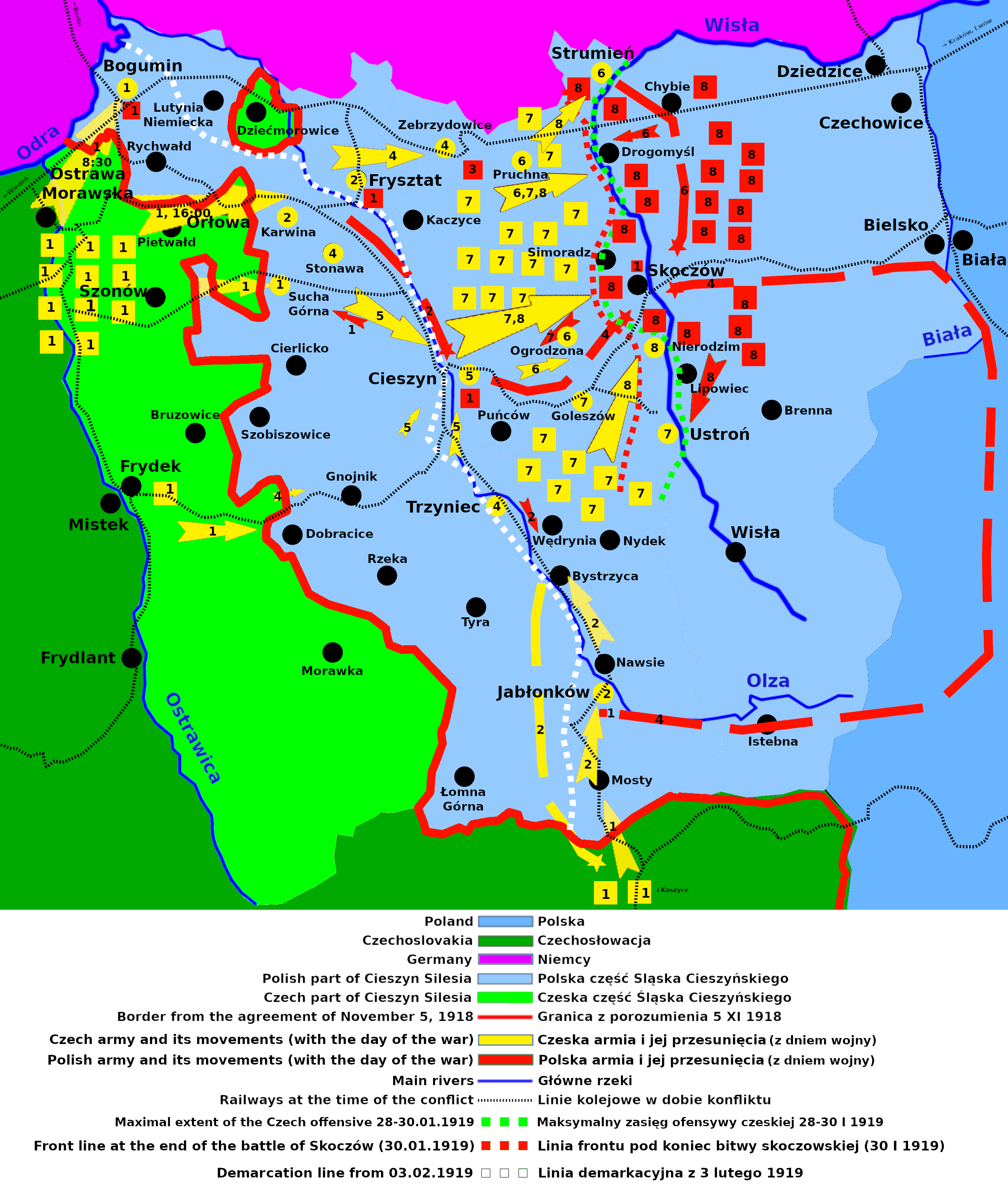
Karte des Polnisch-Tschechoslowakischen Grenzkriegs

- 23. Januar: Der Polnisch-Tschechoslowakische Grenzkrieg um das Olsa-Gebiet beginnt mit dem Einmarsch tschechoslowakischer Truppen ins Teschener Schlesien. Die Kämpfe dauern bis zum 30. Januar und bringen keiner der beiden Seiten entscheidende Vorteile.
- 26. Januar: Zweite Polnische Republik: Die Wahl zur Polnischen Verfassunggebenden Nationalversammlung wird durchgeführt. Sie nimmt im Februar ihre Arbeit auf und beschließt am 20. Februar eine vorläufige Verfassung, die den Machtanspruch von Józef Piłsudski als Staatschef bestätigt.
- 27. Januar: Eine Demonstration von Sloweniendeutschen in Marburg an der Drau wird am Marburger Blutsonntag durch Soldaten der SHS-Armee gewaltsam zerschlagen.

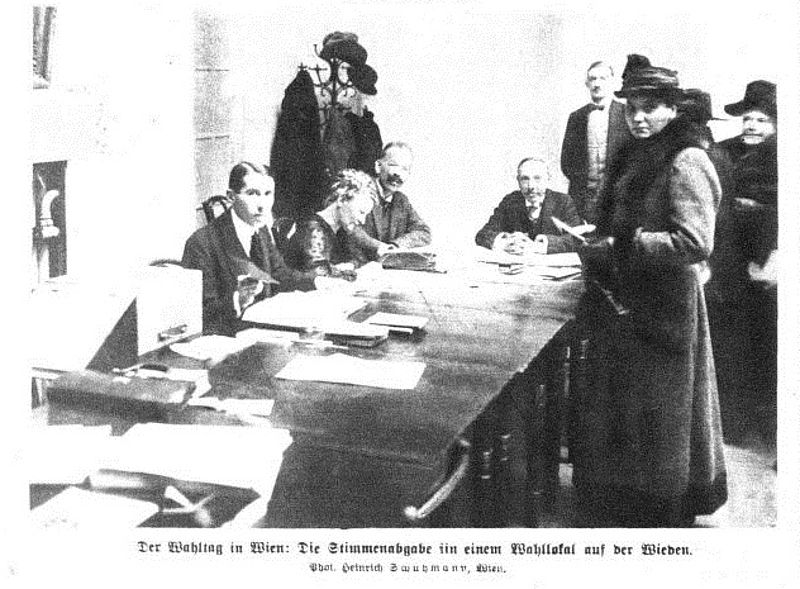
Frauen wählen im Februar 1919 in Wien

- 16. Februar: Die Wahl der konstituierenden Nationalversammlung in Österreich ist die erste freie und gleiche Wahl in der Geschichte Österreichs. Erstmals dürfen Frauen wählen. Stimmen- und mandatsstärkste Partei wird die SDAPÖ unter Staatskanzler Karl Renner.
- 4. März: In der Tschechoslowakei demonstrieren Sudetendeutsche für das Selbstbestimmungsrecht der Völker. Militäreinheiten lösen die Kundgebungen gewaltsam auf.
- Die Konstituierende Nationalversammlung des Staates Deutschösterreich schafft mit Wirkung vom 15. März den Staatsrat, der aus den drei Präsidenten der Nationalversammlung und 20 weiteren Abgeordneten besteht.

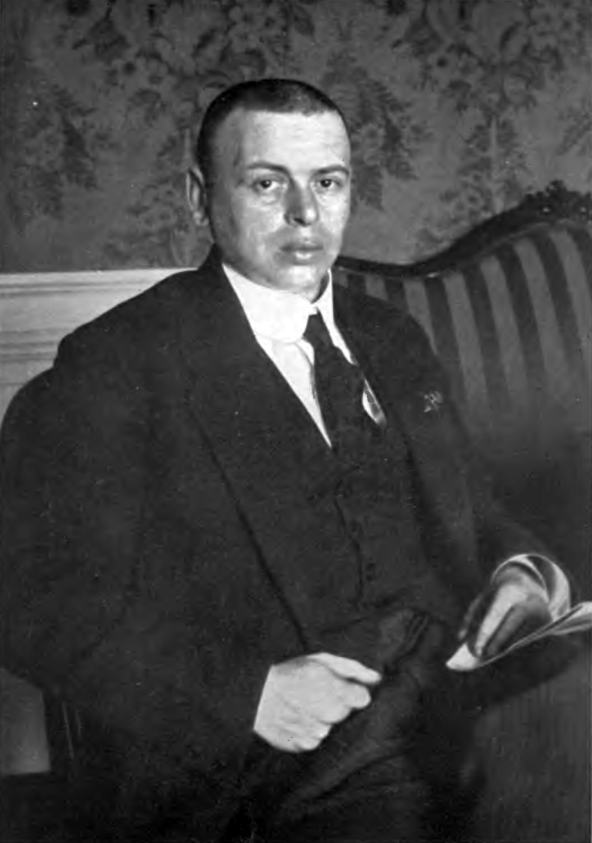
Béla Kun

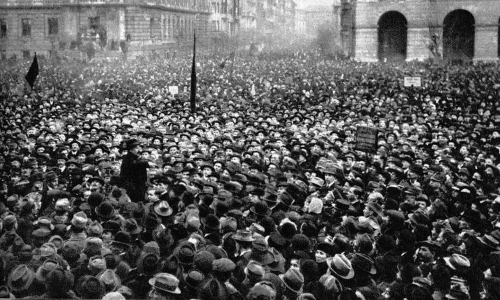
Proklamation der Ungarischen Räterepublik am 21. März 1919

- 20. März: Die Entente-Militärmission in Ungarn, überreicht der ungarischen Regierung das heute als Vix-Note bekannte Dokument, einen Beschluss der Pariser Friedenskonferenz vom 26. Februar, mittels dessen eine militärische Räumung Ostungarns bis einschließlich Debrecen und Szeged innerhalb von 36 Stunden verlangt wird. Da Premierminister Dénes Berinkey dies nicht akzeptieren will, tritt er zusammen mit der Regierung und dem erst am 11. Januar zum provisorischen Präsidenten der jungen Republik ernannten Mihály Károlyi zurück. Károlyi übergibt die Regierungsgewalt an die oppositionelle Sozialdemokratische Partei unter Sándor Garbai. Allerdings haben die Sozialdemokraten bereits zuvor und ohne Wissen Károlyis mit den im Gefängnis sitzenden Anführern der Kommunistischen Partei und insbesondere mit Béla Kun Verhandlungen aufgenommen, die am folgenden Tag zur Vereinigung der beiden Parteien führen. Diese neue Sozialistische Partei Ungarns bildet sogleich den Revolutionären Regierungsrat. Dieser ruft die Ungarische Räterepublik aus. Die politische Opposition wird verboten und die Pressefreiheit schrittweise weitgehend abgeschafft.
- 23. März: Der letzte Monarch Österreich-Ungarns, Karl I. verlässt mit seiner Familie Österreich und begibt sich ins Exil in der Schweiz. Im Feldkircher Manifest widerruft er vor dem Grenzübertritt seinen Verzicht auf die Ausübung der Regierungsgeschäfte, was alsbald Anlass für das Habsburger-Gesetz wird.
- Im April finden in Ungarn Wahlen zu den neugegründeten Räten statt, bei denen nur Kandidaten der sozialistischen Einheitspartei zugelassen sind. Die Lenin fiúk üben Terror auf Andersdenkende aus.
- 15./16. April: Der Ungarisch-Rumänische Krieg beginnt. Die Rumänen brechen am 19. April durch die ungarischen Linien, machen jedoch nicht an der von der Entente festgelegten Demarkationslinie halt. Bis zum 1. Mai erobern sie alle ungarischen Territorien östlich des Flusses Theiß. Die Tschechoslowakei nutzt die günstige militärische Situation aus, erobert Teile der Karpatenukraine und marschiert ins nördliche Ungarn ein. Anfang Mai greift das bolschewistische Russland zugunsten Ungarns in den Konflikt ein, was schließlich zu einem Waffenstillstand zwischen Ungarn und Rumänien führt.
- 4. Mai: Bei der ersten Landtagswahl in Niederösterreich nach dem Weltkrieg kann die Sozialdemokratische Arbeiterpartei Deutschösterreichs (SDAPDÖ) 46,7 % erzielen und erreicht mit 62 von 120 Mandaten die absolute Mandatsmehrheit. Neben der Christlichsozialen Partei ziehen auch die Deutschnationale Partei sowie zwei Kleinparteien in den Landtag ein. Wien ist zum Zeitpunkt der Wahl noch Teil Niederösterreichs. Am 20. Mai wird der Sozialdemokrat Albert Sever vom Landtag zum Landeshauptmann von Niederösterreich gewählt.

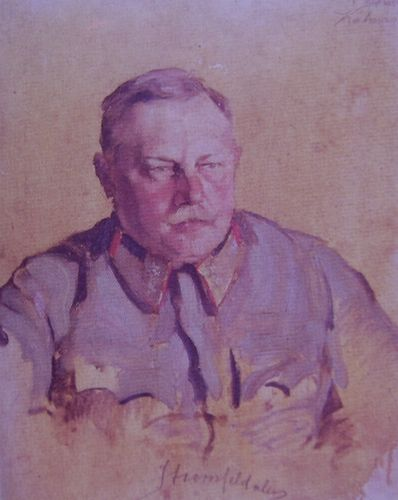
Aurél Stromfeld, dargestellt von einem unbekannten Künstler; 1919

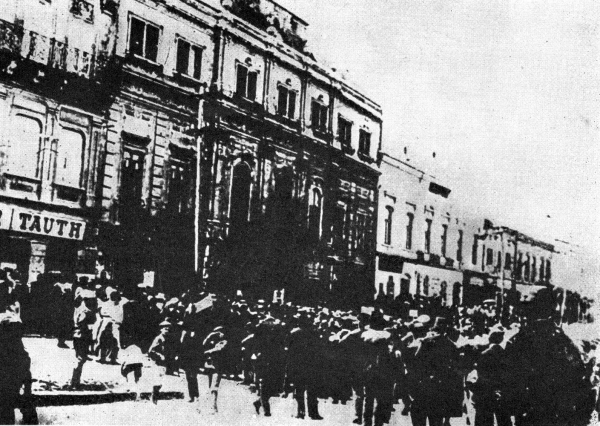
Proklamierung der Slowakischen Räterepublik am 16. Juni in Prešov

- 20. Mai: Die ungarische Rote Armee unter Aurél Stromfeld bringen die von tschechoslowakischen Einheiten eroberten Gebiete in der Süd-Slowakei wieder unter ihre Kontrolle. Am 16. Juni wird die Slowakische Räterepublik gegründet, die jedoch nur bis zum 7. Juli Bestand hat.
- 31. Mai: In der Republik Deutschösterreich wird das gegen Großgrundbesitzer gerichtete Wiederbesiedlungsgesetz beschlossen. Durch das Gesetz werden die Agrarbehörden ermächtigt, Grundstücke zu enteignen, wenn sich diese vor dem 1. Jänner 1870 in (klein-)bäuerlichem Besitz befunden haben und seitdem eine Änderung der Eigentumsverhältnisse stattgefunden hat. Auf diesen „gelegten“ Bauerngütern sollen wieder kleinbäuerliche Strukturen etabliert werden.
- 29. Juni: Der christlichsoziale Politiker Anton Jerzabek gründet in Wien den Antisemitenbund. Die antisemitische und überparteiliche Sammelbewegung hat anfangs ihren Sitz in Gersthof.
- 17. Juli: Ungarn beendet den Waffenstillstand mit Rumänien und attackiert an mehreren Stellen die 250 Kilometer lange Theißfront. Nach mehrtägigem Bombardement überqueren die Ungarn am 20. Juli den Fluss an drei Stellen. Sie erobern einige Ortschaften, können aber die rumänische Verteidigungslinie nicht durchbrechen. Der Gegenangriff der Rumänen zwingt bis zum 26. Juli alle ungarischen Verbände zum Rückzug über die Theiß.
- 30 Juli: Rumänische Truppen überqueren die Theiß.

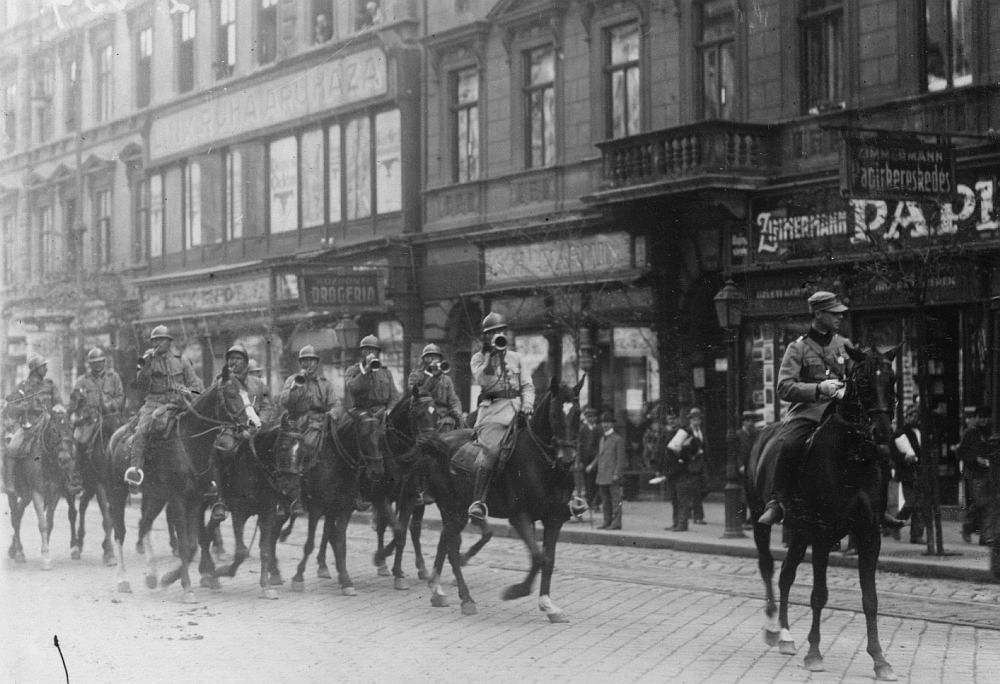
Einmarsch der rumänischen Kavallerie in Budapest

- 1. August: Die südliche Heeresgruppe Ungarns kapituliert nach Kämpfen bei Szolnok. Béla Kun setzt sich daraufhin über Österreich nach Russland ab. Damit endet die Ungarischen Räterepublik. Am 3. August marschieren rumänische Truppen in Budapest ein.
- 14. August: Die Tschechoslowakei besetzt die Stadt Petržalka, den Bratislavaer Brückenkopf.
- 10. September: Annahme des Friedensvertrags von Saint-Germain-en-Laye durch die österreichische Nationalversammlung. Dadurch wird Südtirol italienisch.
- 21. Oktober: Aufgrund des Friedensvertrages von Saint Germain beschließt der „Nationalrat für Deutschösterreich“ den neuen Staatsnamen „Republik Österreich“.
- 16. November: In Budapest rückt Admiral Miklós Horthy mit seinen Truppen ein, das die Räteregierung als Folge des Ungarisch-Rumänischen Kriegs seit August verlassen hat. Horthy genießt als Konservativer das Einverständnis der Besatzungsmacht Rumänien.

#### Polnisch-Sowjetischer Krieg

Frontverlauf Februar und Oktober 1919

- Februar: Es kommt zu einem ersten ungeplanten Aufeinandertreffen zwischen polnischen Einheiten und der Roten Armee, nachdem beide Seiten zuvor gegen ukrainische Nationalisten vorgegangen sind. Der Polnisch-Sowjetische Krieg beginnt.
- März: Die Rote Armee beginnt eine erfolgreiche Offensive auf Wilna und Grodno, formell zu Litauen gehörig, aber ethnisch mehrheitlich polnisch. Zeitgleich greift Polen entlang der Memel an und nimmt die Kleinstädte Pinsk und Lida in Weißrussland ein.
- 19. April: Ein polnischer Vorstoß vertreibt die Sowjets aus Wilna.
- 17. Juli: Im Polnisch-Ukrainischen Krieg wird eine Waffenruhe unterzeichnet.
- 28. August: Polen setzt zur Eroberung Babrujsk erstmals Panzer ein.
- Durch ihre technische Überlegenheit kann die polnische Armee das zahlenmäßige Missverhältnis zur Sowjetarmee ausgleichen: Polen hat 1919 230.000 Soldaten an seiner Ostgrenze, während die Rote Armee insgesamt 2.300.000 Soldaten umfasst, von denen allerdings viele im Bürgerkrieg im eigenen Land gebunden sind. Die Situation der jungen Sowjetmacht, die in einem Mehrfrontenkrieg gebunden ist und zudem unter Hungersnöten und Revolten leidet, ist dadurch schwierig. Bis zum Jahresbeginn 1920 haben die sowjetischen Truppen im Bürgerkrieg allerdings den Hauptteil der Weißen Armeen zerschlagen.

#### Die Nachfolgestaaten Russlands

##### Sowjetrepubliken und Russischer Bürgerkrieg
- 1. Januar: Die bereits am 25. März 1918 einseitig proklamierte Sowjetrepublik Weißrussland wird im russischen Smolensk offiziell gegründet. Hauptstadt ist Minsk.
- 6. Januar: Nach der Eroberung Kiews durch bolschewistische Truppen wird in Charkow die Ukrainische Sozialistische Sowjetrepublik ausgerufen. Die Westukrainische Volksrepublik beschließt am 22. Januar ihre Vereinigung mit der Sowjetrepublik, während die Ukrainische Volksrepublik im Polnisch-Ukrainischen Krieg um die ehemals österreichisch-ungarischen Teile der Ukraine die Seite wechselt und auf Seiten Polens in den Polnisch-Sowjetischen Krieg eintritt.
- 27. Februar: Die Litauische Sozialistische Sowjetrepublik vereinigt sich mit der Weißrussischen Sowjetrepublik zur Litauisch-Weißrussischen Sowjetrepublik. Diese kurzlebige Republik umfasst in Litauen aber nur das Gebiet um Vilnius und wird im Juli aufgelöst, nachdem polnische Truppen einen Großteil des Territoriums besetzt haben.
- 4. März: In Moskau wird die Komintern, ein Zusammenschluss aller kommunistischen Parteien, gegründet.
- 9. April: Im seit 1917 andauernden Russischen Bürgerkrieg beginnt mit der Weigerung französischer Soldaten und Matrosen, an einer Offensive gegen die Rote Armee teilzunehmen, der Aufstand in der französischen Schwarzmeerflotte. Er weitet sich im Mai zu einem Marineaufstand auch in den französischen Heimathäfen aus und zwingt die französische Regierung, die direkte bewaffnete Intervention in den Russischen Bürgerkrieg einzustellen. Der Matrosenaufstand ist der Höhepunkt der Bewegung „Hände weg von Sowjetrußland“.
- Juli: Pawel Michailowitsch Bermondt-Awaloff gründet die aus Russen, Baltendeutschen und Reichsdeutschen bestehende antibolschewistische Westrussische Befreiungsarmee.
- 5. August: Nach erfolgtem Rücktransport der überlebenden Soldaten in die USA wird die seit September 1918 als Teil der alliierten Intervention in den Russischen Bürgerkrieg in Nordrussland kämpfende ANREF offiziell aufgelöst.

##### Baltikum
- 6. Januar: Im Estnischen Freiheitskrieg beginnen estnische Truppen mit einer Gegenoffensive gegen die Rote Armee. Bis zum 1. Februar erobern sie die durch die Rote Armee besetzten estnischen Gebiete zurück. Johan Laidoner wird zum Oberbefehlshaber der estnischen Truppen ernannt.
- Januar: Im Lettischen Unabhängigkeitskrieg und dem Estnischen Freiheitskrieg sterben als zivile Opfer kommunistisch motivierter Gewalt zahlreiche deutsch-baltische evangelische Geistliche und andere kirchennahe Personen, die heute im kirchlichen Bereich als Baltische Märtyrer bekannt sind, darunter Walther Paucker, Alexander Bernewitz, Traugott Hahn, Xaver Marnitz, Marie Schlieps, Karl Schlau und Marion von Klot, außerdem russisch-orthodoxe Geistliche wie der Bischof von Riga, Platon Kulbusch sowie die Priester Michael Bleive und Nikolai Bezhanitsky.

Traugott Hahn
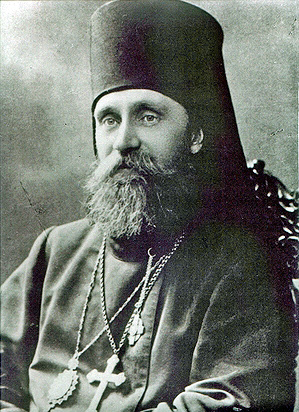
Platon Kulbusch
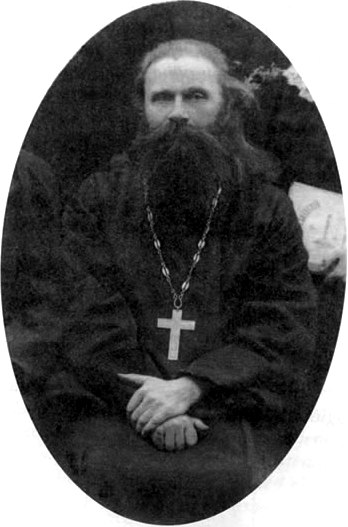
Michael Bleive
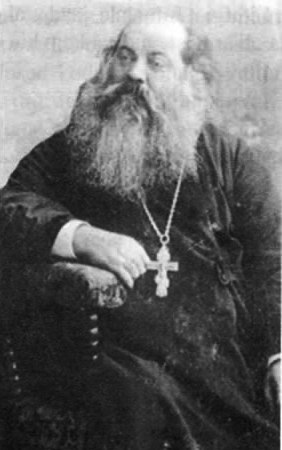
Nikolai Bezhanitsky

- 23. April: Vierzehn Monate nach Proklamation des Manifests an alle Völker Estlands, der Unabhängigkeitserklärung Estlands, tritt die verfassunggebende Versammlung Asutav Kogu zusammen.
- 26. April: Andrievs Niedra wird zum Ministerpräsidenten einer von den alliierten Behörden, von bürgerlichen Letten und vom deutschen Generalkommando in Lettland eingesetzten Regierung ernannt.

Besatzungsmächte in Lettland im Juni 1919:
Baltische Landeswehr
Lettische Rote Armee
Lettische Ulmanis-Armee
Estnische Armee

- 22. Mai: Die Baltische Landeswehr und deutsche Freikorps erobern Riga. Die von Lenin gegründete Lettische Sozialistische Sowjetrepublik bricht zusammen.
- 5. Juni: Deutsch-baltische Einheiten erobern Wenden. Am 10. Juni wird zwischen den estnischen und den deutsch-baltischen Truppen ein Waffenstillstand geschlossen. Während der Verhandlungen stoßen lettische Truppen zu den Esten, was mit ein Grund dafür ist, dass die Gespräche am 19. Juni scheitern.
- 19. Juni: Die Eiserne Division eröffnet mit einem Angriff auf die estnischen Stellungen nahe Limbaži die Schlacht von Wenden zwischen estnisch-lettischen Truppen und der durch deutsche Freikorps verstärkten Baltischen Landeswehr. Diese endet am 23. Juni mit einem estnischen Sieg. Estnisch-lettische Truppen rücken auf Riga vor.
- {3. Juli: Der Waffenstillstand von Strasdenhof beendet die bürgerkriegsähnlichen Kämpfe zwischen deutschen und estnisch-lettischen Truppen. Er wird unter Vermittlung von Hubert Gough, dem Befehlshaber der Alliierten Militärmission im Baltikum und Finnland geschlossen.

##### Finnland
- 18. April: Finnland nimmt die im Vorjahr abgebrochenen Ostkriegszüge gegen Sowjetrussland wieder auf.
- 17. Juli: Die Finnische Verfassung von 1919 tritt in Kraft.

#### Großbritannien und Irland
- 21. Januar: In Soloheadbeg (Grafschaft Tipperary) greifen Irish Volunteers unter Dan Breen Polizisten der Royal Irish Constabulary an. Dieses Ereignis gilt als der Beginn des Irischen Unabhängigkeitskrieges. Süd-Tipperary wird drei Tage später unter Kriegsrecht gestellt.

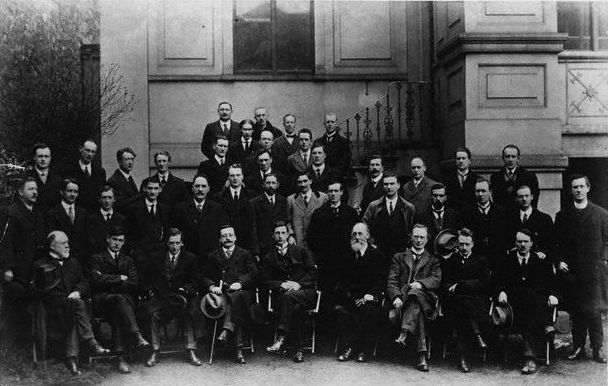
Das erste Dáil Éireann, Januar 1919. Erste Reihe, von links nach rechts: Laurence Ginnell, Michael Collins, Cathal Brugha, Arthur Griffith, Éamon de Valera, Count Plunkett, Eoin MacNeill, W.T. Cosgrave und Kevin O’Higgins

- 21. Januar: Die bei der Unterhauswahl im Vereinigten Königreich von Großbritannien und Irland gewählten Abgeordneten der irisch-republikanischen Partei Sinn Féin erklären sich in Dublin zur Versammlung von Irland und rufen durch Ratifizierung der Oster-Proklamation von 1916 die Irische Republik aus.

#### Portugal
- 12. Januar: Francisco Pinto da Cunha Leal führt die republikanische Revolte von Santarém gegen die Regierung von João Tamagnini de Sousa Barbosa teil, dem monarchistische Tendenzen vorgeworfen werden.

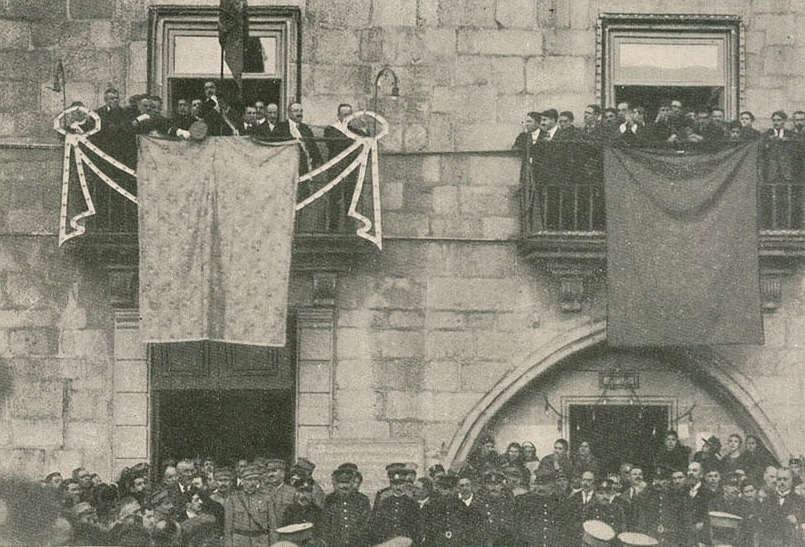
Ausrufung der Monarchie in Viana do Castelo

- 19. Januar: In Porto erklären Monarchisten die Wiederherstellung des Königreiches. Militärischer Anführer ist Henrique Mitchell de Paiva Couceiro, der sich bereits zuvor an verschiedenen Verschwörungen gegen die Erste Portugiesische Republik beteiligt hat. Von Porto aus breitet sich die Bewegung schnell auf die Regionen Douro, Minho, Trás-os-Montes und einen Teil von Beira Alta aus. Viana do Castelo, Lamego und ab dem 24. Januar Estarreja werden Zentren der Restauration. Nur die Stadt Chaves schließt sich im Norden der Revolte nicht an. Die Grenze zwischen Monarchisten und Republikanern bildet der Rio Vouga. In Porto bildete sich ein Regierungsrat des Königreichs. Alle Gesetze, die seit der Gründung der Republik beschlossen worden sind, werden aufgehoben, darunter die Trennung von Kirche und Staat. Die alten Symbole der Monarchie wie die weiß-blaue Nationalflagge werden wieder eingeführt und das neue Währungssystem wieder abgeschafft. Dazu gibt man eigene Geldscheine aus. Gegen Republikaner wird ein Terrorregime etabliert.
- Die Regierung in Lissabon unter João Tamagnini de Sousa Barbosa muss auf Freiwillige zur Bekämpfung der Rebellen zurückgreifen, da die Lissabonner Garnison sich angesichts der politischen Lage für neutral erklärt hatte. Einige Soldaten schließen sich ihden Freiwilligenbataillonen an, so Manuel dos Santos Pimenta, der eine Artilleriebatterie des Regiments in Alcobaça kommandiert.
- Am 27. Januar tritt Tamagnini Barbosa als Regierungschef zurück. Das Amt übernimmt José Carlos de Mascarenhas Relvas, der nun einer Regierung vorsteht, der wieder alle drei republikanischen Parteien (Demokraten, Evolutionisten und Unionisten) angehören. Relvas erklärt als Ziele seiner Regierung die Niederschlagung des monarchistischen Aufstandes und die Einigung der Republik, um sie zu retten.
- Am 13. Februar beendet die Nationale Republikanische Garde mit der Einnahme Portos die sogenannte Monarchie des Nordens.
- 27. Januar: Nach Wiederherstellung der parlamentarischen Republik gibt João Tamagnini de Sousa Barbosa das Amt des Ministerpräsidenten von Portugal an José Carlos de Mascarenhas Relvas von der Demokratischen Partei ab. Dessen Regierung wird als „Regierung der republikanischen Konzentration“ bezeichnet, da in ihr alle verschiedenen Strömungen der Republikaner (Demokraten, Evolutionisten und Unionisten) vertreten sind.
- 30. März: Domingos Leite Pereira löst seinen Parteikollegen José Relvas als Ministerpräsident von Portugal ab.
- 30. Juni: Staatspräsident João do Canto e Castro tritt ebenso wie Ministerpräsident Domingos Leite Pereira von seinem Amt zurück. Alfredo de Sá Cardoso wird Ministerpräsident und übernimmt gleichzeitig das Amt des Innen- und Außenministers, João do Canto e Castro kann vom Parlament überredet werden, zunächst im Amt zu bleiben.
- 5. Oktober: António José de Almeida wird nach dem endgültigen Rücktritt de Castros neuer Staatspräsident Portugals. Unter den Präsidenten der ersten portugiesischen Republik ist er der einzige, der eine volle Amtszeit amtiert.

#### Griechenland/Anatolien
- 4. März: Damad Ferid Pascha wird Großwesir des Osmanischen Reichs unter Sultan Mehmed VI.

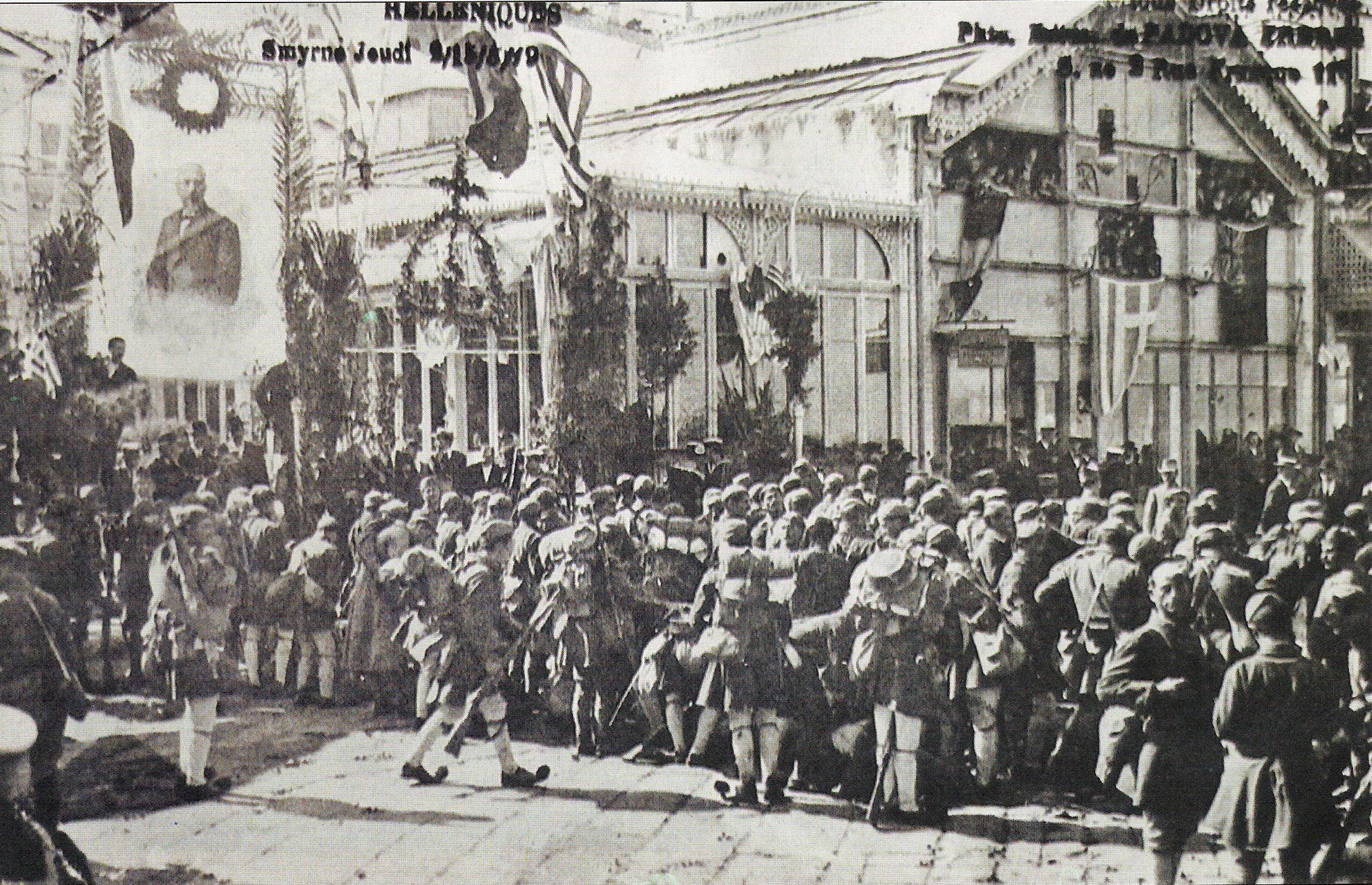
Griechische Soldaten übernehmen ihre Posten in Izmir.

- 15. Mai: Griechische Truppen besetzen Smyrna, womit der Krieg um Kleinasien mit dem anatolischen Teil des im Ersten Weltkrieg zerschlagenen Osmanischen Reiches beginnt. Es bilden sich türkische Widerstandsgruppen, die Kuvayı Milliye.
- 19. Mai: Die Ankunft Mustafa Kemal Paschas in Samsun markiert den Beginn des Befreiungskrieges der türkischen Nationalbewegung gegen die Besetzung und politische und wirtschaftliche Bevormundung durch fremde Mächte. Die Kampfhandlungen richten sich u. a. gegen Armenien, Griechenland und die französische Besatzungsmacht in Anatolien, die von den Westmächten Großbritannien und Italien unterstützt werden.
- 11. Juni: Damad Ferid Pascha verurteilt den Völkermord an den Armeniern, für den er „Talât, Enver und Cemal“ und „eine Handvoll zweitrangiger Komplizen“ verantwortlich macht.
- 23. Juli bis 4. August: Kongress von Erzurum
- 4. September: Beginn des Sivas-Kongress in der Türkei
- 30. September: Damad Ferid Pascha wird aus dem Amt des Großwesirs entlassen. Ihm folgt am 6. Oktober Ali Rıza Pascha nach.

#### Weitere Ereignisse in Europa

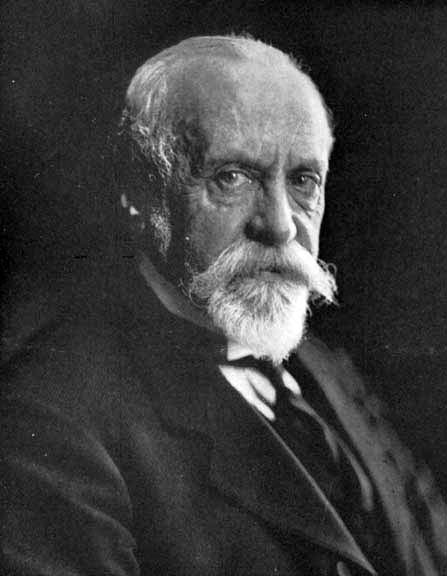
Gustave Ador

- 1. Januar: Gustave Ador wird neuer Bundespräsident der Schweiz.
- 20. März: Mit dem Huelga de La Canadiense setzt die Confederación Nacional del Trabajo den Achtstundentag in Spanien durch.
- 23. März: Benito Mussolini schließt verschiedene gegen die Sozialisten gerichtete Kampfgruppen unter der organisatorischen Leitung von Roberto Farinacci zusammen und gründet die Fasci di combattimento, die faschistische Bewegung in Italien.
- 7. Juni:Beim Massaker von Chaibalikend in Bergkarabach werden mehrere hundert Armenier getötet.

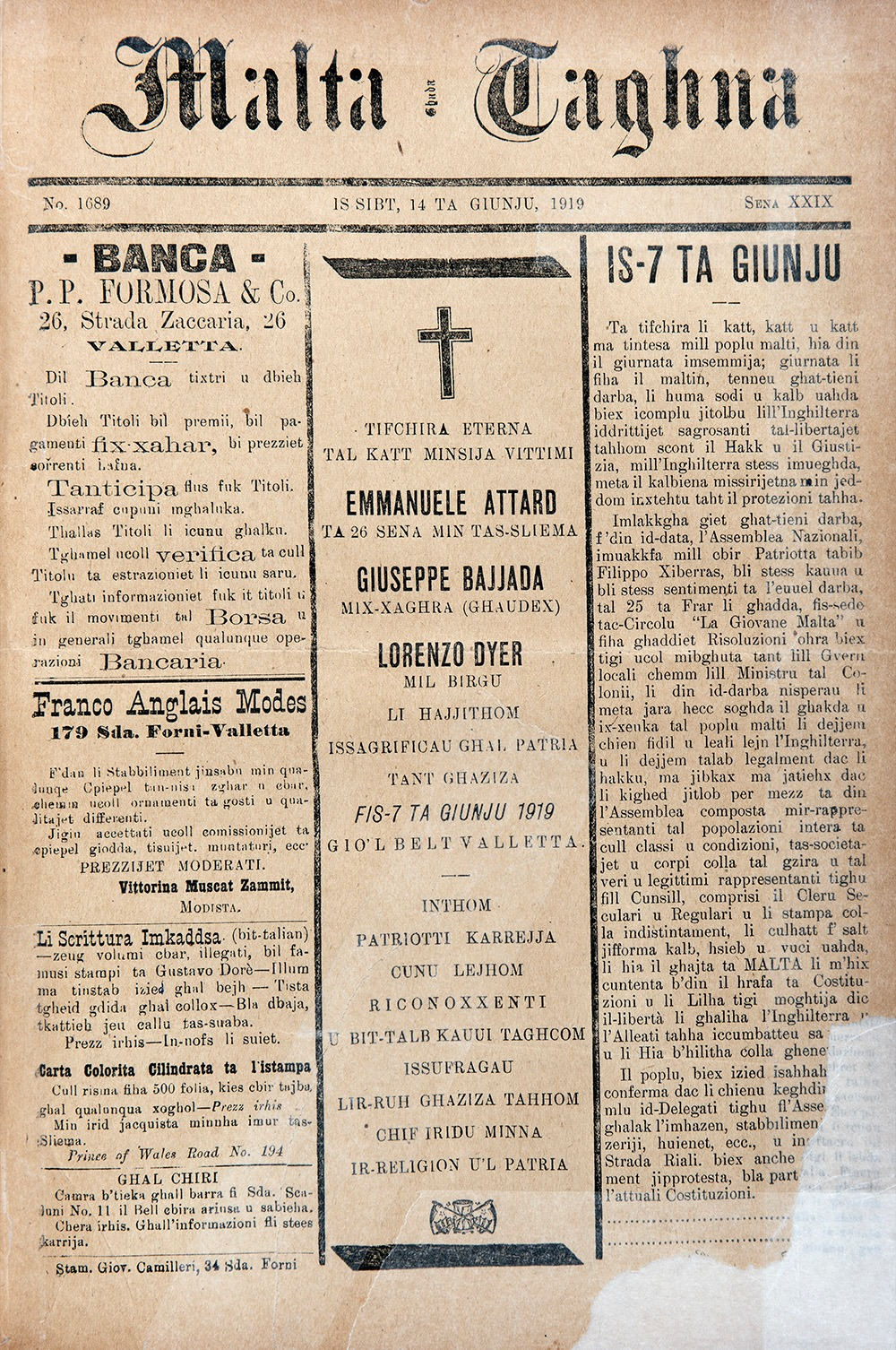
Nachricht über den Sette Giugno in Malta

- 7. Juni: In Malta kommt es zu einem Aufstand gegen die britische Kolonialmacht, wobei vier Malteser getötet werden.
- 22. Juni: Jens Oliver Lisberg hisst die erste Flagge der Färöer.
- 28. September: In einem Referendum entscheiden sich die teilnehmenden Luxemburger Stimmberechtigten zum einen mit 77,8 Prozent der Stimmen für die Beibehaltung der Monarchie unter Großherzogin Charlotte und bevorzugen zum anderen einen wirtschaftlichen Anschluss an Frankreich (60,1 Prozent der Stimmen).

#### Vereinigte Staaten von Amerika
- 16. Januar: Der 18. Zusatzartikel zur Verfassung der Vereinigten Staaten zur Einführung der Alkoholprohibition wird ratifiziert und tritt genau ein Jahr später in Kraft. Die berauschenden alkoholischen Getränke, deren Herstellung, Verkauf und Transport damit verboten wird, wird im Volstead Act definiert, der am 28. Oktober gegen das Veto des Präsidenten beschlossen wird.
- 2. Juni: Die erste Red Scare beginnt: In acht amerikanischen Städten explodiert eine Bombenserie, was zu den von Justizminister Alexander Mitchell Palmer und seinem Assistenten J. Edgar Hoover durchgeführten Palmer Raids gegen Anarchisten und Linke führt.
- 4. Juni: Der Kongress der Vereinigten Staaten verabschiedet den 19. Zusatzartikel zur Verfassung der Vereinigten Staaten, womit der Weg frei ist zur Einführung des Frauenwahlrechts im Folgejahr.
- 1. September: Nachdem sie von der Socialist Party of America wegen Bolschewismus ausgeschlossen worden sind, gründen Charles Ruthenberg und andere die Communist Party of America. Gleichzeitig mit der Gründung der CPA findet die Gründungsveranstaltung der Communist Labor Party (CLP), um John Reed und Alfred Wagenknecht statt.
- 30. September bis 2. Oktober: Beim Massaker von Elaine, einem Pogrom an der afroamerikanischen Bevölkerung in Elaine, Arkansas, werden an die 200 Menschen getötet. Es bildet den Höhepunkt der Rassenunruhen des „Roten Sommers“ in den Vereinigten Staaten.
- 10. November: Victor L. Berger, der als Mitglied der Socialist Party of America ins Repräsentantenhaus der Vereinigten Staaten gewählt worden ist, wird sein Sitz wegen seiner Kriegsgegnerschaft und der Verurteilung nach dem Espionage Act verweigert.
- In den Vereinigten Staaten kommt es zu schweren Rassenunruhen mit mehreren hundert Toten. Der Rote Sommer wird juristisch und historisch kaum aufgearbeitet.[1]

#### Afghanistan
- 20. Februar: Habibullah Khan, der 15. Emir von Afghanistan, wird bei einem Jagdausflug ermordet. Wenige Wochen nach dem Tod des Herrschers kommt es unter seinem Nachfolger Amanullah Khan zum Dritten Anglo-Afghanischen Krieg, der im Frieden von Rawalpindi die Anerkennung des Emirats Afghanistan als unabhängigen Staat durch die Briten bringt.
- 6. Mai: In Afghanistan beginnt der Dritte Anglo-Afghanische Krieg.
- 10. August: Vertrag von Rawalpindi. Afghanistan wird unabhängig von Großbritannien.

#### China

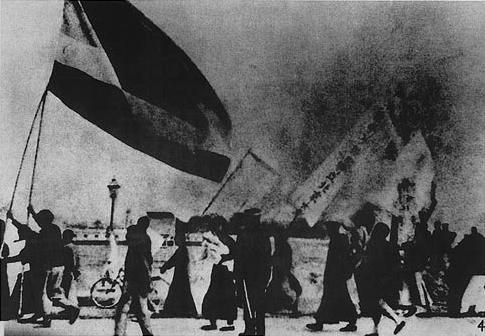
Studenten versammeln sich in Peking während der Bewegung des vierten Mai

Nach Bekanntwerden der Bestimmungen des Versailler Vertrages kommt es am 4. Mai in China, das durch interne Machtkämpfe geschwächt ist, zu Studentenunruhen, die in die Bewegung des vierten Mai übergehen. China stand im Ersten Weltkrieg auf Seiten der Alliierten und hoffte auf Aufhebung der Ungleichen Verträge und Nichtanerkennung der Einundzwanzig Forderungen Japans von 1915. Diese Hoffnungen werden von den Verträgen nicht erfüllt, denn die Alliierten haben während des Krieges mit Japan geheime Abkommen geschlossen, die beinhalteten, dass sie die japanischen Ansprüche in China unterstützen würden, wenn Japan im Gegenzug auf der Seite der Alliierten bliebe. Außerdem sind weder Frankreich noch das Vereinigte Königreich bereit, auf ihre extraterritorialen Privilegien und ihre Pachtgebiete in China zu verzichten.

#### Indien
- 20. März: Durch ein Letters Patent von Georg V. wird der High Court of Judicature at Lahore als Obergericht in der Provinz Punjab in Britisch-Indien gegründet.
- 13. April: Britische Kolonialtruppen begehen das Amritsar-Massaker an Sikhs, Muslimen und Hindus, die für die Unabhängigkeit Indiens plädieren.

#### Korea
- 1. März: Durch die Verlesung der Unabhängigkeit vom Japanischen Kaiserreich bildet sich in Korea eine Unabhängigkeitsbewegung.
- 11. April: Nach Protesten des koreanischen Widerstands gegen Japans Kolonialherrschaft gründet sich im chinesischen Shanghai eine koreanische Exilregierung unter Mitwirkung von Rhee Syng-man und Kim Gu.

#### Afrika
- 3. März: In Kairo beginnt am Tag nach der Verhaftung von Saad Zaghlul und weiteren Funktionären der nationalistischen Wafd-Partei die Revolution in Ägypten, die binnen weniger Jahre zum Ende der britischen Herrschaft in Ägypten führt.

#### Internationale Organisationen
- 2. bis 6. März: Die Kommunistische Internationale wird in Moskau auf ihrem I. Weltkongress gegründet, auf dem 51 Delegierte aus 29 Ländern anwesend sind.
- 11. April: Die Internationale Arbeitsorganisation nimmt ihre Tätigkeit auf.
- 28. April: Die Satzung des Völkerbundes wird durch die Vollversammlung der Friedenskonferenz von Versailles angenommen.

### Wirtschaft

#### Finanzwirtschaft
- 6. August: Der deutsche Staatenausschuss billigt das Gesetz zur Schaffung einer zentralisierten Reichsfinanzverwaltung.

#### Patente
- 28. Oktober: John A. Miller erhält ein Patent auf seine Underfriction wheels. Durch diese unter die Schiene greifenden Räder werden die Wagen einer Achterbahn fest auf der Fahrstrecke gehalten. Dadurch wird es möglich, steilere Abfahrten, Hügel mit mehr Airtime und stärker geneigte Kurven als bei nur seitlich geführten (Side Friction) Achterbahnen zu konstruieren und das ermöglicht die Entwicklung moderner Achterbahnen.

#### Postwesen
- 21. Dezember: Die deutsche Reichspost teilt amtlich mit, dass sie ab 1. Januar 1920 die neue Sendungsart Päckchen zur Beförderung annimmt.

#### Unternehmensgründungen und -abwicklungen
- 8. Februar: Henri Farman gründet mit seinem Bruder Maurice die erste Linienfluggesellschaft der Welt. Die Lignes Farman werden im Jahr 1933 zu einem Vorgänger der Air France.
- 5. April: Das Unternehmen Kawasaki Kisen wird durch Kojiro Matsukata in Tokio gegründet.
- 8. Mai: Das Deutsche Stickstoff-Syndikat wird gegründet.
- 26. Juni: Der New Yorker Verleger Joseph Medill Patterson bringt die Daily News heraus, die erste Tageszeitung im kleinen Tabloid-Zeitungsformat.
- 1. Juli: In Nürnberg eröffnet Hanns Porst einen Photoladen, Photo Porst.
- 21. Juli: Anton Herman Gerard Fokker gründet zusammen mit anderen das Unternehmen N. V. Nederlandsche Vliegtuigenfabrieken, welches als Flugzeugwerke Fokker bedeutend wird.
- 13. August: Im Karl Schultz-Verlag in Berlin erscheint mit einer Startauflage von 20.000 Exemplaren die Wochenzeitung Die Freundschaft. Sie wird heute als wichtigste deutsche Homosexuellenzeitschrift der Weimarer Republik, insbesondere in der Zeit bis 1922, angesehen.
- 7. Oktober: Die Koninklijke Luchtvaart Maatschappij (KLM) wird gegründet und ist somit die älteste noch existierende Fluggesellschaft der Welt.
- 6. Dezember: Im kurzfristig betriebenen Bergwerk Robertshall im Hamburger Stadtteil Hausbruch wird mit dem Abbau von Braunkohle begonnen.
- 15. Dezember: Nach knapp 25 Jahren erscheint die von Minna Cauer herausgegebene radikalfeministische Zeitschrift Die Frauenbewegung zum letzten Mal.
- Isaac Carasso führt in Barcelona ein Joghurt ein, das durch verdauungsfördernde Milchfermente positiv auf die Gesundheit von Kindern mit Darmerkrankungen wirken soll. Er gibt seinem Produkt den Namen Danone.
- Gründung des Unternehmens „Mechanische Trikotwarenfabriken Gebr. Mayer KG“, später TRIGEMA
- In Coventry wird die Firma T. G. John and Co. Ltd. gegründet, aus der sich 1920 Alvis Cars entwickeln wird. Die ersten Produkte sind Stationärmotoren, Vergasergehäuse für den Hersteller Zenith und der leichte Motorroller Stafford Mobile Pub.

#### Verkehr
- 17. Oktober: Spaniens König Alfons XIII. eröffnet die erste Linie der Metro Madrid.
- Gründung der International Air Transport Association (IATA)

### Wissenschaft und Technik

#### Luftfahrt
- 5. Februar: Beginn der zivilen Luftpost in Deutschland. Zweimal täglich starteten Flugzeuge in Berlin-Johannisthal, um Postsendungen zum Tagungsort der verfassunggebenden Nationalversammlung in Weimar zu transportieren.
- 8. bis 27. Mai: Eines von drei in Neufundland gestarteten Curtiss-Flugbooten der US-Navy, die Curtiss NC-4, landet nach elf Tagen und zwei Zwischenlandungen auf den Azoren in Lissabon und vollendet damit die erste Atlantiküberquerung in der Geschichte der Luftfahrt.
- 14./15. Juni: Der erste Nonstop-Flug über den Atlantik gelingt John Alcock und Arthur Whitten Brown in einer Vickers Vimy in 16 Stunden und 12 Minuten.
- 25. Juni: Die Junkers F 13 absolviert als erstes Ganzmetallflugzeug ihren Erstflug.
- 6. Juli: Das vier Tage zuvor von East Fortune in East Lothian/Schottland gestartete britische Starrluftschiff R34 landet unter dem Kommando von George Herbert Scott in Mineola auf Long Island und beendet damit die erste Nonstopfahrt eines Luftschiffs über den Atlantik. Am 13. Juli vollendet R34 die erste Nonstop-Transatlantikfahrt in beiden Richtungen. Am 2. Juli zur Hinfahrt in die USA gestartet ankert das Luftfahrzeug nun nach 75-stündiger Rückfahrt in Norfolk.

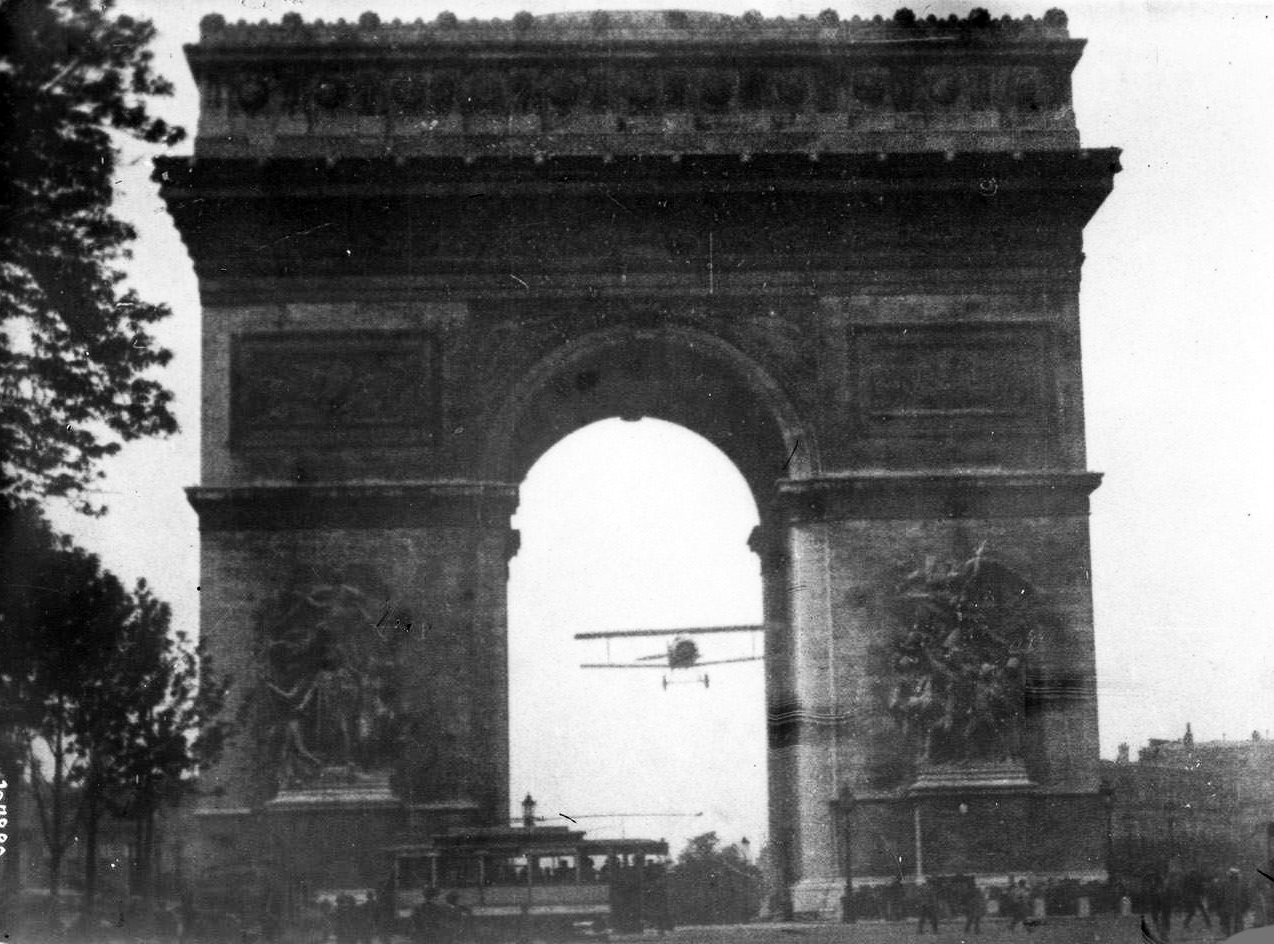
Charles Godefroy fliegt durch den Arc de Triomphe.

- 7. August: Der Flieger Charles Godefroy durchquert mit einem Nieuport 11-Doppeldecker den Pariser Arc de Triomphe.
- 15. September: Eine Abordnung der Interalliierten Militär-Kontrollkommission entdeckt in einem Mannesmann-Hangar Pläne und Teile des Mannesmann-Poll-Dreideckers, eines nicht fertiggestellten deutschen Großflugzeugs.
- 2. Dezember: Erstflug der Handley Page W.8

#### Naturwissenschaften
- 29. Mai: Arthur Eddington beobachtet während einer totalen Sonnenfinsternis in der portugiesischen Kolonie São Tomé und Príncipe, dass das Gravitationsfeld der Sonne Licht genau so ablenkt, wie es die allgemeine Relativitätstheorie von Albert Einstein vorhersagt.
- Ernst Späth gelingt die Strukturaufklärung und Synthese des Meskalins
- Ernest Rutherford wandelt künstlich Stickstoff in Sauerstoff um: 147N + 42He → 178O + 11H
- Francis William Aston entdeckt, dass Isotopie eine über das ganze Periodensystem verbreitete Erscheinung ist.

#### Rundfunk
- 14. Februar: In Den Haag geht mit Testsendungen der weltweit erste kommerzielle Radiosender PCGG des Radiopioniers Hanso Schotanus à Steringa Idzerda in Betrieb. Die planmäßige Ausstrahlung beginnt am 6. November.
- 8. Mai: Der Ingenieur Lucien Lévy erhält ein französisches Patent für den von ihm entwickelten Überlagerungsempfänger, der brauchbare Radioschaltungen ermöglicht.
- 31. Juli: Eröffnung der Funkverbindung Berlin – New York

#### Lehre und Forschung
- 16. Mai: Die Staatliche Universität Jerewan wird gegründet.
- 27. Juni: Mit Beschluss des tschechoslowakischen Parlaments erfolgt die Gründung der Tschechoslowakischen staatlichen Universität in Bratislava. Im November wird Johann Amos Comenius als Namenspatron der Universität bestimmt, die fortan den Namen Comenius-Universität Bratislava trägt.
- 6. Juli: In Berlin eröffnet Magnus Hirschfeld das Institut für Sexualwissenschaft.
- An der Rechts- und staatswissenschaftlichen Fakultät der Universität Wien werden erstmals Frauen als ordentliche Hörerinnen zugelassen.

### Kultur

#### Bildende Kunst
- Ende Januar: Die expressionistische Dresdner Sezession Gruppe 1919 wird gegründet.
- 24. Februar: In Düsseldorf gründen der Schriftsteller Herbert Eulenberg und die Maler Arthur Kaufmann und Adolf Uzarski die Künstlervereinigung Das Junge Rheinland. Der Zusammenschluss soll die gemeinsamen Interessen der jungen rheinischen Künstlerschaft vertreten und Ausstellungen organisieren. Die 1. Ausstellung der Gruppe „Das Junge Rheinland“ erfolgte im Juni/Juli 1919 in der Kunsthalle Düsseldorf unter Teilnahme von 113 Künstlern und Künstlerinnen.
- 21. März: In Weimar entsteht das von Walter Gropius initiierte Bauhaus als eine Hochschule für Gestaltung. Die gleichzeitig gegründete Möbelwerkstatt wird von Johannes Itten geleitet.
- 4. August: Die Neue Abteilung der Nationalgalerie Berlin im Kronprinzenpalais wird gegründet. Es ist die weltweit erste öffentliche Sammlung zeitgenössischer moderner Kunst des 20. Jahrhunderts.
- Die spätexpressionistische Künstlervereinigung Die Kugel wird in Magdeburg gegründet. Gründungsmitglieder sind unter anderen Bruno Beye, Wilhelm Höpfner und Günther Vogler.
- Die Hamburgische Sezession wird gegründet. Ziel der Vereinigung ist es, das Klima für die bildenden Künste in der kaufmännisch geprägten Hansestadt zu verbessern.
- Das Musée Rodin in Paris wird eröffnet.
- William Orpen malt im Auftrag der Pariser Friedenskonferenz in Öl auf Leinwand The Signing of Peace in the Hall of Mirrors, 28th June 1919 sowie A Peace Conference at the Quai d’Orsay.

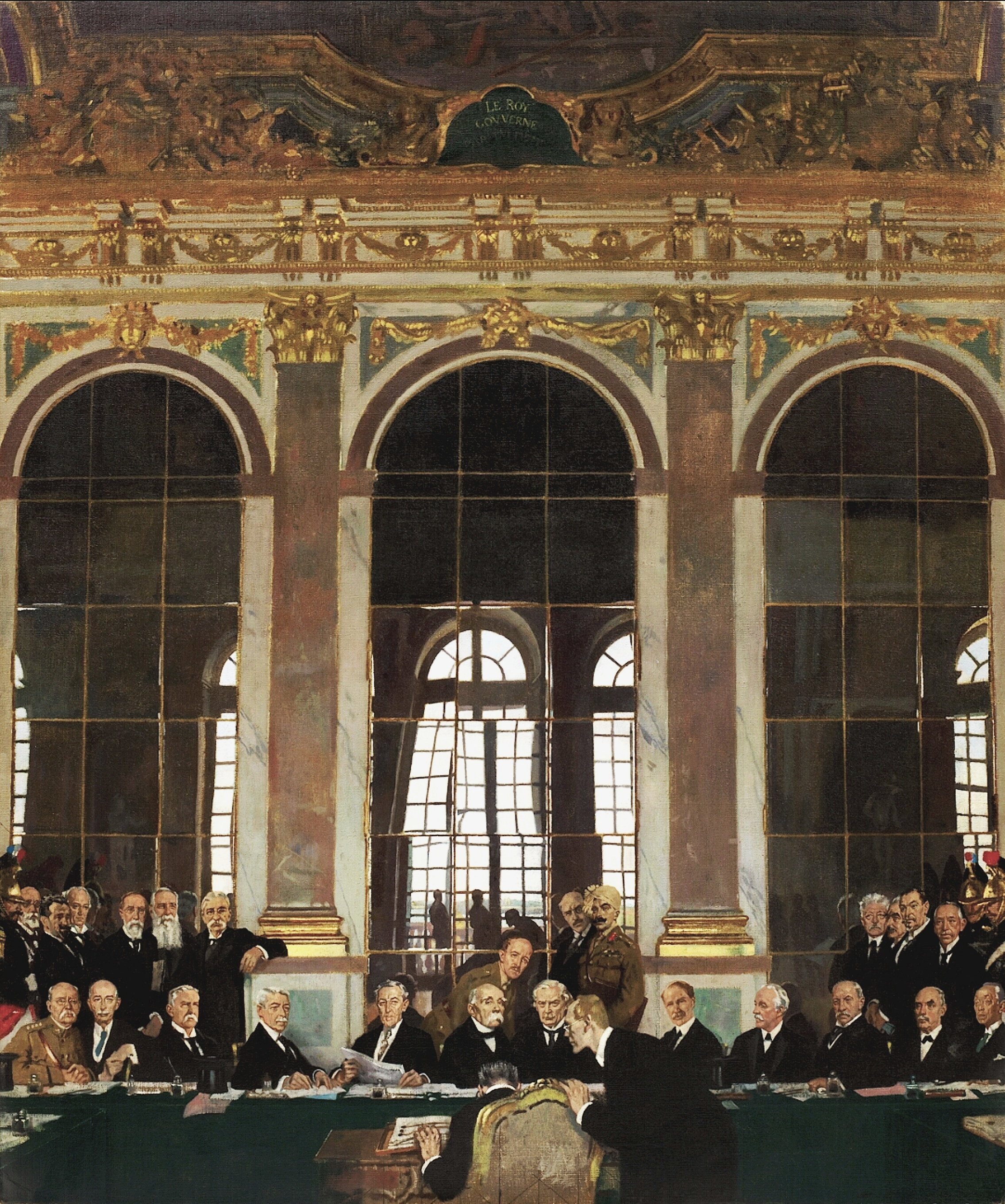
The Signing of Peace in the Hall of Mirrors
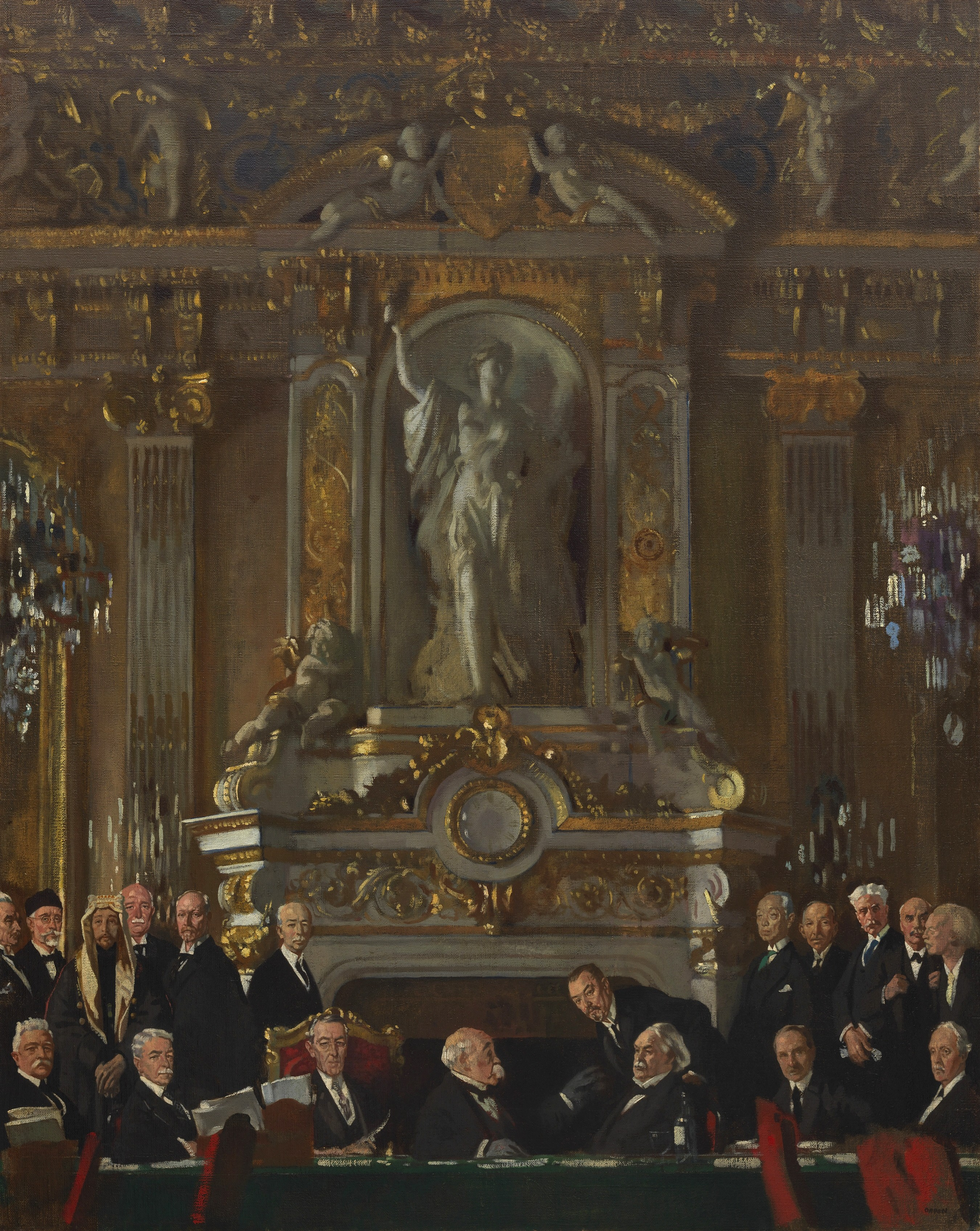
A Peace Conference at the Quai d’Orsay

John Singer Sargent, Gassed

- John Singer Sargent malt im Auftrag des britischen Informationsministeriums in Öl auf Leinwand das Gemälde Gassed, das den Gaskrieg im Ersten Weltkrieg thematisiert.

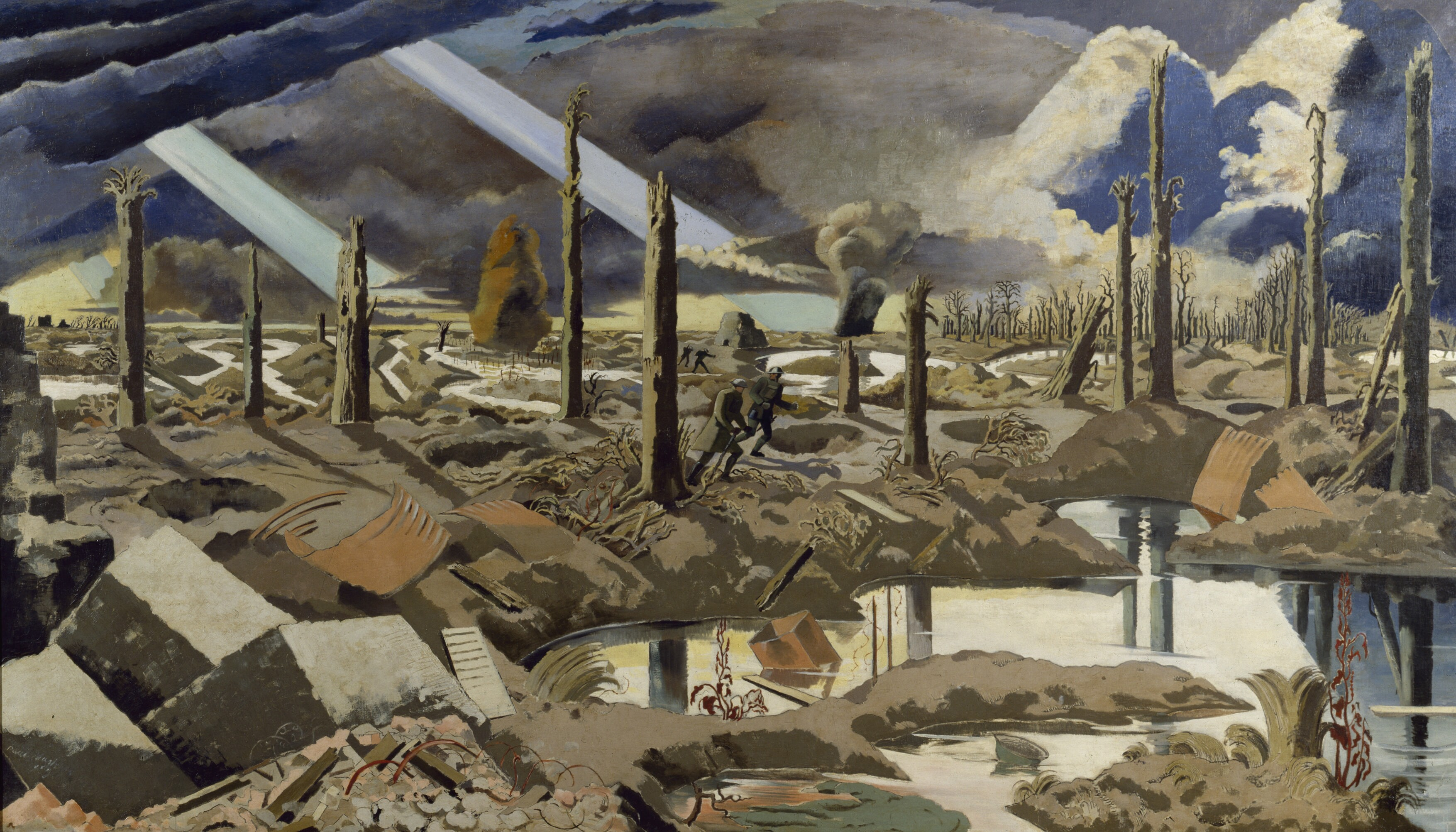
The Menin Road

- Paul Nash, der vom britischen War Propaganda Bureau an die Westfront geschickt worden ist, stellt das Gemälde The Menin Road fertig. Das Gemälde gilt als eines der bekanntesten künstlerischen Darstellungen des Ersten Weltkriegs.

#### Film
- 1. Januar: Peter Ostermayr gründet die Münchener Lichtspielkunst AG.

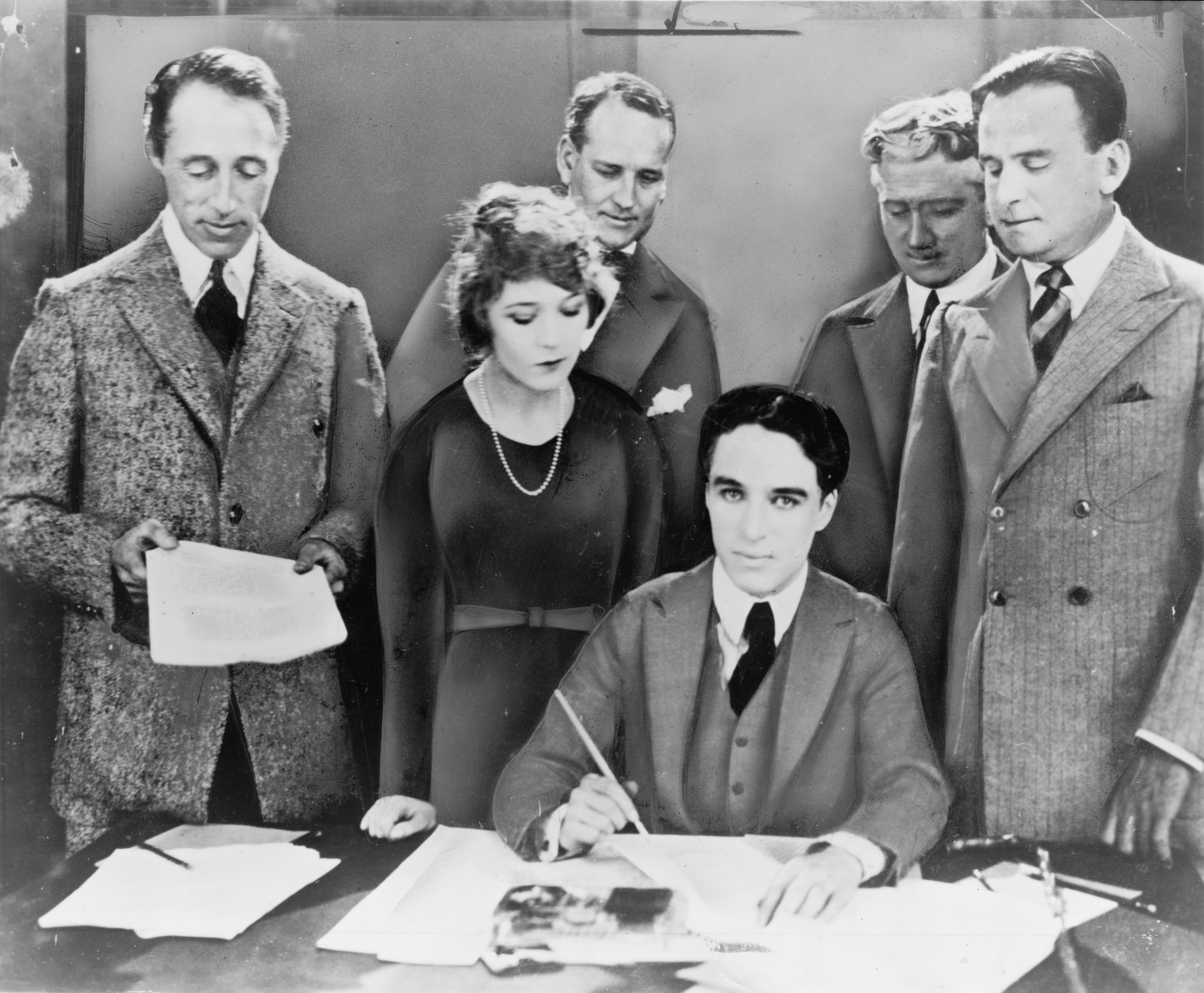
Fotomontage: Unterzeichnung des Gründungsvertrags von United Artists; v. l. n. r.: D. W. Griffith, Mary Pickford, Charlie Chaplin und Douglas Fairbanks, im Hintergrund zwei Anwälte

- 5. Februar: Charlie Chaplin, Douglas Fairbanks sen., Mary Pickford und David Wark Griffith gründen die United Artists, um unabhängig von den großen Studios Filme produzieren zu können.
- 13. Mai: In New York wird D. W. Griffiths Stummfilm Broken Blossoms mit Lillian Gish in der Hauptrolle, der erste von United Artists vermarktete Film, uraufgeführt.
- 18. September: Der Ufa-Palast am Zoo in Berlin wird mit der Uraufführung von Madame DuBarry von Ernst Lubitsch eröffnet.
- 27. Oktober: Im Kino Dansungsa wird mit Kampf für Gerechtigkeit (Originaltitel: 의리적 구투) der erste koreanische Film aufgeführt. 1966 wurde der 27. Oktober zum Korean Film Day ausgerufen.
- 7. Dezember: Die Filmkomödie A Day’s Pleasure (Vergnügte Stunden) von Charlie Chaplin wird uraufgeführt. Jackie Coogan hat in dem Werk sein Filmdebüt.
- 27. Dezember: Die Svensk Filmindustri wird gegründet. Hauptbesitzer ist der Großindustrielle Ivar Kreuger. Erster Direktor wird Charles Magnusson.

#### Musik und Theater
- 23. Januar: Das Drama 1913 des Zyklus aus dem bürgerlichen Heldenleben von Carl Sternberg hat unter der Regie von Gustav Hartung seine Uraufführung am Schauspielhaus in Frankfurt am Main. Es folgt als dritter Teil der Maske-Trilogie auf Der Snob. Heinrich George gibt den inzwischen geadelten Christian Maske von Buchow.
- 21. Februar: Die Uraufführung der Oper Abessalom und Eteri von Sacharij Paliaschwili findet am Georgischen Nationaltheater in Tiflis statt. Ein Motiv der Komposition wird später in die Nationalhymne Georgiens eingearbeitet. Paliaschwili verbindet in der Oper nationale georgische Volksweisen mit klassischer europäischer Musik.
- 5. April: Das Singspiel Das Dorf ohne Glocke von Eduard Künneke auf das Libretto von August Neidhart wird am Friedrich-Wilhelmstädtischen Theater in Berlin uraufgeführt. Als literarische Vorlage diente eine ungarische Legende von Árpád Pásztor.
- 22. Juli: In der Ausstattung von Pablo Picasso wird in London Manuel de Fallas Ballett Der Dreispitz von den Ballets Russes uraufgeführt.

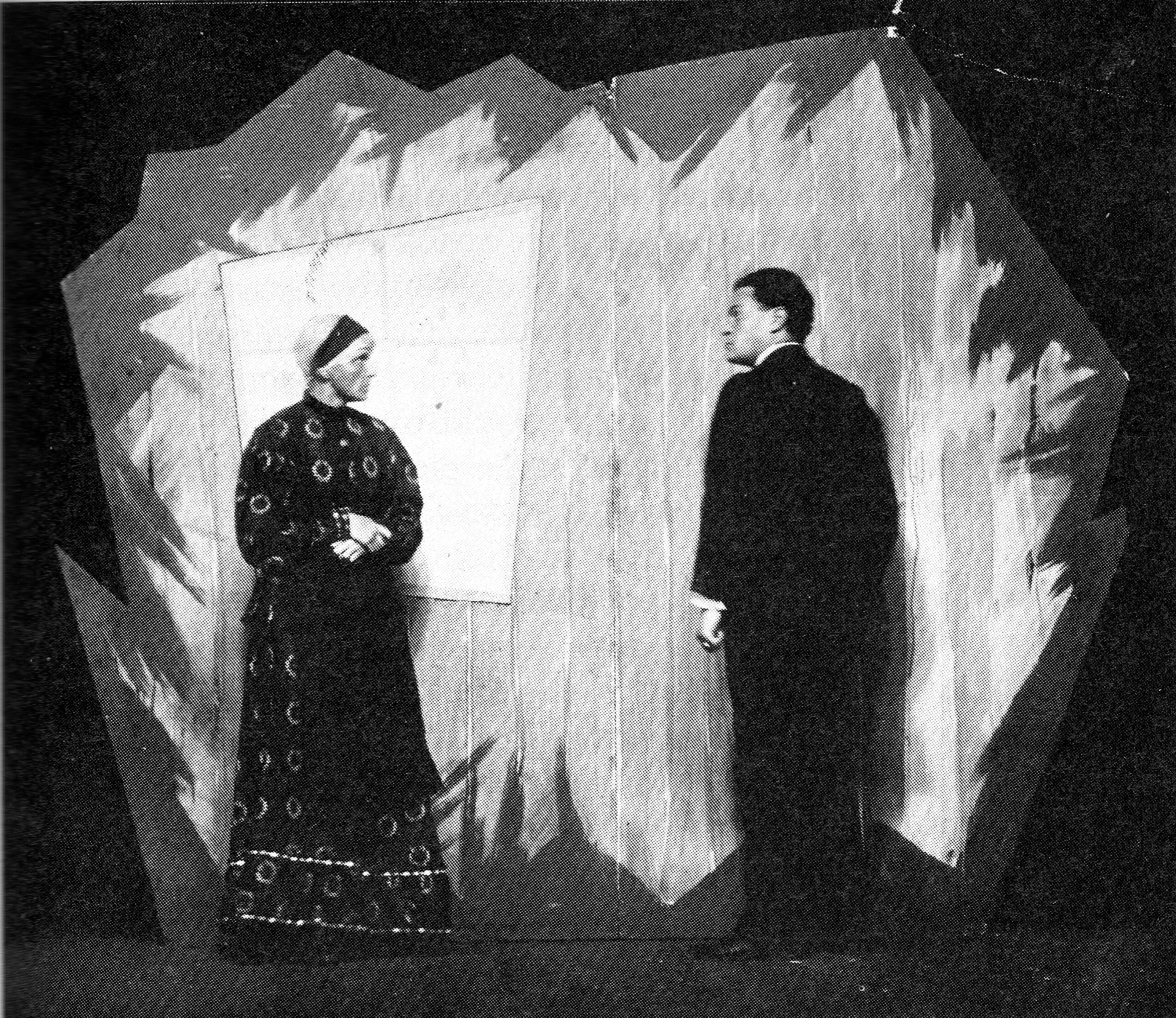
Fritz Kortner als Kriegsheimkehrer Friedrich (rechts) in der Uraufführung von Tollers Die Wandlung

- 30. September: Mit Fritz Kortner in der Hauptrolle wird am Berliner politisch-expressionistischen Theater Tribüne das Kriegsheimkehrer-Stück Die Wandlung von Ernst Toller in der Inszenierung von Karlheinz Martin uraufgeführt.

### Gesellschaft
- 5. Mai: Die nationalen Rotkreuz-Gesellschaften Großbritanniens, Frankreichs, Italiens, Japans und der USA gründen auf Anregung von Henry P. Davison in Paris die Liga der Rotkreuz-Gesellschaften.
- 19. Mai: In der Royal Albert Hall in London gibt die Britin Eglantyne Jebb die Gründung des Kinderhilfswerks Save the Children bekannt. Sie sammelt mit ihrer Schwester Spenden zur Hilfe für die unter den Folgen des Weltkriegs leidenden Kinder in Deutschland und Österreich.
- 7. September: In Stuttgart wird die erste Waldorfschule als Betriebsschule für die Kinder der Arbeiter und Angestellten der Waldorf-Astoria-Zigarettenfabrik eröffnet.
- 27. Oktober: Mike Pepitone ist das letzte Mordopfer des sogenannten Axeman of New Orleans. Die Mordserie, die von 1911 bis 1919 in New Orleans stattfand, wird nie aufgeklärt.
- 16. Dezember: Der Volksbund Deutsche Kriegsgräberfürsorge zur Betreuung von Kriegsgräbern im Ausland wird gegründet, da die deutsche Regierung zu diesem Zeitpunkt weder politisch noch ökonomisch in der Lage ist, diese Aufgabe wahrzunehmen. Erster Präsident ist Joseph Koeth. Weitere Gründungsmitglieder sind Heinrich Straumer und Siegfried Emmo Eulen.
- Das erste Montessori-Kinderhaus wird unter maßgeblicher Beteiligung von Clara Grunwald in Berlin-Lankwitz gegründet.

### Religion
- 16. Oktober: Die seit 1875 erbaute Basilika Sacré-Cœur de Montmartre wird geweiht.
- 24. November: In der Enzyklika Paterno iam diu beklagt Papst Benedikt XV. die Not von Kindern in Zentraleuropa. Er ordnet das Sammeln von Geld- oder Sachspenden am 28. Dezember an.

### Katastrophen
- 1. Januar: Das Dampfschiff Iolaire sinkt bei einer Truppenrückführung im Seegebiet der Meerenge The Minch vor Stornoway, Schottland. Von den insgesamt 284 Männern an Bord sterben 201 bei dem Unfall.

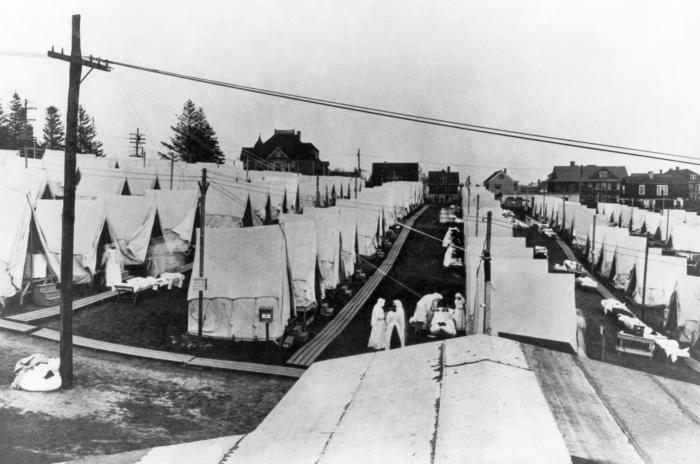
Behandlungszelte am Emery Hill in Lawrence (Massachusetts) im Mai

- Im Februar tritt zunächst in Großbritannien, ab Mai auch in anderen Ländern eine weitere Grippewelle auf, die aber in ihrem Verlauf nicht mehr so tödlich ist wie die vorhergehenden Wellen. Da vor allem jüngere Menschen sterben, wird sie der Spanischen Grippe zugerechnet, die 1918 begonnen hat.

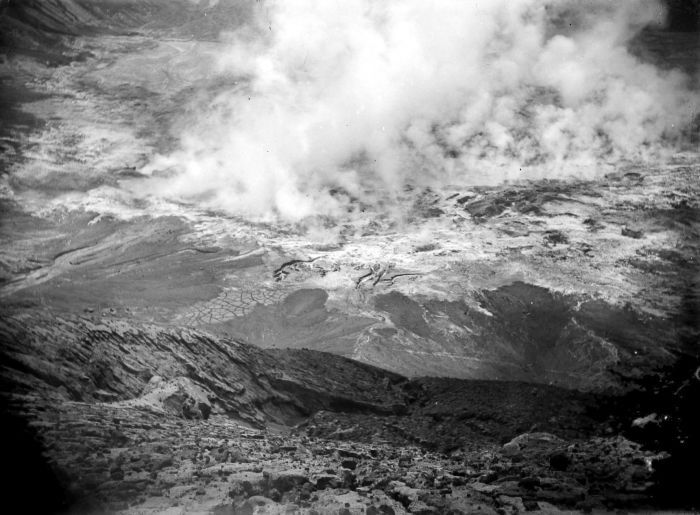
Der Krater des Kelut um 1919

- 19. Mai: Bei einem Ausbruch des Vulkans Kelut im Osten der indonesischen Insel Java kommen 5.110 Menschen ums Leben.
- 9. September: Der spanische Passagierdampfer Valbanera gerät vor Havanna in den Florida-Keys-Hurrikan und verschwindet spurlos. Erst zehn Tage später wird das Wrack des Schiffs gefunden. 488 Passagiere und Besatzungsmitglieder kommen ums Leben.
- 24. Oktober: Auf dem Gasplatz Breloh bei Munster explodiert ein mit zur Versenkung in Nord- und Ostsee vorgesehenen Kampfstoffen und Kampfstoffmunition beladener Zug. Bis auf das Clarkwerk und die Kraftwerksgebäude wird fast die gesamte Anlage vernichtet. 1000 Tonnen Kampfgas, etwa eine Million Gasgranaten, eine Million Zünder und Kartuschen, 230.000 Minen, 40 Kesselwagen mit Kampfgas explodieren. Giftwolken bedrohen umliegende Ortschaften, die zum Teil evakuiert werden müssen, die Gesamtopferzahl ist nicht bekannt. Neben den direkten Explosionsopfern kommt es in den Folgemonaten zu vielen weiteren Todesfällen.

Kleinere Unglücksfälle sind in den Unterartikeln von Katastrophe und in der Liste von Katastrophen aufgeführt.

### Sport
- 15. Januar: Der tunesische Sportverein Espérance Tunis wird begründet, bekannt vor allem für seine Fußball- und Handballabteilung.
- 22. Februar: Pebble Beach Golf Links, einer der bekanntesten Golfplätze der Welt, wird eröffnet.
- 18. März: Der Fußballclub FC Valencia wird offiziell gegründet, nachdem am 5. März bereits eine Präsidentenwahl stattgefunden hat. Das erste Spiel des neuen Vereins geht am 21. März mit 0:1 gegen Valencia Gimnástico verloren.
- 23. März: Der Steyrer Fußballklub Vorwärts wird gegründet, die offizielle Gründungsfeier wird am 14. April im Casino Steyr abgehalten. Sein erstes Spiel bestreitet Vorwärts Steyr am 15. Juni in Linz gegen den Linzer Athletiksportklub Siegfried. Es endet 2:2.
- 1. April oder 1. Oktober: Der Ballsportverein Vorwärts 1919 Lübeck wird gegründet.
- 7. April: Der französische Fußballverband Fédération Française de Football wird gegründet.
- 3. Mai: In Bratislava wird ein Fußballverein gegründet, der sich 1953 in ŠK Slovan Bratislava umbenennt.
- 2. Juni: Durch den Zusammenschluss von den drei Vereinen SC Germania 1887, Hamburger FC 1888 und FC Falke 06 entsteht der Hamburger SV.

## Nobelpreise
- Physik: Johannes Stark, Max Planck
- Medizin: Jules Bordet
- Literatur: Carl Spitteler
- Friedensnobelpreis: Thomas Woodrow Wilson

Ein Nobelpreis für Chemie wurde nicht verliehen.

## Geboren

### Januar
- 01. Januar: Karl Otto Dehnert, deutscher Bürgermeister († 2004)
- 01. Januar: Daniil Alexandrowitsch Granin, russischer Schriftsteller († 2017)
- 01. Januar: J. D. Salinger, US-amerikanischer Schriftsteller († 2010)
- 02. Januar: Josef Moser, österreichischer Politiker († 2003)
- 02. Januar: Philippe de Weck, Schweizer Bankier und Bankmanager († 2009)
- 03. Januar: Herbie Nichols, US-amerikanischer Jazzpianist und -komponist († 1963)
- 03. Januar: Karl-Heinz Leise, deutscher Physiker († 2004)
- 04. Januar: Elisabeth Trube-Becker, deutsche Rechtsmedizinerin, erste deutsche Professorin für Rechtsmedizin († 2012)
- 04. Januar: Lester L. Wolff, US-amerikanischer Politiker († 2021)
- 05. Januar: Al Blozis, US-amerikanischer American-Football-Spieler († 1945)
- 05. Januar: Ibrahim Helmi Abdel-Rahman, ägyptischer Astrophysiker und UNIDO-Exekutivdirektor († 1998)
- 05. Januar: Severino Gazzelloni, italienischer Flötist († 1992)
- 06. Januar: Geoffrey Bingham, australischer Schriftsteller († 2009)
- 07. Januar: Ján Albrecht, slowakischer Komponist und Musiklehrer († 1996)
- 07. Januar: Siddhi Savetsila,thailändischer Luftwaffenoffizier und Politiker († 2015)
- 08. Januar: Erna Baumbauer, deutsche Schauspielagentin († 2010)
- 08. Januar: Madge Ryan, australische Schauspielerin († 1994)
- 09. Januar: Gion Condrau, Schweizer Psychiater und Psychotherapeut († 2006)
- 09. Januar: Hans Lebert, österreichischer Schriftsteller und Opernsänger († 1993)
- 10. Januar: Janko Bobetko, kroatischer Armeegeneral († 2003)
- 10. Januar: Billy Varga, US-amerikanischer Ringer und Filmdarsteller († 2013)
- 11. Januar: Alexander von Branca, deutscher Architekt und Künstler († 2011)
- 11. Januar: Stan Pearson, englischer Fußballspieler († 1997)
- 12. Januar: Hans Richter, deutscher Schauspieler († 2008)
- 12. Januar: Jan Józef Szczepański, polnischer Schriftsteller († 2003)
- 13. Januar: Ludwig Janda, deutscher Fußballspieler († 1981)
- 13. Januar: Walter Lehmann, Schweizer Turner († 2017)
- 13. Januar: M. Chenna Reddy, indischer Politiker des Nationalkongresses (INC) († 1996)
- 14. Januar: Giulio Andreotti, italienischer Politiker († 2013)
- 14. Januar: Andy Rooney, US-amerikanischer Journalist und Autor († 2011)
- 15. Januar: George Cadle Price, belizischer Premierminister († 2011)
- 16. Januar: Lina Romay, US-amerikanische Sängerin und Schauspielerin († 2010)
- 16. Januar: Otto Schweda, österreichischer Politiker († 2011)
- 17. Januar: Antonio Mingote, spanischer Zeichner und Autor († 2012)
- 17. Januar: Antonio Palenzuela Velázquez, spanischer Geistlicher († 2003)
- 18. Januar: Juan Orrego-Salas, chilenischer Komponist und Musikpädagoge († 2019)
- 18. Januar: Anton Turek, deutscher Fußballspieler († 1984)
- 19. Januar: Ciccio Barbi, italienischer Schauspieler († 1992)
- 19. Januar: Gladys Yang, britische Übersetzerin († 1999)
- 20. Januar: Wladimir Samoilowitsch Gall, sowjetischer Kulturoffizier und Hochschuldozent († 2011)
- 20. Januar: Hans Lautenschlager, deutscher Politiker († 2007)
- 21. Januar: Eric Melrose Brown, britischer Testpilot († 2016)
- 21. Januar: Helmut Vidal, deutscher Geologe († 2002)
- 22. Januar: Sid Ramin, US-amerikanischer Orchestrator, Arrangeur und Komponist († 2019)
- 22. Januar: Victor Futter, US-amerikanischer Anwalt und Professor († 2005)
- 23. Januar: Hans Hass, österreichischer Biologe und Ichthyologe († 2013) Hans Hass

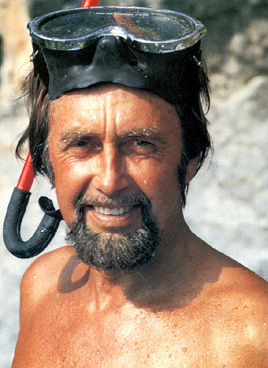
Hans Hass

- 23. Januar: Bob Paisley, englischer Fußballspieler und -trainer († 1996)
- 24. Januar: Norbert Grabherr, österreichischer Landesbeamter († 1977)
- 24. Januar: Leon Kirchner, US-amerikanischer Komponist († 2009)
- 25. Januar: Hugo Pimentel, argentinischer Schauspieler († 1984)
- 25. Januar: Norman Newell, britischer Musikproduzent und Songtexter († 2004)
- 26. Januar: Hyun Seung-jong, südkoreanischer Politiker († 2020)
- 26. Januar: Pawel Makarow, russisch-uruguayischer Fußballspieler († 1963)
- 26. Januar: Valentino Mazzola, italienischer Fußballspieler († 1949)
- 26. Januar: Bill Nicholson, britischer Fußballspieler († 2004)
- 27. Januar: Alfred Leo Abramowicz, US-amerikanischer Bischof († 1999)
- 27. Januar: David Seville, US-amerikanischer Sänger und Songschreiber († 1972)
- 28. Januar: Vicente Asensi, spanischer Fußballspieler und -trainer († 2000)
- 28. Januar: Ingeborg von Kusserow, deutsche Schauspielerin († 2014)
- 28. Januar: Hubert Negele, liechtensteinischer Skirennläufer († 1994)
- 29. Januar: Konrad Hesse, deutscher Rechtswissenschaftler, Richter des Bundesverfassungsgerichts († 2005)
- 29. Januar: N. F. Simpson, britischer Dramatiker († 2011)
- 30. Januar: John C. Elliott, US-amerikanischer Politiker († 2001)
- 30. Januar: Ernst Gutting, deutscher römisch-katholischer Geistlicher († 2013)
- 31. Januar: Hans Katzer, deutscher Politiker († 1996)
- 31. Januar: Robert Smith, britischer Historike († 2009)

### Februar
- 01. Februar: Andrea King, US-amerikanische Schauspielerin († 2003)
- 01. Februar: Eugen Stadelmann, österreichischer Lehrer und Heimatdichter († 1998)
- 02. Februar: Hans Ausserwinkler, österreichischer Politiker († 1989)
- 02. Februar: Lisa della Casa, Schweizer Opern- und Operettensängerin († 2012)
- 02. Februar: Georg Gawliczek, deutscher Fußballspieler und -trainer († 1999)
- 03. Februar: Ursula Burg, deutsche Theater- und Filmschauspielerin († 1996)
- 03. Februar: Snooky Young, US-amerikanischer Jazztrompeter († 2011)
- 04. Februar: Krystyna Berwińska, polnische Schriftstellerin († 2016)
- 04. Februar: Widukind Lenz, deutscher Humangenetiker († 1995)
- 05. Februar: Tim Holt, US-amerikanischer Filmschauspieler († 1973)
- 05. Februar: Khurshed Alam Khan, indischer Politiker des Indischen Nationalkongresses (INC) († 2013)
- 05. Februar: Robert R. Merhige Jr., US-amerikanischer Jurist und Bundesrichter († 2005)
- 06. Februar: Elfriede Abbe, US-amerikanische Bildhauerin († 2012)
- 06. Februar: Josef Stalder, Schweizer Kunstturner († 1991)
- 07. Februar: Jock Mahoney, US-amerikanischer Schauspieler und Stuntman († 1989)
- 07. Februar: Ilse Pausin, österreichische Eiskunstläuferin († 1999)
- 08. Februar: Leopold Neumer, deutscher und österreichischer Fußballspieler († 1990)
- 09. Februar: Irene Stegun, US-amerikanische Mathematikerin († 2008)
- 09. Februar: Hans A. Krässig, deutscher Chemiker († 2004)
- 09. Februar: Alfred Zemanovský, tschechischer Komponist, Chorleiter und Musikverleger († 1994)
- 10. Februar: Donald Dupree, US-amerikanischer Bobfahrer († 1993)
- 10. Februar: Eddie Johnson, US-amerikanischer Automobilrennfahrer († 1974)
- 11. Februar: Gretchen Fraser, US-amerikanische Skirennläuferin († 1994)
- 12. Februar: Russell Ackoff, US-amerikanischer Organisationstheoretiker († 2009)
- 12. Februar: Ernst-Joachim Gießmann, Minister für Hoch- und Fachschulwesen der DDR († 2004)
- 12. Februar: Ferruccio Valcareggi, italienischer Fußballspieler und -trainer († 2005)
- 13. Februar: Tennessee Ernie Ford, US-amerikanischer Country- und Gospel-Sänger († 1991)
- 13. Februar: Heinrich Kistner, deutscher Bauunternehmer und Politiker († 1990)
- 14. Februar: Thilo Vogelsang, deutscher Historiker und Hochschullehrer († 1978)
- 14. Februar: Miroslav Zikmund, tschechischer Weltreisender, Schriftsteller und Fotograf († 2021)
- 15. Februar: Otto Blume, deutscher Sozialwissenschaftler und Gewerkschafter († 1987)
- 15. Februar: Stephen Kondaks, kanadischer Bratschist und Musikpädagoge († 2005)
- 16. Februar: Isaak Moissejewitsch Milin, ukrainisch-sowjetischer Wissenschaftler († 1992)
- 16. Februar: Georges Ulmer, französischer Sänger († 1989)
- 17. Februar: Joseph Hunt, US-amerikanischer Tennisspieler († 1945)
- 18. Februar: Josef Fleckenstein, deutscher Historiker († 2004)
- 18. Februar: Amir Abbas Hoveyda, iranischer Premierminister († 1979)
- 18. Februar: Jack Palance, US-amerikanischer Schauspieler († 2006)
- 18. Februar: José de Jesús Kardinal Pimiento Rodríguez, kolumbianischer Erzbischof († 2019)
- 19. Februar: Stephan Henrik Barratt-Due, norwegischer Geiger und Musikpädagoge († 1985)
- 19. Februar: Roman Leitner, österreichischer Wirtschaftsprüfer und Steuerberater († 2012)
- 19. Februar: Benton Seymour Rabinovitch, kanadischer Chemiker († 2014)
- 20. Februar: Jesco von Puttkamer, deutscher Diplomat († 1987)
- 20. Februar: Franz Schaaf, deutscher Unternehmer und Politiker (CDU)(† 1991)
- 21. Februar: Hellmuth Himmel, österreichischer Germanist und Kabarettautor († 1983)
- 21. Februar: Wiltrud Topić-Mersmann, österreichische Kunsthistorikerin († 2022)
- 22. Februar: Henri Arnoldus, niederländischer Autor († 2002)
- 22. Februar: Tahiyya Kariokka, ägyptische Bauchtänzerin und Schauspielerin († 1999)
- 23. Februar: Anna Maria Strackerjan, deutsche Bildhauerin († 1980)
- 24. Februar: Betty Marsden, britische Schauspielerin († 1998)
- 24. Februar: Max Strohmayer, deutscher Politiker (Bayernpartei, später SPD)(† 2014)
- 25. Februar: Hans Fleischer, deutscher Automobilkonstrukteur und Fahrzeugdesigner († 1986)
- 25. Februar: Raymund Gamma, Schweizer Politiker (FDP) († 1980)
- 25. Februar: Karl H. Pribram, US-amerikanischer Neurowissenschaftler († 2015)
- 26. Februar: Mason Adams, US-amerikanischer Schauspieler († 2005)
- 26. Februar: Kuroda Saburō, japanischer Lyriker († 1980)
- 26. Februar: Hendrika Mastenbroek, niederländische Schwimmerin († 2003)
- 27. Februar: Denis Matthews, englischer Pianist, Musikpädagoge und -wissenschaftler († 1988)
- 27. Februar: Roman Haubenstock-Ramati, Komponist († 1994)
- 28. Februar: Bruce B. Kendall, US-amerikanischer Politiker († 2012)
- 28. Februar: Hans Nogler, österreichischer Skirennläufer († 2011)
- 28. Februar: Harry Pollard, US-amerikanischer Mathematiker († 1985)

### März
- 01. März: Ludwig Volkholz, deutscher Politiker († 1994)
- 02. März: Tibor Flórián, ungarischer Schachspieler, Problemkomponist, Autor und Funktionär († 1990)
- 02. März: Jennifer Jones, US-amerikanische Schauspielerin († 2009)
- 03. März: Loki Schmidt, Ehefrau von Helmut Schmidt († 2010) Loki Schmidt

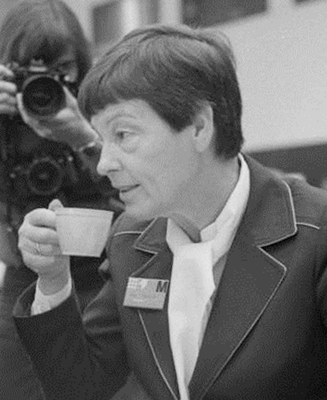
Loki Schmidt

- 04. März: Doris Günther, deutsche Unternehmerin und Mäzenin († 2009)
- 04. März: Harry Knudsen, dänischer Ruderer († 1998)
- 04. März: Juan Carlos Muñoz, argentinischer Fußballspieler und -trainer († 2009)
- 07. März: Jerachmi’el Assa, israelischer Politiker († 2011)
- 07. März: Abdul Rahman Pazhwak, afghanischer Diplomat und Präsident der UN-Generalversammlung († 1995)
- 07. März: Juanita Kidd Stout, US-amerikanische Richterin († 1998)
- 08. März: Patrick Vincent Ahern, US-amerikanischer Geistlicher und Weihbischof († 2011)
- 08. März: Mavor Moore, kanadischer Autor, Librettist, Komponist, Musikkritiker und -pädagoge, Regisseur und Produzent († 2006)
- 09. März: Lola Müthel, deutsche Schauspielerin († 2011)
- 10. März: Bulldog Turner, US-amerikanischer American-Football-Spieler und -Trainer († 1998)
- 11. März: Joaquín Mendível, kubanischer Pianist, Arrangeur, Komponist, Orchesterleiter und Musikpädagoge († 1997)
- 12. März: Casandra Damirón, dominikanische Sängerin († 1983)
- 12. März: Mike Stepovich, US-amerikanischer Politiker († 2014)
- 14. März: Johann-Otto Krieg, deutscher Marineoffizier († 1999)
- 15. März: George Avakian, US-amerikanischer Musikproduzent († 2017)
- 17. März: Fedja Erik Allan Anzelewski, deutscher Kunstwissenschaftler († 2010)
- 17. März: Nat King Cole, US-amerikanischer Sänger und Jazz-Musiker († 1965)
- 18. März: Gertrude Elizabeth Margaret Anscombe, britische Philosophin († 2001)
- 18. März: Michèle Arnaud, französische Chanson-Sängerin († 1998)
- 18. März: Christopher Challis, britischer Kameramann († 2012)
- 19. März: Peter Abrahams, südafrikanischer Schriftsteller († 2017)
- 19. März: Patricia Laffan, britische Schauspielerin († 2014)
- 19. März: Pierre Lelong, französischer Automobilrennfahrer († 1996)
- 19. März: José Alí Lebrún Moratinos, Erzbischof von Caracas und Kardinal († 2001)
- 19. März: Josef Stingl, deutscher Politiker († 2004)
- 19. März: Lennie Tristano, US-amerikanischer Jazzmusiker (Pianist und Komponist) († 1978)
- 20. März: Gerhard Barkhorn, deutscher Jagdflieger im Zweiten Weltkrieg († 1983)
- 20. März: Ernst Topitsch, österreichischer Philosoph und Soziologe († 2003)
- 21. März: Cecil Steffen, US-amerikanische Komponistin und Musikpädagogin († 2009)
- 24. März: Lawrence Ferlinghetti, US-amerikanischer Schriftsteller († 2021)
- 24. März: Robert Heilbroner, US-amerikanischer Volkswirtschaftler († 2005)
- 26. März: Imre Zsoldos, ungarischer Jazz- und Unterhaltungsmusiker († 1985)
- 28. März: Tatiana Ahlers-Hestermann, deutsche Textil-, Mosaik- und Glaskünstlerin († 2000)
- 28. März: Dewey F. Bartlett, US-amerikanischer Politiker († 1979)
- 29. März: Anne Ancelin Schützenberger, französische Psychotherapeutin und Hochschullehrerin († 2018)
- 29. März: Eileen Heckart, US-amerikanische Schauspielerin († 2001)
- 29. März: Robert Lowry, US-amerikanischer Schriftsteller († 1994)
- 30. März: Christian Aigrinner, deutscher Kunstmaler, Zeichner und Graphiker († 1983)

### April
- 01. April: Stefi Ákos, ungarische Sängerin († 2005)
- 01. April: Joseph Edward Murray, US-amerikanischer Mediziner und Nobelpreisträger († 2012)
- 02. April: Delfo Cabrera, argentinischer Marathonläufer († 1981)
- 03. April: Auguste Bruckner, Schweizer Klassische Archäologin († 1997)
- 03. April: Reno Nonsens, deutscher Satiriker und Theaterleiter († 2001)
- 04. April: Josef von Ferenczy, deutsch-ungarischer Verleger († 2011)
- 06. April: Richard M. Noyes, US-amerikanischer Chemiker († 1997)
- 06. April: Heinz Schimmelpfennig, deutscher Schauspieler und Regisseur († 2010)
- 07. April: Aldo Campatelli, italienischer Fußballspieler und -trainer († 1984)
- 07. April: Helmut Haun, deutscher Politiker († 1999)
- 07. April: Edoardo Mangiarotti, italienischer Fechter († 2012)
- 08. April: Ian Smith, rhodesischer Politiker, Premierminister († 2007)
- 09. April: John Presper Eckert, US-amerikanischer Computerpionier († 1995)
- 10. April: Richard Bergmann, österreichischer Tischtennisspieler († 1970)
- 10. April: John C. Houbolt, US-amerikanischer Flugzeugingenieur († 2014)
- 10. April: Bronė Mingilaitė-Uogintienė, litauische Malerin († 1983)
- 12. April: Billy Vaughn, US-amerikanischer Bandleader († 1991)
- 13. April: Howard Keel, US-amerikanischer Schauspieler und Musical-Darsteller († 2004)
- 14. April: Karel Berman, tschechischer Komponist und Opernsänger († 1995)
- 14. April: Raúl Francisco Primatesta, Erzbischof von Córdoba und Kardinal († 2006)
- 15. April: Franjo Kuharić, kroatischer Geistlicher und Erzbischof († 2002) Franjo Kuharić

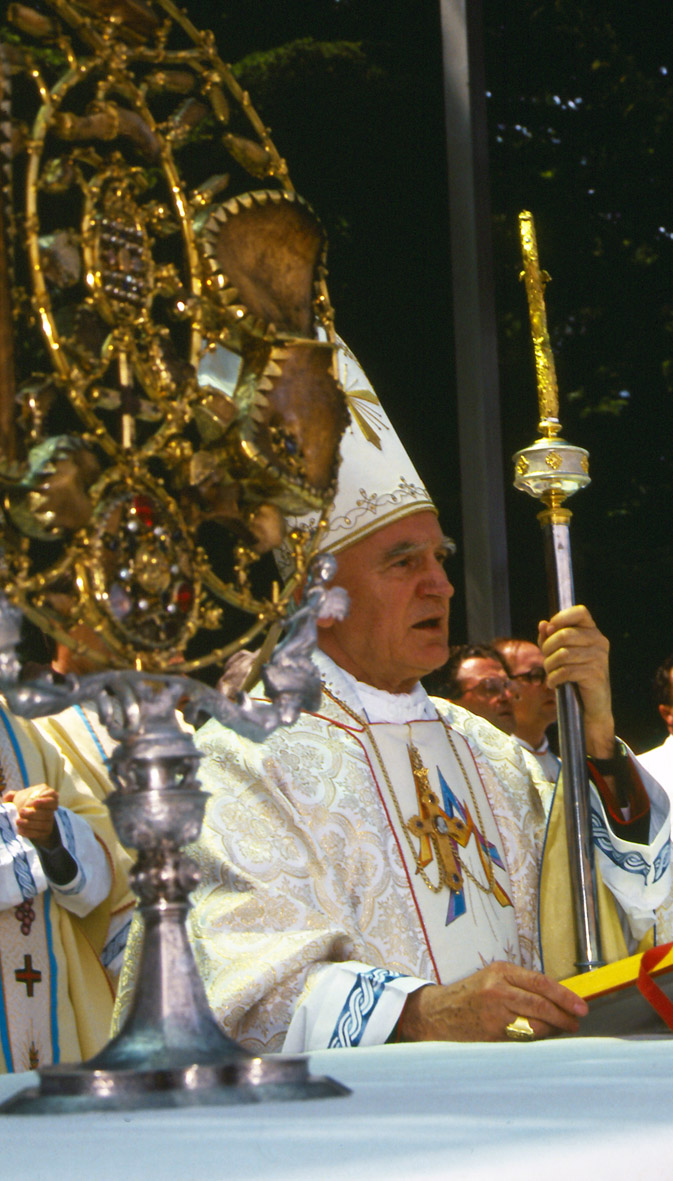
Franjo Kuharić

- 15. April: Emyr Humphreys, walisischer Schriftsteller († 2020)
- 16. April: Liesel Christ, Frankfurter Volksschauspielerin († 1996)
- 16. April: Merce Cunningham, US-amerikanischer Tänzer und Choreograf († 2009)
- 16. April: Lieselotte Voellner-Gallus, deutsche Ärztin und Bildhauerin († 2003)
- 17. April: Françoise Perret, Schweizer Journalistin und Politikerin († 1986)
- 18. April: John Taras, US-amerikanischer Choreograf und Ballettmeister († 2004)
- 20. April: Vera Auer, österreichische Akkordeonistin und Vibraphonistin († 1996)
- 20. April: Heinrich Detmers, deutscher SS-Obersturmbannführer († 1999)
- 21. April: Don Cornell, US-amerikanischer Sänger († 2004)
- 21. April: Roger Doucet, kanadischer Sänger († 1981)
- 21. April: Licio Gelli, Gründer der Geheimloge Propaganda Due († 2015)
- 21. April: Michael Mann, deutscher Musiker und Literaturwissenschaftler, Sohn von Thomas Mann († 1977)
- 22. April: Tālivaldis Ķeniņš, kanadischer Komponist und Musikpädagoge lettischer Herkunft († 2008)
- 23. April: Yoshitarō Nomura, japanischer Filmregisseur († 2005)
- 23. April: Oleg Penkowski, sowjetischer Doppelagent († 1963)
- 23. April: Silja Walter, Schweizer Benediktinerin und Schriftstellerin († 2011)
- 24. April: Edgar Jarratt Applewhite, US-amerikanischer Schriftsteller († 2005)
- 24. April: Richard Friederich Arens, US-amerikanischer Mathematiker († 2000)
- 24. April: Axel von dem Bussche, Offizier des Heeres während des Zweiten Weltkrieges († 1993)
- 24. April: Glafkos Klerides, griechisch-zypriotischer Politiker († 2013)
- 24. April: César Manrique, Künstler, Architekt, Bildhauer und Umweltschützer von Lanzarote († 1992)
- 24. April: Wolfgang Panofsky, US-amerikanischer Teilchenphysiker († 2007)
- 25. April: Heinz Wunderlich, deutscher Organist und Komponist († 2012)
- 29. April: Alla Rakha, indischer Musiker (Tabla) († 2000)

### Mai

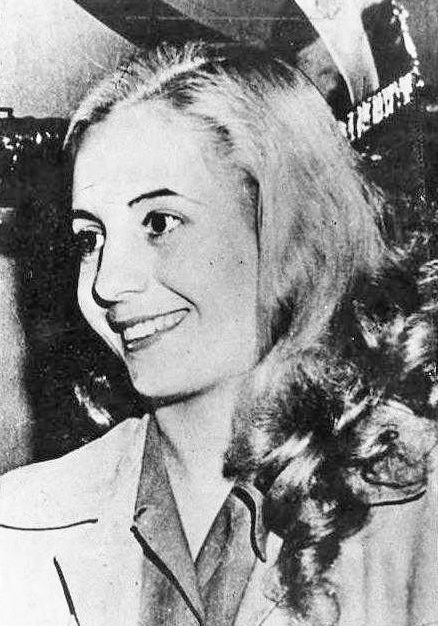
Eva Duarte de Perón, genannt Evita (um 1947)

- 01. Mai: Mohammed Karim Lamrani, Premierminister von Marokko († 2018)
- 01. Mai: John Meredyth Lucas, US-amerikanischer Drehbuchautor, Filmregisseur und Filmproduzent († 2002)
- 01. Mai: Dan O’Herlihy, irischer Schauspieler († 2005)
- 03. Mai: Illa Blaue, deutsche Malerin († 2018)
- 03. Mai: Traute Lafrenz, deutsche Widerstandskämpferin gegen den Nationalsozialismus († 2023)
- 03. Mai: John Cullen Murphy, US-amerikanischer Comiczeichner († 2004)
- 03. Mai: Pete Seeger, US-amerikanischer Folk-Musiker († 2014)
- 04. Mai: Mary Ann McCall, US-amerikanische Jazzsängerin († 1994)
- 05. Mai: Gilles Andriamahazo, madagassischer General und Präsident († 1989)
- 05. Mai: Tony Canadeo, US-amerikanischer American-Football-Spieler († 2003)
- 05. Mai: Georgios Papadopoulos, griechischer Offizier und Politiker († 1999)
- 06. Mai: André Guelfi, marokkanischer Automobilrennfahrer († 2016)
- 07. Mai: Eva Perón, argentinische Ehefrau des argentinischen Präsidenten Juan Perón († 1952)
- 07. Mai: La Esterella, flämische Sängerin († 2011)
- 08. Mai: Stanisław Andrzejewski, polnischer Soziologe († 2007)

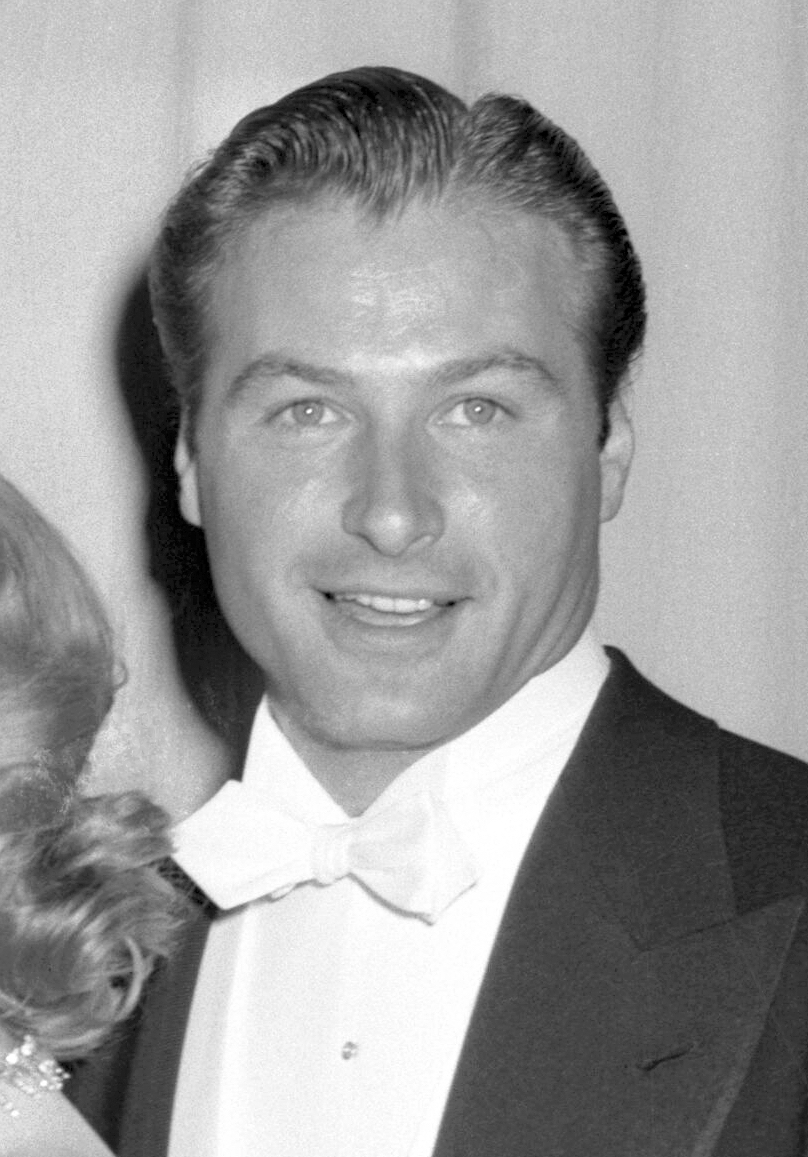
Lex Barker, 1951

- 08. Mai: Lex Barker, US-amerikanischer Schauspieler († 1973)
- 08. Mai: Leon Festinger, US-amerikanischer Sozialpsychologe († 1989)
- 08. Mai: Soltan Hacibeyov, aserbaidschanischer Komponist († 1974)
- 10. Mai: Daniel Bell, US-amerikanischer Soziologe († 2011)
- 10. Mai: Erna Boulboullé, deutsche Buchhändlerin und Malerin († 1999)
- 10. Mai: Peter Maag, Schweizer Dirigent († 2001)
- 10. Mai: Tibor Sárai, ungarischer Komponist († 1995)
- 11. Mai: John Michael Hayes, US-amerikanischer Drehbuchautor († 2008)
- 11. Mai: Florian Vischer, Schweizer Architekt († 2000)
- 12. Mai: Gerald Bales, kanadischer Organist, Pianist, Komponist, Chorleiter und Musikpädagoge († 2002)
- 13. Mai: Hanns Aderhold, deutscher Wasserspringer († 1987)
- 15. Mai: Eckhard Reith, deutscher Politiker († 2011)
- 16. Mai: Frank Callaway, neuseeländischer Musiker, Musikpädagoge und Musikadministrator († 2003)
- 16. Mai: Liberace, US-amerikanischer Entertainer († 1987)

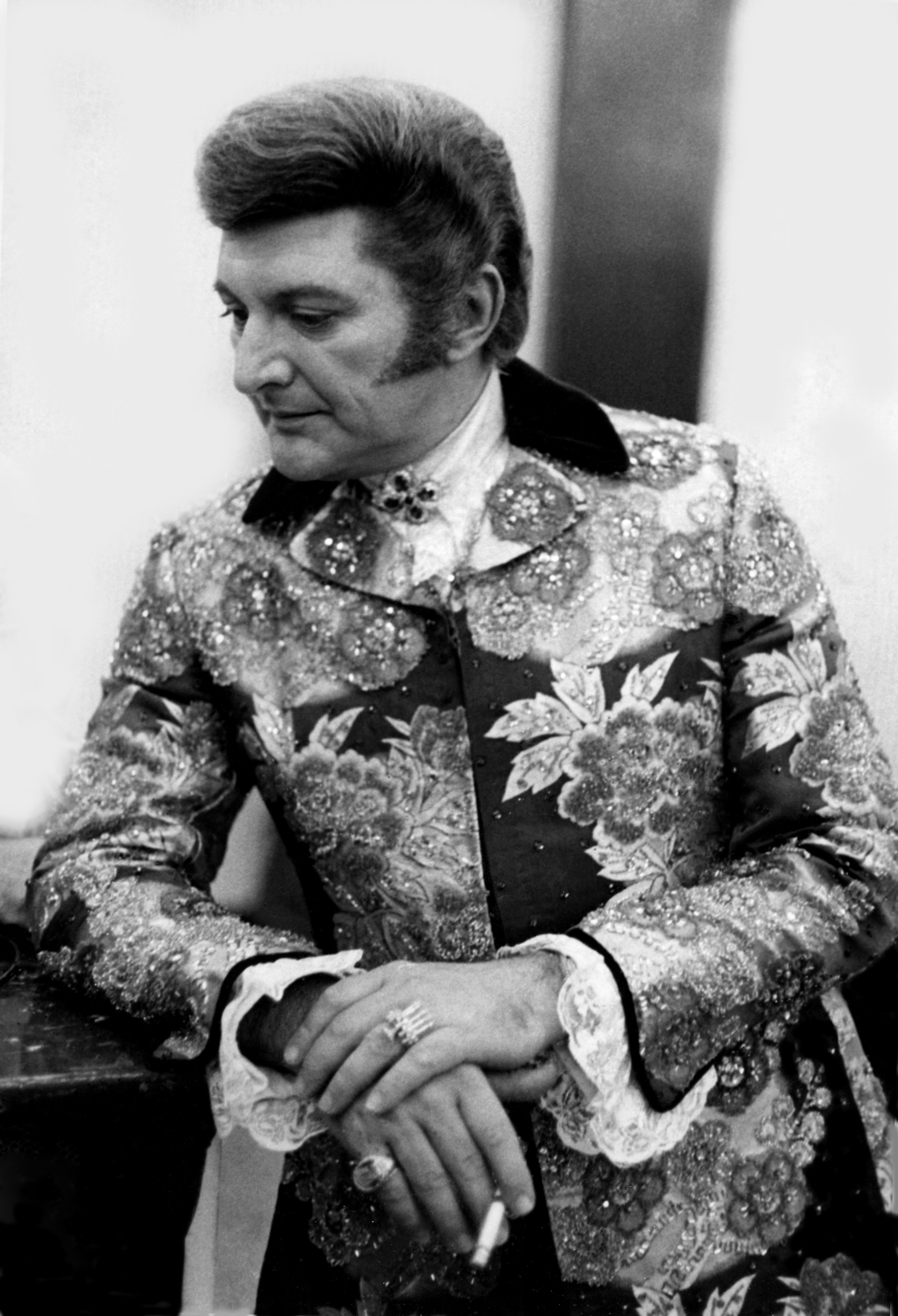
Liberace, 1968

- 16. Mai: Ramón Margalef, spanischer Ökologe, Umweltwissenschaftler und Limnologe († 2004)
- 16. Mai: Albert Osswald, Ministerpräsident von Hessen († 1996)
- 17. Mai: Antonio Aguilar, mexikanischer Sänger und Schauspieler († 2007)
- 18. Mai: Wolfgang Behrendt, deutscher Fernsehmoderator und Nachrichtensprecher († 2001)
- 18. Mai: Margot Fonteyn, britische Tänzerin († 1991)
- 18. Mai: Fritz Fabricius, deutscher Rechtswissenschaftler († 2004)
- 19. Mai: Georgie Auld, US-amerikanischer Jazz-Tenorsaxophonist, Klarinettist und Bandleader († 1990)
- 21. Mai: Élina Labourdette, französische Schauspielerin († 2014)
- 21. Mai: Werner Rieder, österreichischer Elektrophysiker († 2006)
- 22. Mai: Paul Vanden Boeynants, belgischer Ministerpräsident († 2001)
- 23. Mai: Ruth Fernández, puerto-ricanische Sängerin († 2012)
- 24. Mai: Gottfried Leonhardt, deutscher Grafiker und Illustrator († 2018)
- 25. Mai: Raymond Smullyan, US-amerikanischer Mathematiker und Logiker († 2017)
- 25. Mai: Trude Lechle, österreichische Schauspielerin und Produzentin († 2014)
- 26. Mai: Claus von Aderkas, deutscher Theologe († 2007)
- 26. Mai: Alfons Dalma, kroatisch-österreichischer Journalist († 1999)
- 26. Mai: Rubén González, kubanischer Pianist († 2003)
- 30. Mai: Rómulo Aguerre, uruguayischer Fotograf († 2002)
- 30. Mai: Benno Hoffmann, deutscher Ballettmeister und Schauspieler († 2005)
- 31. Mai: Vance Hartke, US-amerikanischer Politiker († 2003)

### Juni
- 01. Juni: Georges Nomarski, französisch-polnischer Physiker († 1997)
- 03. Juni: Hans Reiser, deutscher Schauspieler († 1992)
- 04. Juni: Camille Danguillaume, französischer Radrennfahrer († 1950)
- 05. Juni: Heinz Giese, deutscher Synchronsprecher und Schauspieler († 2010)
- 06. Juni: Rudolf am Bach, Schweizer Pianist und Musikpädagoge († 2004)
- 06. Juni: Peter Carington, 6. Baron Carrington, britischer Politiker († 2018)
- 07. Juni: Yohanan Aharoni, deutsch-israelischer Archäologe († 1976)
- 08. Juni: Erwin Lehn, deutscher Orchesterleiter († 2010)

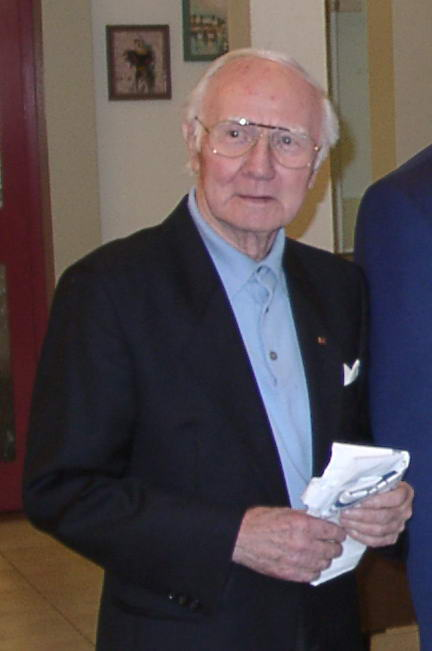
Erwin Lehn

- 08. Juni: Grete Wurm, deutsche Schauspielerin († 2002)
- 09. Juni: Issaak Boleslawski, sowjetischer Schachspieler († 1977)
- 09. Juni: Ruth Epting, Deutschschweizer evangelische Geistliche und Frauenaktivistin († 2016)
- 09. Juni: Gerd Oswald, deutscher Filmregisseur, Filmproduzent, Schauspieler und Drehbuchautor († 1989)
- 10. Juni: Haidar Abdel-Shafi, palästinensischer Arzt und Politiker († 2007)
- 11. Juni: Richard Todd, britischer Schauspieler († 2009)
- 11. Juni: Horst Schubert, deutscher Mathematiker († 2001)
- 12. Juni: Uta Hagen, deutsch-US-amerikanische Bühnenschauspielerin († 2004)
- 14. Juni: Richard Aspöck jun., österreichischer Gärtnergehilfe († 1941)
- 14. Juni: Arnold Huebner, deutscher Soldat und Ritterkreuzträger († 1981)
- 14. Juni: June Spencer, britische Schauspielerin und Hörspielsprecherin († 2024)
- 15. Juni: Phaolo-Giuse Kardinal Pham Dinh Tung, Erzbischof von Hanoi († 2009)
- 16. Juni: Franz Xaver Ertl, deutscher römisch-katholischer Prälat und Theologe († 2016)
- 16. Juni: Anna Wimschneider, deutsche Bäuerin und Schriftstellerin († 1993)
- 18. Juni: Lelo Cremonesi, italienischer Designer († 2018)
- 18. Juni: Jüri Järvet, sowjetischer bzw. estnischer Schauspieler († 1995)
- 19. Juni: Pauline Kael, US-amerikanische Filmkritikerin († 2001)
- 19. Juni: Mario Revollo Bravo, Erzbischof von Bogotá und Kardinal der römisch-katholischen Kirche († 1995)
- 19. Juni: Anneliese Rothenberger, deutsche Opern- und Operettensängerin († 2010)
- 20. Juni: C.W. Adams, US-amerikanischer Western-Swing-Musiker und Viehzüchter († 1987)
- 21. Juni: Ada Anna Arena, italienische Schauspielerin († 1974)
- 21. Juni: Tsilla Chelton, französische Schauspielerin († 2012)
- 21. Juni: Paolo Soleri, italienischer Architekt († 2013)
- 22. Juni: Henri Tajfel, britischer Sozialpsychologe († 1982)
- 23. Juni: Muhammad Boudiaf, algerischer Politiker und Präsident († 1992)
- 23. Juni: Hermann Gmeiner, Gründer der SOS-Kinderdörfer († 1986)
- 23. Juni: Gerda Gmelin, deutsche Schauspielerin († 2003)
- 24. Juni: Al Molinaro, US-amerikanischer Schauspieler († 2015)
- 24. Juni: Eugen Oker, deutscher Schriftsteller und Spielekritiker († 2006)
- 26. Juni: Donald Martin Ashton, britischer Architekt, Filmarchitekt und Ausstatter († 2004)
- 26. Juni: Hans Lamprecht, schweizerisch-deutscher Forstwissenschaftler († 2012)
- 29. Juni: Juan Blanco, kubanischer Komponist († 2008)
- 29. Juni: Ernesto Corripio y Ahumada, römisch-katholischer Erzbischof und Kardinal († 2008)
- 29. Juni: Slim Pickens, US-amerikanischer Filmschauspieler († 1983)
- 29. Juni: Happy Wilson, US-amerikanischer Country-Musiker († 1977)
- 30. Juni: Charles Smith, US-amerikanischer Perkussionist († 2008)

### Juli
- 01. Juli: Hans Bender, deutscher Schriftsteller und Herausgeber († 2015)
- 01. Juli: Thomas S. Kleppe, US-amerikanischer Politiker († 2007)
- 02. Juli: Albert Batteux, französischer Fußballtrainer und Fußballspieler († 2003)
- 02. Juli: Jean Craighead George, US-amerikanische Schriftstellerin († 2012)
- 02. Juli: Willy Daetwyler, Schweizer Automobilrennfahrer und Unternehmer († 2001)
- 05. Juli: Jean Andreff, Schweizer Zirkusclown († 1976)
- 06. Juli: Otto Johannes Bähr, deutscher Maler († 2008)
- 06. Juli: Oswaldo Guayasamín, ecuadorianischer Maler und Bildhauer († 1999)
- 06. Juli: Robert Walshaw, britischer Automobilrennfahrer († 1998)
- 07. Juli: Fritz Wehrmann, deutscher Matrose und NS-Opfer († 1945)
- 08. Juli: Walter Scheel, deutscher Politiker und Bundespräsident (1974–1979) († 2016)

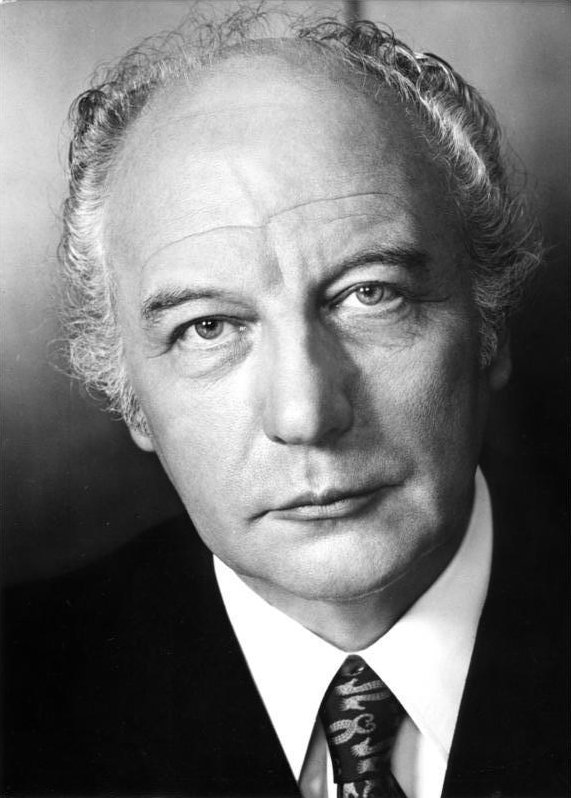
Walter Scheel, 1974

- 09. Juli: Earle Hagen, US-amerikanischer Filmkomponist († 2008)
- 09. Juli: Max Nathan, deutscher Automobilrennfahrer († 1960)
- 13. Juli: David Nillo, US-amerikanischer Tänzer, Choreograf und Arrangeur († 2005)
- 13. Juli: William F. Quinn, Gouverneur von Hawaii († 2006)
- 15. Juli: Iris Murdoch, anglo-irische Schriftstellerin und Philosophin († 1999)
- 16. Juli: Hermine Braunsteiner-Ryan, Aufseherin in den KZs Ravensbrück und Majdanek († 1999)
- 16. Juli: Choi Kyu-ha, südkoreanischer Premierminister und Präsident († 2006)
- 16. Juli: Edith Schneider, deutsche Schauspielerin und Synchronsprecherin († 2012)
- 17. Juli: Erich Peter, deutscher Generaloberst, Chef der Grenztruppen († 1987)
- 18. Juli: Josef Müller, deutscher Politiker († 1997)
- 19. Juli: Enrico Assi, italienischer Bischof († 1992)
- 19. Juli: Patricia Medina, englische Schauspielerin († 2012)
- 19. Juli: Robert Pinget, Schweizer Schriftsteller († 1997)
- 19. Juli: Miltos Sachtouris, griechischer Lyriker († 2005)
- 20. Juli: Edmund Hillary, neuseeländischer Bergsteiger, Expeditionsleiter († 2008)

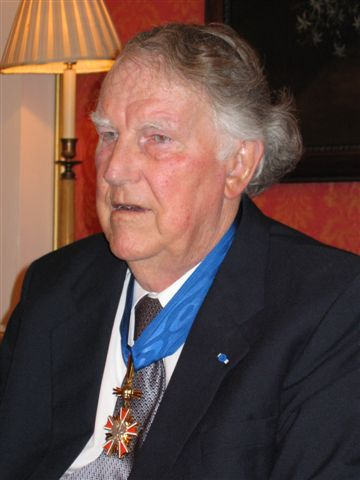
Edmund Hillary, 2004

- 20. Juli: Helmut Meyer-Abich, deutscher Marineoffizier und Geologe († 2008)
- 21. Juli: Wendell Mayes, US-amerikanischer Drehbuchautor († 1992)
- 24. Juli: Ferdy Kübler, Schweizer Radrennfahrer († 2016)
- 24. Juli: Peter Zinner, österreichisch-amerikanischer Filmeditor († 2007)
- 26. Juli: Angelo Felici, italienischer Kardinal († 2007)
- 26. Juli: James Lovelock, britischer Chemiker, Mediziner, Biophysiker und Erfinder († 2022)
- 26. Juli: Elinborg Lützen, färöische Grafikerin († 1995)
- 27. Juli: Ricardo César Andreu, argentinischer Schauspieler, Komiker und Autor († 2012)
- 27. Juli: Jack Goody, britischer Kulturwissenschaftler († 2015)
- 27. Juli: Jonathan Sternberg, US-amerikanischer Dirigent und Musikpädagoge († 2018)
- 30. Juli: Berniece Baker Miracle, US-amerikanische Schriftstellerin und Halbschwester von Marilyn Monroe († 2014)
- 31. Juli: Primo Levi, italienischer Schriftsteller und Chemiker († 1987)
- 31. Juli: Robert M. Morgenthau, US-amerikanischer Rechtsanwalt († 2019)

### August
- 01. August: Nigel Mann, britischer Autorennfahrer († 1984)
- 02. August: Nehemiah Persoff, US-amerikanischer Film- und Theaterschauspieler († 2022)
- 03. August: Jean Estager, französischer Automobilrennfahrer († 2002)
- 04. August: Emmy Lopes Dias, niederländische Schauspielerin († 2005)
- 05. August: Ferenc Fülep, ungarischer Archäologe und Museumsleiter († 1986)
- 06. August: Pauline Betz, US-amerikanische Tennisspielerin († 2011)
- 08. August: Dino De Laurentiis, italienischer Filmproduzent († 2010)
- 08. August: Mary Martlew, britisch-schweizerische Schauspielerin († 1989)
- 08. August: Hau Pei-tsun, chinesischer Politiker († 2020)
- 09. August: Edmund Hockridge, kanadischer Sänger († 2009)
- 09. August: Ralph Houk, US-amerikanische Baseball-Manager († 2010)
- 09. August: Joop den Uyl, niederländischer Politiker († 1987) Joop den Uyl

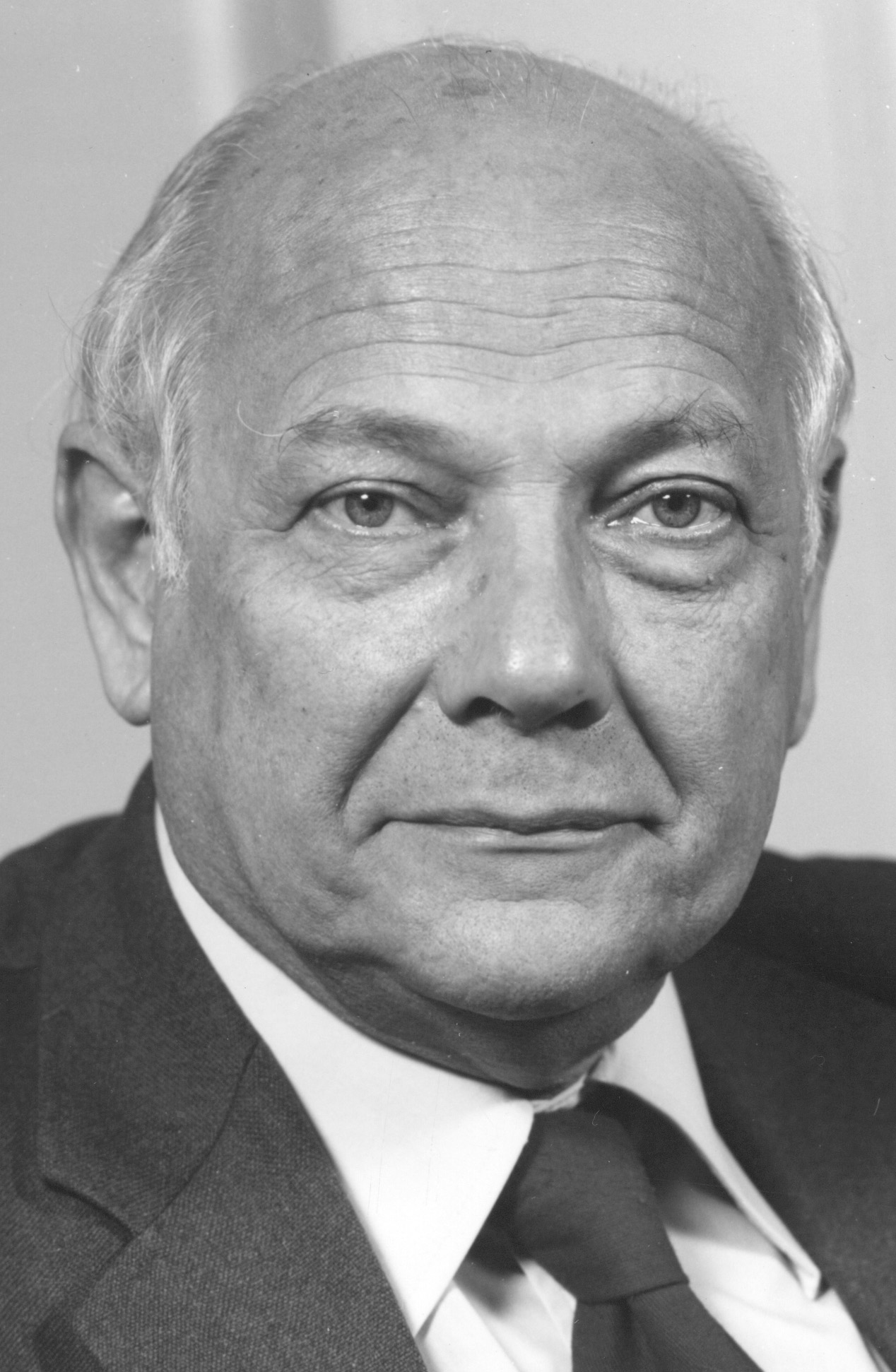
Joop den Uyl

- 11. August: Elvīra Baldiņa, sowjetische bzw. lettische Schauspielerin († 2025)
- 11. August: Ginette Neveu, französische Violinistin († 1949)
- 12. August: Erwin Amend, deutscher Komponist und Konzertmeister († 1997)
- 12. August: Margaret Burbidge, US-amerikanische Astrophysikerin († 2020)
- 12. August: Clark Templeman, US-amerikanischer Automobilrennfahrer († 1962)
- 13. August: George Shearing, englischer Jazzpianist († 2011)
- 14. August: Ingrid Leodolter, österreichische Politikerin und Gesundheitsministerin (1971–79) († 1986)
- 15. August: Ota Janeček, tschechischer Illustrator, Maler, Graphiker († 1996)
- 15. August: Maria Mucke, deutsche Sängerin († 2018)
- 18. August: Walter Hickel, US-amerikanischer Politiker († 2010)
- 18. August: Hans Winkler, deutscher Maler († 2000)
- 19. August: Qin Mu, chinesischer Schriftsteller († 1992)
- 19. August: Alfred Schrick, deutscher Schriftsteller († 2007)
- 20. August: Walter Bernstein, US-amerikanischer Drehbuchautor († 2021)
- 20. August: Thomas G. Morris, US-amerikanischer Politiker († 2016)
- 21. August: Tommy Reilly, kanadischer Musiker († 2000)
- 22. August: Alan Cathcart, 6. Earl Cathcart († 1999)
- 22. August: Larry Winn, US-amerikanischer Politiker († 2017)
- 23. August: Dries van der Lof, niederländischer Automobilrennfahrer († 1990)
- 24. August: Carlos Julio Arosemena Monroy, ecuadorianischer Rechtsanwalt und Politiker († 2004)
- 24. August: Niels Viggo Bentzon, dänischer Komponist und Pianist († 2000)
- 24. August: Egon Hartmann, deutscher Architekt und Stadtplaner († 2009)
- 24. August: Benny Moré, kubanischer Sänger († 1963)
- 24. August: Paul Steg, US-amerikanischer Komponist und Musikpädagoge († 1995)
- 24. August: Herbert Tröndle, deutscher Rechtswissenschaftler († 2017)
- 25. August: Werner Gerich, deutscher Ingenieur († 2003)
- 25. August: George Wallace, Gouverneur von Alabama († 1998)
- 26. August: Frances Wayne, US-amerikanische Jazzsängerin († 1978)
- 27. August: Josef Landlinger, österreichischer Politiker († 1996)
- 28. August: Godfrey Hounsfield, englischer Elektrotechniker († 2004)
- 28. August: Adolf Storms, deutscher Angehöriger der Waffen-SS und Kriegsverbrecher († 2010)
- 29. August: Baz Bastien, kanadischer Eishockeyspieler, -trainer und -funktionär († 1983)
- 29. August: Armando T. Hunziker, argentinischer Botaniker († 2001)
- 29. August: János Rácz, ungarischer Mathematiker, Lehrer, Autor († 2005)
- 29. August: Herbert Wahrendorf, deutscher Pädagoge, Sportler und Sportfunktionär († 1993)
- 30. August: Jiří Orten, tschechischer Dichter († 1941)
- 30. August: Wolfgang Wagner, deutscher Opernregisseur und Festspielleiter († 2010)
- 30. August: Kitty Wells, US-amerikanische Country-Sängerin († 2012)
- 31. August: Amrita Pritam, indische Lyrikerin und Schriftstellerin († 2005)

### September
- 01. September: Walter Kaaden, deutscher Ingenieur († 1996)
- 02. September: Anne-Marie Blanc, Schweizer Schauspielerin († 2009)
- 02. September: Helmut Brückner, deutscher Mediziner und Hochschullehrer († 1988)
- 02. September: Marge Champion, US-amerikanische Tänzerin und Schauspielerin († 2020)
- 02. September: Lance Macklin, englischer Automobilrennfahrer († 2002)
- 02. September: Karl-Ernst Maedel, deutscher Sachbuchautor († 2004)
- 04. September: Sante Geminiani, italienischer Motorradrennfahrer († 1951)
- 04. September: Howard Morris, US-amerikanischer Komiker († 2005)
- 05. September: Charlotte Asendorf, deutsche Schauspielerin († 2007)
- 05. September: Albert Häberling, Schweizer Komponist und Dirigent († 2012)
- 05. September: Romeo Menti, italienischer Fußballspieler († 1949)
- 05. September: Rudolph Syringus Habsburg, österreichischer Kaisersohn († 2010)
- 05. September: Fjodor Sacharowitsch Sacharow, russisch-ukrainischer Maler († 1997)

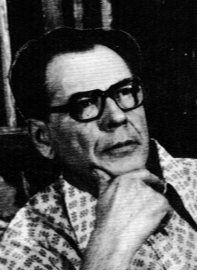
Fjodor Sacharow

- 05. September: Hans E. Schons, deutscher Schauspieler († 2005)
- 05. September: Héctor Zeoli, argentinischer Organist, Komponist und Musikpädagoge († 1993)
- 06. September: Trudi Gerster, Schweizer Märchenerzählerin, Schauspielerin und Politikerin († 2013)
- 07. September: Michael Guttenbrunner, österreichischer Dichter und Schriftsteller († 2004)
- 07. September: Andreas Maurer, österreichischer Politiker († 2010)
- 07. September: Charles W. Robinson, US-amerikanischer Wirtschaftsmanager und Unternehmer († 2014)
- 07. September: Albéric Schotte, belgischer Radrennfahrer († 2004)
- 08. September: Wolf C. Hartwig, deutscher Filmproduzent († 2017)
- 08. September: Maria Lassnig, österreichische Malerin und Medienkünstlerin († 2014)
- 09. September: Maurice Dela, kanadischer Komponist und Organist († 1978)
- 09. September: Gottfried Dienst, Schweizer Fußballschiedsrichter († 1998)
- 09. September: Don Gais, US-amerikanischer Jazzpianist († 1996)
- 11. September: Ota Šik, tschechisch-schweizerischer Wirtschaftswissenschaftler und Maler († 2004)
- 12. September: Robert-Henri Blaser, Schweizer Hochschullehrer, Germanist und Medizinhistoriker († 1986)
- 13. September: Olle Anderberg, schwedischer Ringer († 2003)
- 13. September: George Weidenfeld, britischer Journalist, Verleger und Diplomat († 2016)
- 14. September: Irma Emmrich, deutsche Kunsthistorikerin († 2018)
- 15. September: Fausto Coppi, italienischer Radrennfahrer († 1960)
- 16. September: Sven-Erik Bäck, schwedischer Komponist († 1994)
- 17. September: Helmuth Ashley, österreichischer Regisseur, Kameramann und Drehbuchautor († 2021)
- 17. September: Horst Krüger, deutscher Schriftsteller († 1999)
- 18. September: Edward Bury, polnischer Komponist, Dirigent, Pianist und Musikpädagoge († 1995)
- 18. September: Marga Petersen, deutsche Leichtathletin und Olympiateilnehmerin († 2002)
- 19. September: Juan Barjola, spanischer Maler († 2004)
- 19. September: Hans-Arno Simon, deutscher Komponist, Sänger, Pianist und Produzent († 1989)
- 21. September: Mario Bunge, argentinischer Philosoph und Physiker († 2020)
- 22. September: Franz Peter Wirth, deutscher Regisseur († 1999)
- 23. September: Heinz Kreutzmann, deutscher Politiker († 2005)
- 23. September: Bogdan Paprocki, polnischer Sänger († 2010)
- 23. September: Kaneko Tōta, japanischer Lyriker († 2018)
- 24. September: Jack Costanzo, US-amerikanischer Perkussionist († 2018)
- 24. September: Václav Nelhýbel, US-amerikanischer Komponist und Professor († 1996)
- 26. September: Matilde Camus, spanische Dichterin und Schriftstellerin († 2012)
- 26. September: Ezio Loik, italienischer Fußballspieler († 1949)
- 27. September: Jayne Meadows, US-amerikanische Schauspielerin († 2015)
- 27. September: James Hardy Wilkinson, britischer Mathematiker († 1986)
- 28. September: Helmut Pigge, Philosoph, Dramaturg und Spielleiter († 2000)
- 29. September: Margot Hielscher, deutsche Sängerin und Filmschauspielerin († 2017)

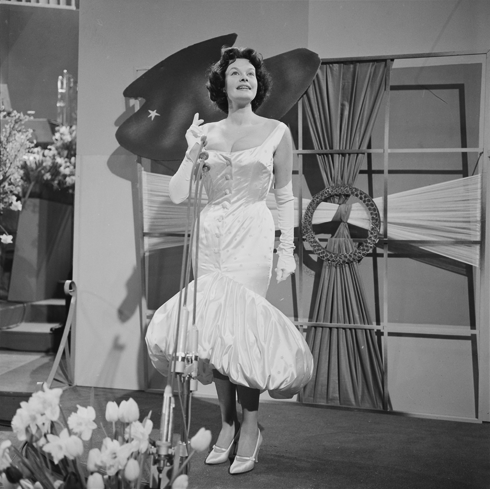
Margot Hielscher, 1958

- 30. September: Roberto Bonomi, argentinischer Automobilrennfahrer († 1992)
- 30. September: Cecil Green, US-amerikanischer Automobilrennfahrer († 1951)

### Oktober
- 01. Oktober: Hans Schiefele, deutscher Journalist und Sportfunktionär († 2005)
- 02. Oktober: Hans Günther Aach, deutscher Botaniker († 1999)
- 02. Oktober: John W. Duarte, englischer Komponist, Gitarrist, Musikpädagoge und -kritiker († 2004)
- 02. Oktober: Jan Flinterman, niederländischer Automobilrennfahrer († 1992)
- 02. Oktober: Alfred Mallwitz, deutscher Bauforscher und Architekt und Archäologe († 1986)
- 03. Oktober: James M. Buchanan, US-amerikanischer Ökonom und Nobelpreisträger († 2013)

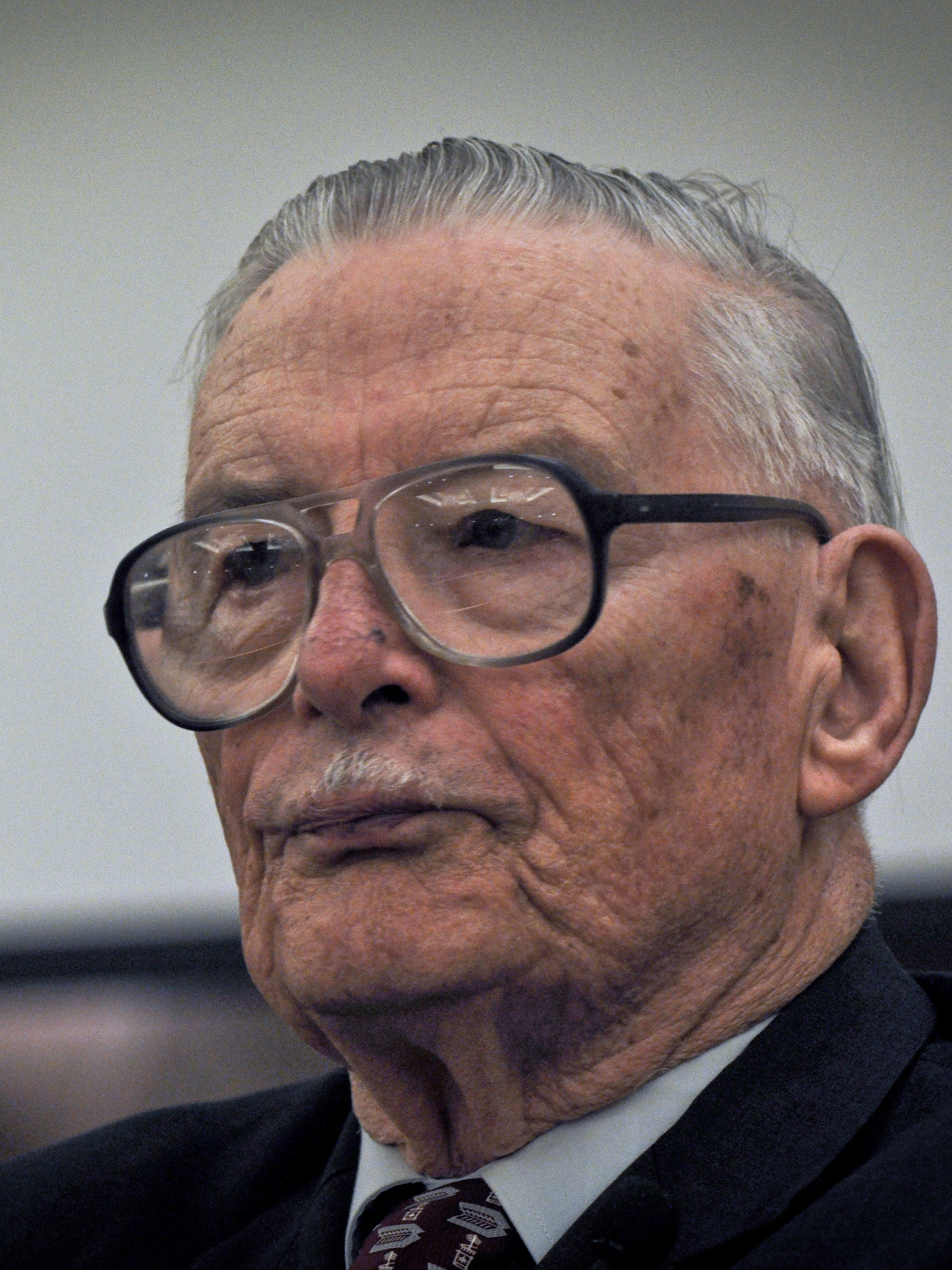
James M. Buchanan, 2010

- 03. Oktober: Robert James Dvorak, US-amerikanischer Komponist, Musikpädagoge und Hornist († 2020)
- 03. Oktober: Jean Lefebvre, französischer Schauspieler († 2004)
- 03. Oktober: Kazimierz Piechowski, polnischer Ingenieur und KZ-Häftling († 2017)
- 03. Oktober: Berti Deutsch, deutsche Schauspielerin († 1982)
- 05. Oktober: Harold Bell, US-amerikanischer Merchandising-Agent († 2009)
- 05. Oktober: Vojtech Zamarovský, slowakischer Historiker, Schriftsteller und Übersetzer († 2006)
- 06. Oktober: Sawaki Kin’ichi, japanischer Schriftsteller († 2001)
- 07. Oktober: Zelman Cowen, australischer Rechtswissenschaftler, Politiker und Generalgouverneur († 2011)
- 07. Oktober: Annemarie Renger, deutsche Politikerin, Bundestagspräsidentin von 1972 bis 1976 († 2008)
- 07. Oktober: Fred Sagner, deutscher Politiker (CDU) und Soldat († 2009)
- 07. Oktober: Augustine Eugene Hornyak, serbischer Bischof und Exarch von Großbritannien († 2003)
- 08. Oktober: Jack McGrath, US-amerikanischer Automobilrennfahrer († 1955)
- 10. Oktober: Roland Lebrun, kanadischer Singer-Songwriter (Le Soldat Lebrun) († 1980)
- 11. Oktober: Art Blakey, US-amerikanischer Schlagzeuger († 1990)
- 11. Oktober: Kader Firoud, französischer Fußballspieler und -trainer († 2005)
- 12. Oktober: André Casanova, französischer Komponist († 2009)
- 12. Oktober: Gerhard Kienbaum, deutscher Politiker († 1998)
- 13. Oktober: Hans Hermann Groër, römisch-katholischer Bischof, Kardinal († 2003)
- 14. Oktober: Armin Dahlen, österreichischer Schauspieler und Regisseur († 2013)
- 15. Oktober: Bernhard Hoffmann, deutscher Politiker († 2017)
- 15. Oktober: Chuck Stevenson, US-amerikanischer Automobilrennfahrer († 1995)
- 17. Oktober: Claus Arnold, deutscher Zeichner, Karikaturist und Maler († 2014)
- 17. Oktober: Irmgard Arnold, deutsche Opernsängerin († 2014)
- 17. Oktober: Issaak Chalatnikow, russischer Physiker († 2021)
- 17. Oktober: Zhao Ziyang, Politiker der Volksrepublik China († 2005)

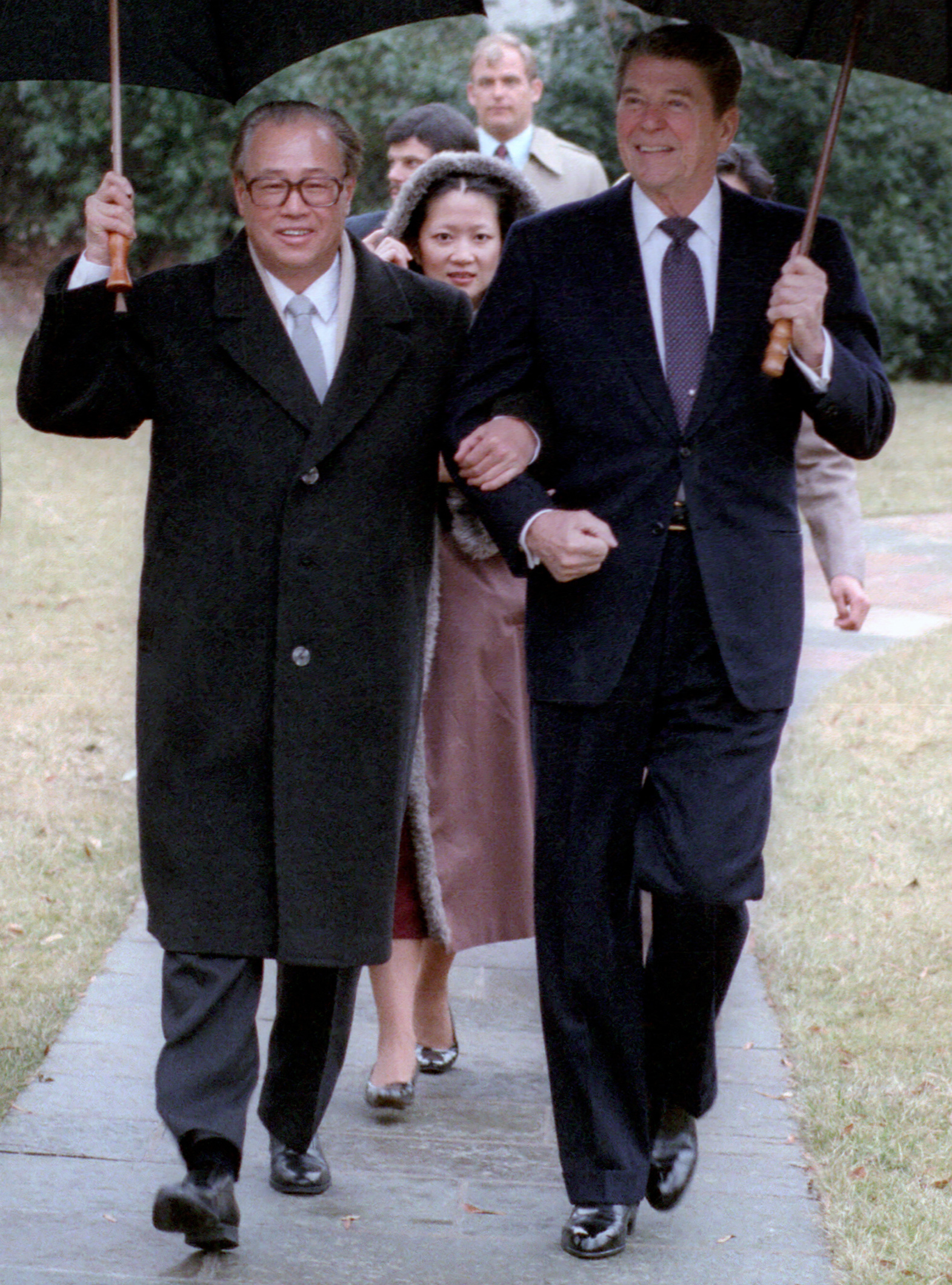
Zhao Ziyang (links) mit US-Präsident Ronald Reagan, 1984

- 18. Oktober: James Winter, US-amerikanischer Hornist und Professor († 2006)
- 18. Oktober: Anita O’Day, US-amerikanische Jazzsängerin († 2006)
- 18. Oktober: Pierre Trudeau, kanadischer Politiker (Ministerpräsident) († 2000)
- 20. Oktober: Ksente Bogoev, jugoslawischer bzw. mazedonischer Ökonom und Politiker († 2008)
- 20. Oktober: Hans Patze, deutscher Historiker und Archivar († 1995)
- 22. Oktober: Walter Bauer, deutscher Kommunalpolitiker († 2011)
- 22. Oktober: Morris Janowitz, US-amerikanischer Soziologe und Politikwissenschaftler († 1988)
- 22. Oktober: Doris Lessing, britische Schriftstellerin († 2013)

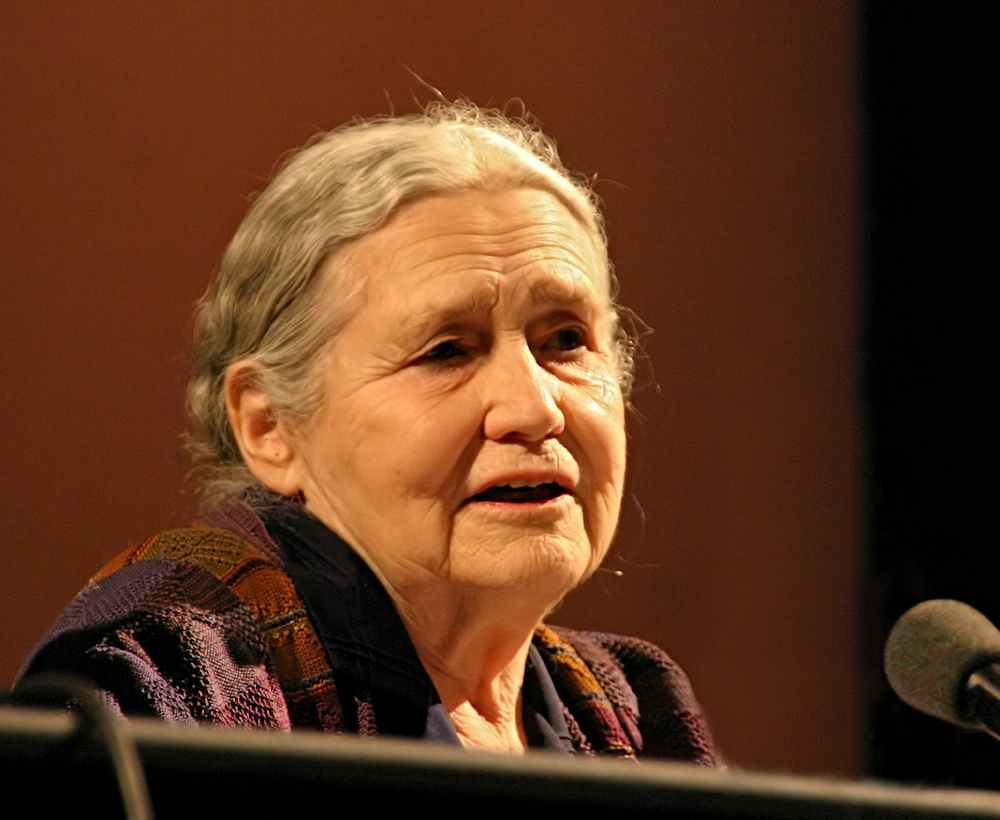
Doris Lessing, 2006

- 23. Oktober: Manolis Andronikos, griechischer Archäologe († 1992)
- 23. Oktober: Rodrigo Arenas Betancur, kolumbianischer Schriftsteller und Bildhauer († 1995)
- 23. Oktober: Theodor Hellbrügge, deutscher Kinderarzt († 2014)
- 24. Oktober: Joseph Khoury, libanesischer Erzbischof († 1992)
- 25. Oktober: Norman Erbe, US-amerikanischer Politiker († 2000)
- 25. Oktober: Bruno Heinrich Schubert, deutscher Unternehmer, Konsul und Mäzen († 2010)
- 25. Oktober: Beate Uhse, deutsche Pilotin und Gründerin des gleichnamigen Sex-Shops († 2001)
- 26. Oktober: John A. Gronouski, US-amerikanischer Politiker († 1996)
- 26. Oktober: Mohammad Reza Pahlavi, Schah von Persien († 1980)
- 27. Oktober: Willi Arlt, deutscher Fußballspieler († 1947)
- 27. Oktober: Tim M. Babcock, US-amerikanischer Politiker († 2015)
- 27. Oktober: Douglas Heyes, US-amerikanischer Drehbuchautor und Regisseur († 1993)
- 27. Oktober: Michel Schwalbé, polnischer Geiger († 2012)
- 28. Oktober: Johannes Braun, deutscher Bischof des Bischöflichen Amtes Magdeburg († 2004)
- 28. Oktober: Walt Hansgen, US-amerikanischer Automobilrennfahrer († 1966)
- 28. Oktober: Bernhard Wicki, österreichischer Schauspieler und Filmregisseur († 2000)
- 29. Oktober: Alexandre Hay, Schweizer Anwalt († 1991)
- 30. Oktober: Otto Heinrich Treumann, deutsch-niederländischer Grafiker († 2001)
- 31. Oktober: Magnus Wenninger, US-amerikanischer Benediktiner-Mönch und Mathematiker († 2017)

### November
- 01. November: Jerzy Karol Ablewicz, polnischer Bischof († 1990)
- 01. November: Hermann Bondi, britischer Mathematiker und Kosmologe († 2005)
- 02. November: Roman Bannwart, Schweizer Theologe, Priester und Musiker († 2010)
- 03. November: Joachim Seyppel, deutscher Schriftsteller und Literaturwissenschaftler († 2012)
- 04. November: Martin Balsam, US-amerikanischer Schauspieler († 1996)
- 04. November: Manfred Schuster, österreichischer Schauspieler und Synchronsprecher († 1994)
- 04. November: Eric Thompson, britischer Automobilrennfahrer († 2015)
- 05. November: Félix Gaillard, französischer Premierminister († 1970)
- 05. November: Horst Wende, deutscher Orchesterleiter, Arrangeur und Akkordeonist († 1996)
- 06. November: Julius Aßfalg, deutscher Orientalist († 2001)
- 06. November: Sophia de Mello Breyner Andresen, portugiesische Schriftstellerin († 2004)
- 06. November: Emil Bücherl, deutscher Wissenschaftler und Herzchirurg († 2001)
- 06. November: Christoph Probst, Mitglied der Weißen Rose († 1943)
- 07. November: Helmuth Hoffmann, deutscher Tischtennisspieler († 2010)
- 08. November: Philip J. Klass, US-amerikanischer Elektroingenieur und Journalist († 2005)
- 08. November: Anni Kroll, deutsche Autorin und Heimatdichterin († 2015)
- 08. November: Luigi Segre, italienischer Fahrzeugdesigner († 1963)
- 09. November: Werner Eberlein, deutscher Kommunist und Politbüro-Mitglied († 2002)
- 09. November: Johann Herberger, deutscher Fußballspieler († 2002)
- 10. November: Rudi Adams, deutscher Politiker und MdB († 2013)
- 10. November: Abderrahman Ibrir, algerisch-französischer Fußballspieler († 1988)

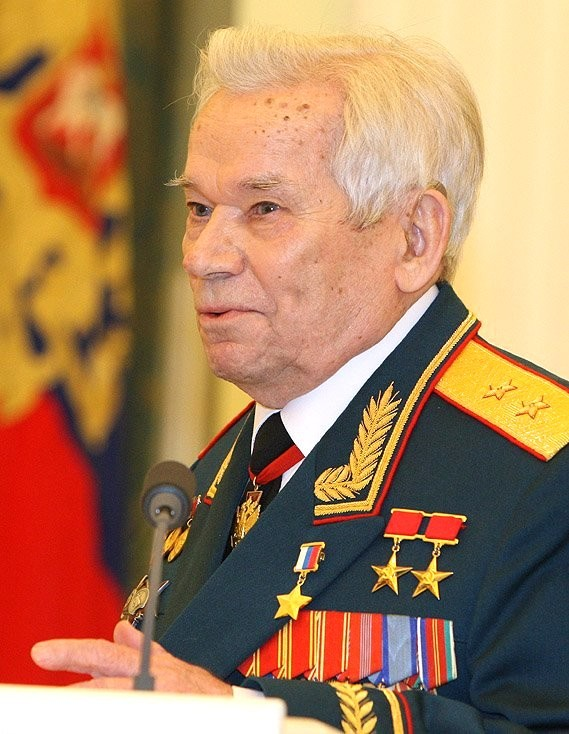
Michail Kalaschnikow

- 10. November: Michail Kalaschnikow, sowjetischer Waffenkonstrukteur († 2013)
- 10. November: Avelina Landín, mexikanische Sängerin († 1991)

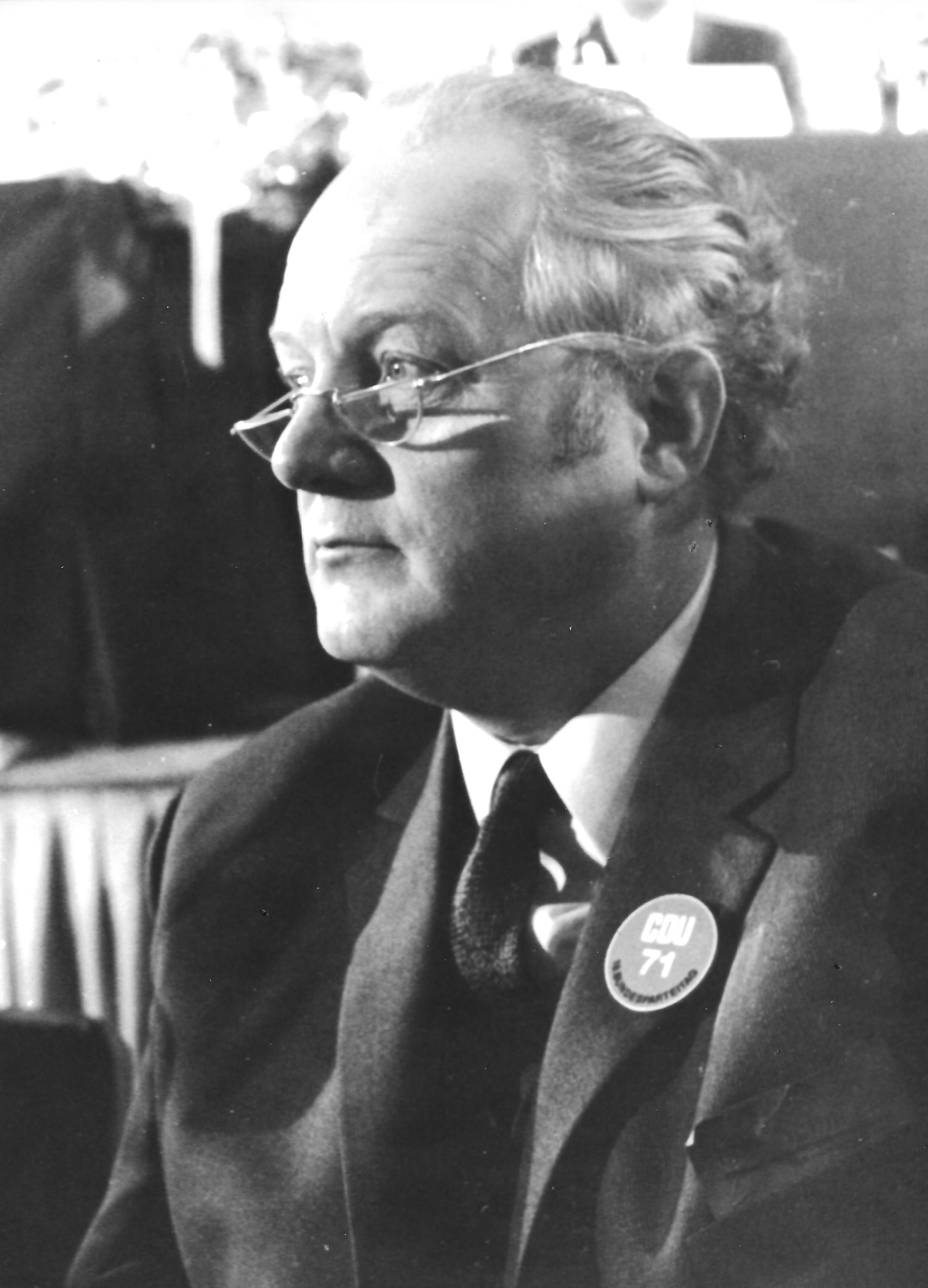
Kurt Schmücker

- 10. November: Kurt Schmücker, deutscher Politiker († 1996)
- 10. November: Willi-Peter Sick, deutscher Politiker und MdB († 2006)
- 10. November: Moïse Tschombé, kongolesischer Politiker († 1969)
- 11. November: Wolfgang Döring, deutscher Politiker († 1963)
- 13. November: Katharina Adler, deutsche Journalistin und Publizistin († 2010)
- 13. November: Mary Beth Hughes, US-amerikanische Schauspielerin († 1995)
- 14. November: Honoré Bonnet, französischer Alpinskitrainer († 2005)
- 14. November: Günther Eckerland, deutscher Politiker († 1998)
- 14. November: Anneliese Fleyenschmidt, deutsche Fernsehmoderatorin und -Ansagerin († 2007)
- 14. November: Stephan Koren, österreichischer Politiker († 1988)
- 14. November: Ludwig Mecklinger, Minister für Gesundheitswesen der DDR († 1994)
- 14. November: Lisa Otto, deutsche Opern-Sopranistin († 2013)
- 15. November: Heinz Bethge, deutscher Physiker († 2001)
- 15. November: Paul Moore, US-amerikanischer, anglikanischer Bischof († 2003)
- 15. November: Nova Pilbeam, britische Schauspielerin († 2015)
- 16. November: Anatoli Dobrynin, russischer Diplomat († 2010)
- 16. November: Gemini Ganesan, indischer Schauspieler († 2005)
- 17. November: Kurt Baldinger, Schweizer Romanist, Linguist und Mediävist († 2007)
- 19. November: Hubert Patthey, Schweizer Automobilrennfahrer und Unternehmer († 2009)
- 19. November: Alan Young, britischer Schauspieler († 2016)
- 19. November: Traudl Well, deutsche Volksmusikerin († 2015)
- 20. November: Alan Brown, britischer Automobilrennfahrer († 2004)
- 20. November: Henryk Tomaszewski, polnischer Schauspieler und Pantomime († 2001)
- 22. November: Amir Aslan Afshar, persischer Botschafter († 2021)
- 22. November: Kiko Mendive, kubanischer Schauspieler, Choreograph, Tänzer und Sänger († 2000)
- 23. November: Jacques Ary, französischer Boxer, Ringer, Wrestler, Saxophonist, Orchesterleiter, Drehbuchautor und Schauspieler († 1974)
- 23. November: Cláudio Santoro, brasilianischer Komponist († 1989)
- 23. November: Jupp Schlaf, deutscher Tischtennisfunktionär und -spieler († 1989)
- 23. November: Fritz Straßner, deutscher Schauspieler († 1993)
- 24. November: Vera Aceva, mazedonische Kommunistin und Partisanin († 2006)
- 24. November: David Kossoff, englischer Schauspieler († 2005)
- 25. November: Norman Tokar, US-amerikanischer Filmregisseur und Schauspieler († 1979)
- 26. November: Tom Archia, US-amerikanischer Tenorsaxophonist († 1977)
- 26. November: Ryszard Kaczorowski, Staatspräsident von Polen im Exil († 2010)
- 26. November: Robert Martin-Achard, Schweizer evangelischer Geistlicher und Hochschullehrer († 1999)
- 26. November: Frederik Pohl, US-amerikanischer Science-Fiction-Autor († 2013)
- 26. November: Vera Salvequart, Mitglied des Personals im KZ Ravensbrück († 1947)
- 26. November: Marie Schlei, deutsche Politikerin († 1983)
- 27. November: Siegfried Naumann, schwedischer Komponist und Professor († 2001)
- 27. November: Kimu Tarusu, japanischer Schriftsteller († 1997)
- 28. November: José María Pinilla Fábrega, 34. Staatspräsident von Panama († 1979)
- 29. November: Adolf Brockhoff, deutscher katholischer Priester († 1997)
- 29. November: Joe Weider, kanadisch-US-amerikanischer Pionier des Kraftsports († 2013)
- 30. November: Detlef Kraus, deutscher Pianist († 2008)

### Dezember
- 01. Dezember: Anne Cox Chambers, US-Botschafterin († 2020)
- 01. Dezember: Karl Ziegler, deutscher Radsporttrainer († 2019)
- 02. Dezember: Erich Danckwardt, deutscher Schiffbauingenieur und Hochschullehrer († 2003)
- 03. Dezember: Hans Bunge, deutscher Dramaturg, Regisseur und Autor († 1990)
- 03. Dezember: Helmut Wunderlich, Minister für Allgemeinen Maschinenbau der DDR († 1994)
- 04. Dezember: Ingeborg Finke-Siegmund, deutsche Pianistin und Klavierpädagogin († 2012)
- 04. Dezember: Inder Kumar Gujral, indischer Premierminister († 2012)
- 04. Dezember: Heinz Spundflasche, deutscher Fußballspieler († 1972)
- 05. Dezember: Hans Kuhn, Schweizer Physikochemiker († 2012)

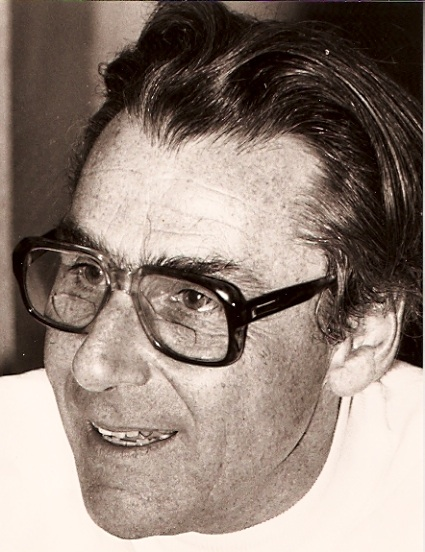
Hans Kuhn

- 05. Dezember: Artur Pipan, österreichischer General († 2009)
- 05. Dezember: Hennes Weisweiler, deutscher Fußballtrainer († 1983)
- 06. Dezember: Gideon Klein, tschechischer Komponist († 1945)
- 07. Dezember: Ed Ulinski, US-amerikanischer American-Football-Spieler und -Trainer († 2006)
- 08. Dezember: Mieczysław Weinberg, russischer Komponist polnischer Abstammung († 1996)
- 09. Dezember: Johnny Albino, puerto-ricanischer Bolerosänger († 2011)
- 09. Dezember: William Lipscomb, US-amerikanischer Chemiker und Nobelpreisträger († 2011)
- 09. Dezember: Marianne Sayn-Wittgenstein-Sayn, österreichische Fotografin († 2025)
- 10. Dezember: Vicentico Valdés, kubanischer Sänger († 1996)
- 10. Dezember: Alexander Courage, US-amerikanischer Filmkomponist († 2008)
- 11. Dezember: Abd al-Hakim Amer, ägyptischer General der Vereinigten Arabischen Republik († 1967)
- 11. Dezember: Jockel Fuchs, deutscher Politiker und Oberbürgermeister von Mainz († 2002)
- 12. Dezember: Paavo Johannes Aaltonen, finnischer Sportler († 1962)
- 12. Dezember: Giancarlo De Carlo, italienischer Architekt († 2005)
- 12. Dezember: Fritz Muliar, österreichischer Schauspieler und Regisseur († 2009)
- 12. Dezember: Hermann Neuberger, Präsident des Deutschen Fußball-Bundes († 1992)
- 13. Dezember: Hans-Joachim Marseille, deutscher Jagdflieger, Hauptmann im Zweiten Weltkrieg († 1942)
- 14. Dezember: Bob Drake, US-amerikanischer Automobilrennfahrer († 1990)
- 14. Dezember: Agnes Fink, deutsch-Schweizer Schauspielerin († 1994)
- 14. Dezember: Alfred Fischer, Richter am Bundesverwaltungsgericht († 2004)
- 15. Dezember: Gustav Niermann, deutscher Politiker († 1989)
- 15. Dezember: Johfra Bosschart, niederländischer Künstler († 1998)
- 17. Dezember: Tomáš Kardinal Špidlík, tschechischer Theologe († 2010)
- 19. Dezember: Gerhard Flämig, deutscher Politiker († 2011)
- 19. Dezember: Edda Seippel, deutsche Schauspielerin († 1993)
- 20. Dezember: Nicolás Urcelay, mexikanischer Sänger († 1959)
- 21. Dezember: Ivan Blatný, tschechischer Dichter und Schriftsteller († 1990)
- 21. Dezember: Ove Sprogøe, dänischer Schauspieler († 2004)
- 22. Dezember: Lil Green, US-amerikanische Blues-Sängerin († 1954)
- 22. Dezember: Paul Kamer, Schweizer katholischer Geistlicher, Lehrer und Bühnenautor († 1999)
- 22. Dezember: Gerd Pfeiffer, Präsident des Bundesgerichtshofs 1977 bis 1987 († 2007)
- 22. Dezember: Ernst Strachwitz, österreichischer Politiker († 1998)
- 22. Dezember: Irina Wjatscheslawowna Rakobolskaja, russischer Major und Stabschefin († 2016)
- 23. Dezember: Ludwig Poullain, Präsident des Deutschen Sparkassen- und Giroverbandes (DSGV) († 2015)
- 23. Dezember: Hugo Romani, argentinischer Sänger († 2016)
- 24. Dezember: Werner Arend, deutscher Politiker († 2006)
- 24. Dezember: Peter Bolton, britischer Automobilrennfahrer († 2008)
- 24. Dezember: Hubertus Großler, deutscher Generalmajor des Heeres der Bundeswehr, Abteilungsleiter des Bundesnachrichtendienstes († 1996)
- 24. Dezember: Pierre Soulages, französischer Maler und Grafiker († 2022)
- 27. Dezember: Charles Sweeney, US-amerikanischer General der Luftwaffe († 2004)
- 28. Dezember: Inocente Carreño, venezolanischer Komponist († 2016)
- 29. Dezember: Erik Sparre Andersen, dänischer Mathematiker († 2003)
- 30. Dezember: Anton Amberger, deutscher Biologe († 2011)
- 30. Dezember: David Willcocks, britischer Chorleiter und Komponist († 2015)
- 31. Dezember: Karlhans Paul Abel, deutscher klassischer Philologe († 1998)
- 31. Dezember: Artur Fischer, deutscher Erfinder († 2016)

### Genaues Geburtsdatum unbekannt
- Amala, indisches Wolfskind († 1921)
- Mordechaj Anielewicz, polnischer Widerstandskämpfer († 1943)
- Jean-Jacques Archambault, kanadischer Elektrotechniker und Ingenieur († 2001)
- Adamantios Androutsopoulos, griechischer Politiker († 2000)
- Carl Fredrick Becker, US-amerikanischer Geigenbauer und -restaurator († 2013)
- Sirr al-Chatim al-Chalifa al-Hasan, sudanesischer Ministerpräsident und Präsident († 2006)
- Paddy Nelson, australischer Maler († 1999)

## Gestorben

### Januar/Februar

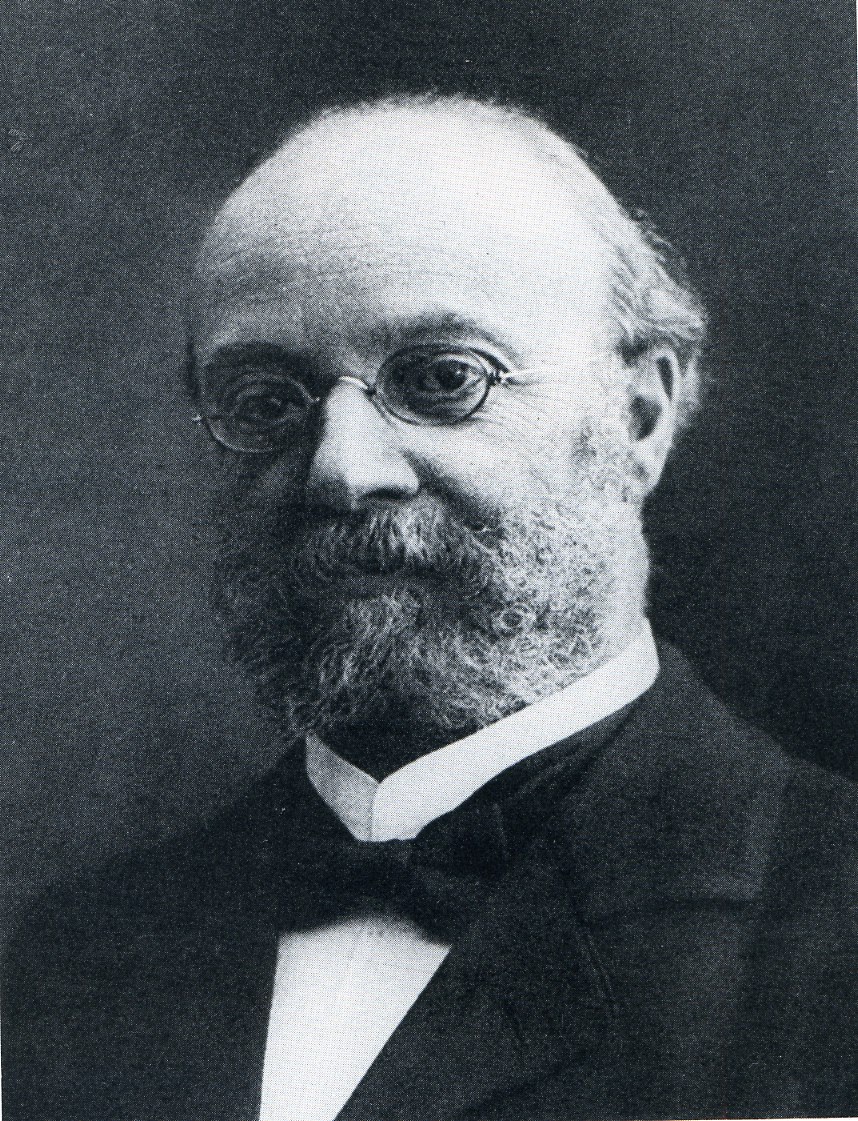
Hugo Blümner

- 01. Januar: Hugo Blümner, deutscher Altphilologe und Archäologe (* 1844)
- 01. Januar: August Friedrich Viehweger, deutscher Architekt (* 1836)
- 04. Januar: Georg von Hertling, deutscher Reichskanzler (* 1843)
- 05. Januar: Matsui Sumako, japanische Schauspielerin (* 1886)

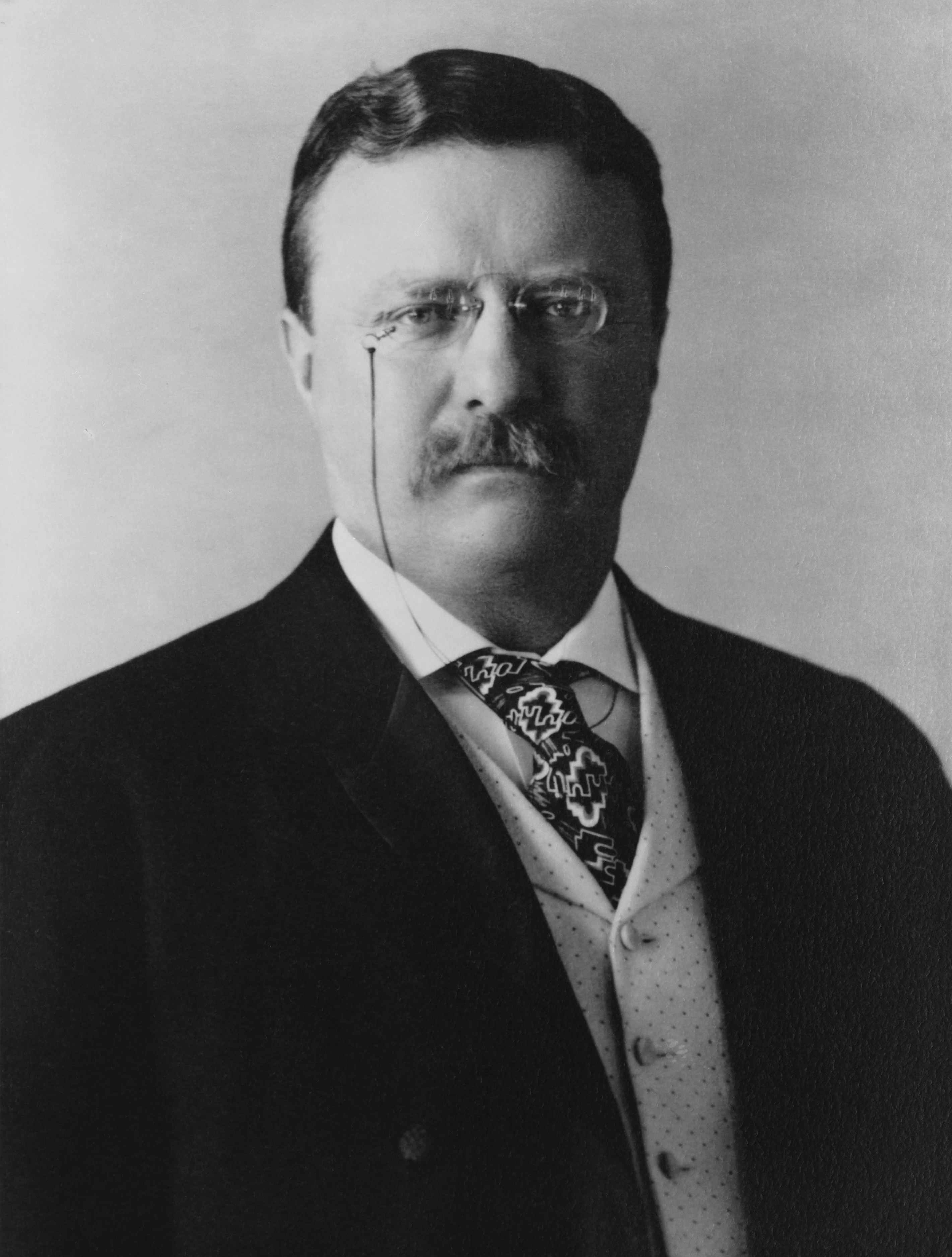
Theodore Roosevelt, 1904

- 06. Januar: Theodore Roosevelt, Präsident der Vereinigten Staaten (* 1858)
- 06. Januar: Walther Paucker, deutsch-baltischer Pfarrer und evangelischer Märtyrer (* 1878)
- 08. Januar: Peter Altenberg, österreichischer Schriftsteller (* 1859)
- 13. Januar: Hans Bielenstein, deutsch-baltischer Pfarrer und Schriftsteller, evangelischer Märtyrer (* 1863)
- 14. Januar: Platon Kulbusch, russisch-orthodoxer Bischof von Riga und Märtyrer (* 1869)
- 14. Januar: Michael Bleive, russisch-orthodoxer Priester und Märtyrer (* 1873)
- 14. Januar: Nikolai Bezhanitsky, russisch-orthodoxer Priester und Märtyrer (* 1859)
- 14. Januar: Carlos Manuel García Vila, dominikanischer Geiger und Musikpädagoge (* 1893)
- 14. Januar: Traugott Hahn, deutsch-baltischer Theologe und Pfarrer, evangelischer Märtyrer (* 1875)
- 14. Januar: Moritz Wilhelm Paul Schwartz, deutsch-baltischer Pfarrer, evangelischer Märtyrer (* 1864)
- 15. Januar: Rosa Luxemburg, deutsche Politikerin, Gründerin der KPD (* 1871)

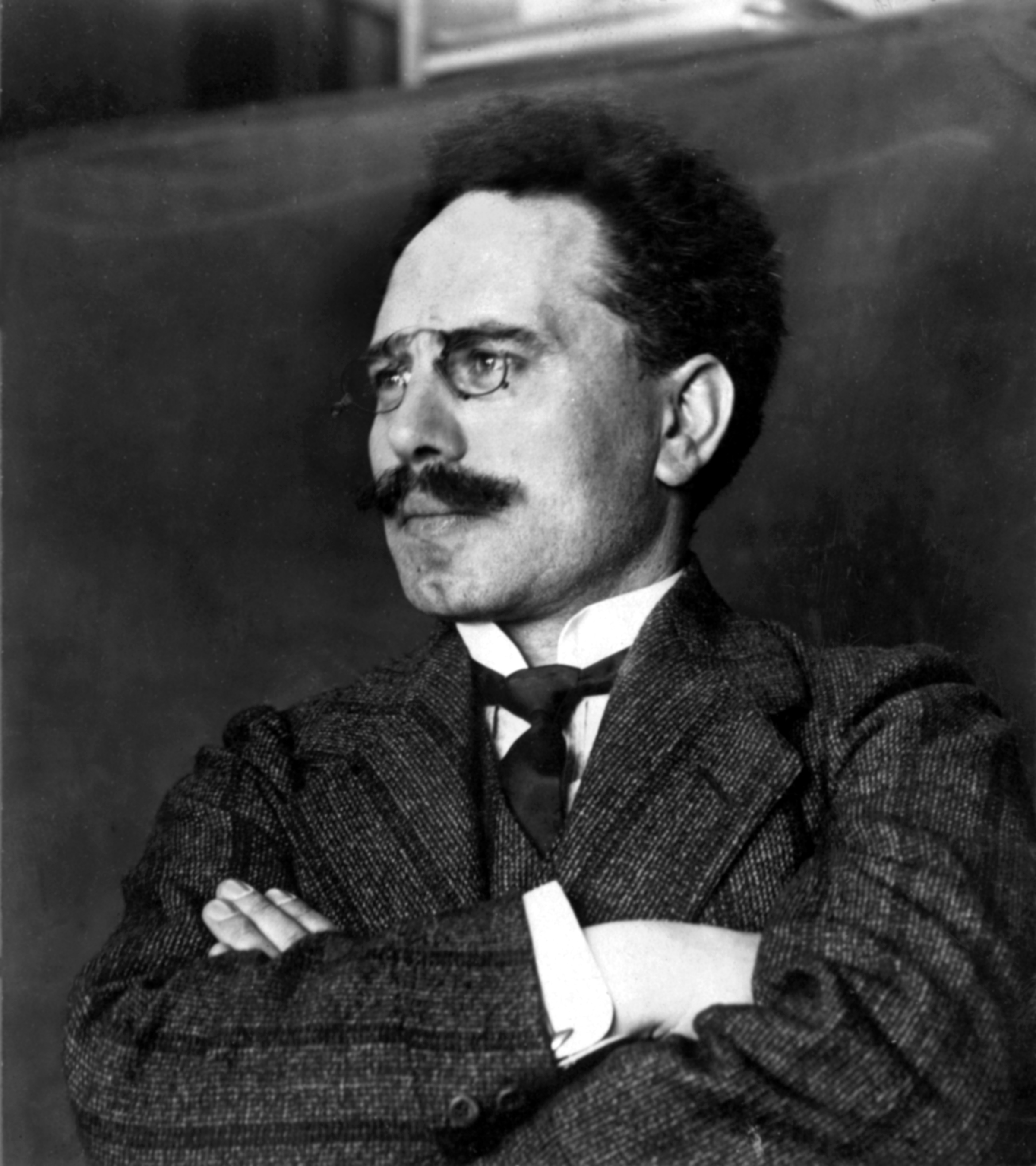
Karl Liebknecht, ca. 1911

- 15. Januar: Karl Liebknecht, deutscher Politiker, Gründer der KPD (* 1871)
- 16. Januar: William Henry Andrews, US-amerikanischer Politiker (* 1846)
- 16. Januar: Alexander Bernewitz, deutsch-baltischer Propst und evangelischer Märtyrer (* 1856)
- 16. Januar: Jaroslav Jeremiáš, tschechischer Komponist (* 1889)
- 18. Januar: Prinz John, jüngster Sohn von George V. (* 1905)
- 20. Januar: Josef Hötte, deutscher Pelzhändler und Mäzen (* 1838)
- 20. Januar: Karl Moltrecht, deutsch-baltischer Propst und evangelischer Märtyrer (* 1860)
- 21. Januar: Ahmed Muhtar Pascha, Großwesir des Osmanischen Reiches (* 1839)
- 21. Januar: Alexis, Fürst zu Bentheim und Steinfurt (* 1845)
- 21. Januar: Gojong, König von Korea (* 1852)
- 22. Januar: Traugott Hermann von Arnim-Muskau, deutscher Diplomat und Abgeordneter (* 1839)
- 22. Januar: Oskar Ludwig Auster, sächsischer königlicher Baurat (* 1853)
- 22. Januar: Josesito García Vila, dominikanischer Pianist und Komponist (* 1888)
- 22. Januar: Carl Larsson, Künstler (* 1853)
- 24. Januar: Ismail Qemali, albanischer Politiker und Publizist (* 1844)
- 27. Januar: Endre Ady de Diósad, ungarischer Dichter (* 1877)
- 28. Januar: Ernst Adam, deutscher Schriftsteller (* 1879)
- 28. Januar: Franz Mehring, Publizist und Politiker (* 1846)
- 30. Januar: Xaver Marnitz, deutsch-baltischer Propst und evangelischer Märtyrer (* 1855)
- 31. Januar: Paul Lindau, deutscher Schriftsteller, Dramatiker und Theaterleiter (* 1839)

- 02. Februar: Xavier Leroux, französischer Komponist (* 1863)
- 03. Februar: Marie Therese von Österreich-Este, letzte bayerische Königin (* 1849)
- 03. Februar: Niwa Jun’ichirō, japanischer Übersetzer und Schriftsteller (* 1852)
- 06. Februar: Angel De Cora, amerikanische Künstlerin und Illustratorin vom Stamm Winnebago (* 1871)
- 06. Februar: Enrico Golisciani, italienischer Librettist (* 1848)
- 07. Februar: Károly Senyei, ungarischer Bildhauer (* 1854)
- 07. oder 8. Februar: Wilhelm Grüner, deutsch-baltischer Pastor und evangelischer Märtyrer (* 1891)
- 08. Februar: Meier Appel, deutscher Rabbiner (* 1851)
- 09. Februar: Ludwig Geiger, deutsch-jüdischer Literatur- und Kunsthistoriker (* 1848)
- 13. Februar: Daniel Wilson, französischer Politiker (* 1840)
- 14. Februar: Wiktor Gomulicki, polnischer Schriftsteller (* 1848)
- 16. Februar: John Joseph Adams, US-amerikanischer Jurist und Politiker (* 1848)
- 16. Februar: Heinrich Bosse, deutsch-baltischer Geistlicher und evangelischer Märtyrer (* 1871)
- 17. Februar: Wilfrid Laurier, kanadischer Premierminister (* 1841)
- 18. Februar: Max von Krosigk, preußischer Generalmajor (* 1846)
- 19. Februar: Bertha Louise von Hessen-Philippsthal-Barchfeld, deutsche Adlige aus dem Haus Hessen und durch Heirat Fürstin im Fürstentum Lippe (* 1874)
- 20. Februar: Habibullah Khan, Emir von Afghanistan (* 1872)

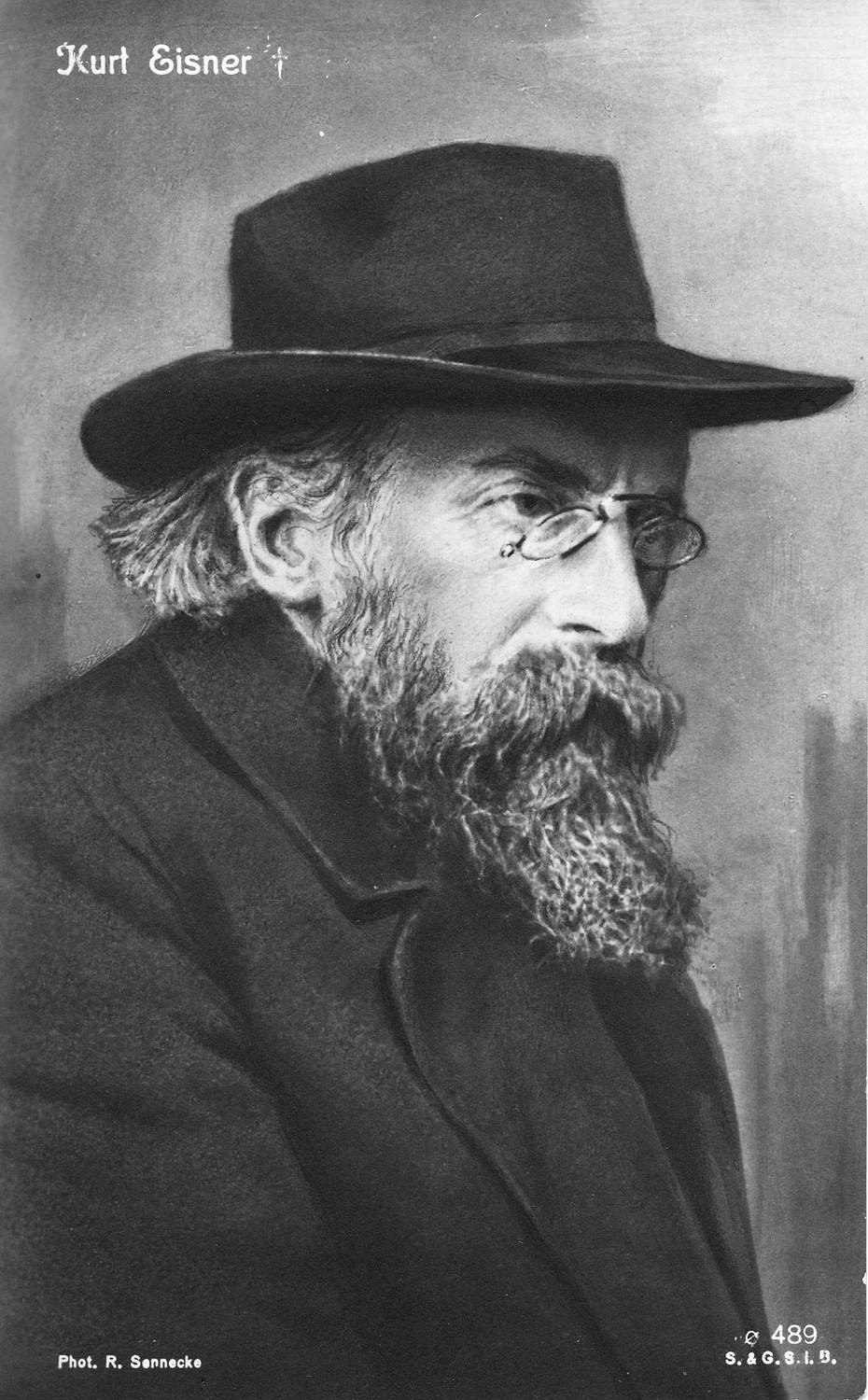
Kurt Eisner

- 21. Februar: Kurt Eisner, deutscher Politiker und Schriftsteller (* 1867)
- 21. Februar: Elfriede Heisler, deutsche Schauspielerin (* 1885)
- 21. Februar: Mary Edwards Walker, US-amerikanische Ärztin und Frauenrechtlerin (* 1832)
- 26. Februar: Alwin Weber, Schweizer Industrieller und Politiker (* 1857)
- 27. Februar: George F. Edmunds, US-amerikanischer Politiker (* 1828)
- 28. Februar: Daniel Russell Brown, US-amerikanischer Politiker (* 1848)

### März/April
- 02. März: Melchora Aquino, philippinische Revolutionärin (* 1812)
- 02. März: William Mellody, US-amerikanischer Box-Weltmeister (* 1884)

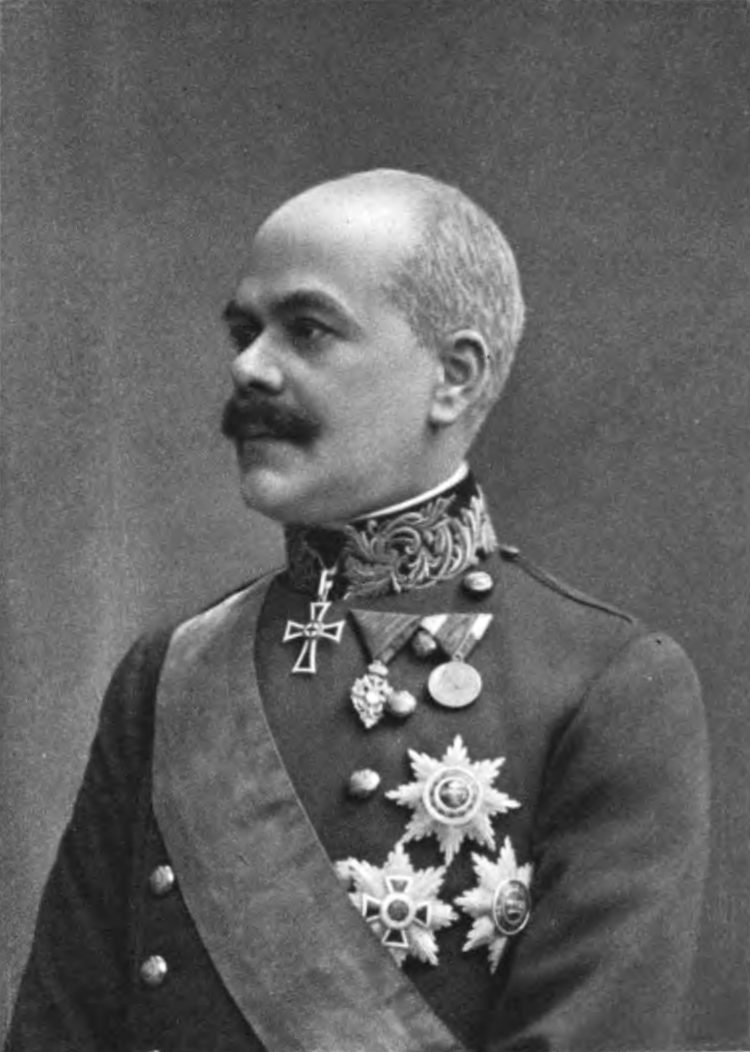
Ernest von Koerber

- 05. März: Ernest von Koerber, österreichischer Politiker der Donaumonarchie (* 1850)
- 06. März: Hilary A. Herbert, US-amerikanischer Politiker (* 1834)
- 08. März: Hans Aronson, deutscher Kinderarzt und Bakteriologe (* 1865)
- 08. März: Auguste Tolbecque, französischer Cellist, Dirigent, Komponist, Instrumentenbauer und Musikpädagoge (* 1830)
- 11. März: Harald Fryklöf, schwedischer Organist, Musikpädagoge und Komponist (* 1882)
- 13. März: Amy Woodforde-Finden, englische Komponistin (* 1860)
- 14. März: Eugen Berg, deutsch-baltischer Geistlicher und evangelischer Märtyrer (* 1855)
- 14. März: Theodor Scheinpflug, deutsch-baltischer Geistlicher und evangelischer Märtyrer (* 1862)
- 14. März: Arnold von Rutkowski, deutsch-baltischer Geistlicher und evangelischer Märtyrer (* 1865)
- 16. März: Paul Fromhold-Treu, deutsch-baltischer Geistlicher und evangelischer Märtyrer (* 1854)
- 17. März: Kenyon Cox, amerikanischer Maler und Schriftsteller (* 1856)
- 18. März: Marie Schlieps, deutsch-baltische Diakonisse und Märtyrerin (* 1881)
- 19. März: Marc Héridier, Schweizer Jurist und Politiker (* 1840)
- 19. März: Christoph Strautmann, lettischer Pastor und Märtyrer (* 1860)
- 19. März: Franklin Taylor, englischer Pianist und Musikpädagoge (* 1843)
- 20. März: Paul Wachtsmuth, deutsch-baltischer Pastor und Märtyrer (* 1879)
- 21. März: Otto Schrader, deutscher Indogermanist (* 1855)
- 22. März: Konstantin Konstantinowitsch Arsenjew, russischer Publizist, Literaturwissenschaftler und Enzyklopädist (* 1837)
- 25. März: Wilhelm Lehmbruck, deutscher Bildhauer (* 1881)
- 26. März: Karl Schlau, livländischer Pfarrer und Märtyrer (* 1851)
- 26. März: Edgar Haßmann, lettischer Pfarrer und Märtyrer (* 1884)
- 28. März: Samuel Train Dutton, US-amerikanischer Pädagoge und Friedensaktivist (* 1849)

- 04. April: Sir William Crookes, britischer Chemiker und Physiker (* 1832)
- 06. April: Johann Knief, deutscher Lehrer, Redakteur und Politiker (* 1880)
- 06. April: Richard Cornelius Kukula, österreichischer Altphilologe (* 1862)
- 08. April: Loránd Eötvös, ungarischer Mathematiker, entwickelte eine Drehwaage (* 1848)
- 09. April: Emil Schallopp, deutscher Schachmeister (* 1843)
- 10. April: Emiliano Zapata, mexikanischer Revolutionsführer, ermordet (* 1879)
- 14. April: Auguste-Réal Angers, kanadischer Politiker und Richter (* 1857)
- 14. April: Phoebe Hearst, US-amerikanische Philanthropin, Förderin der Frauenbildung (* 1842)
- 19. April: Joseph Gagnier, kanadischer Klarinettist (* 1854)
- 20. April: Richard Wilson Austin, US-amerikanischer Politiker (* 1857)
- 24. April: Camille Erlanger, französischer Komponist (* 1863)

### Mai/Juni
- 02. Mai: Felix von Arnim, preußischer Offizier und Kammerherr (* 1862)
- 02. Mai: Ernst Camerer, deutscher Rechtsanwalt und Vereinsfunktionär (* 1836)
- 02. Mai: Gustav Landauer, Theoretiker und Aktivist des deutschen Anarchismus (* 1870)
- 02. Mai: Max Brückner, deutscher Theatermaler (* 1836)
- 03. Mai: Eliza Frankenstein, deutschamerikanische Landschaftsmalerin (* 1830)
- 04. Mai: Milan Rastislav Štefánik, tschechoslowakischer General (* 1880)
- 04. Mai: Richard Alexander Georg Wühner, estnischer Pastor und evangelischer Märtyrer (* 1872)

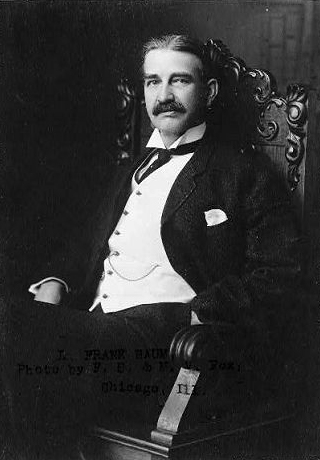
Lyman Frank Baum

- 06. Mai: Lyman Frank Baum, US-amerikanischer Schriftsteller (* 1856)
- 08. Mai: Philipp Wolfrum, deutscher Komponist und Organist (* 1854)
- 10. Mai: Bruno Sauer, deutscher Archäologe (* 1861)
- 14. Mai: William Hepburn Armstrong, US-amerikanischer Politiker (* 1824)

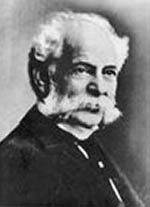
Henry John Heinz

- 14. Mai: Henry John Heinz, US-amerikanischer Unternehmer (* 1844)
- 16. Mai: Arthur Walter, deutsch-baltischer Bekenner (* 1860)
- 17. Mai: Guido von List, österreichischer okkulter Autor und Begründer der Ariosophie (* 1848)
- 17. Mai: José Santos Zelaya, nicaraguanischer Politiker und Staatspräsident (* 1853)
- 20. Mai: Armand von Ardenne, preußischer Generalleutnant und Militärhistoriker (* 1848)
- 22. Mai: Eugen Scheuermann, deutsch-baltischer Märtyrer (* 1856)
- 22. Mai: Ernst Fromhold-Treu, deutsch-baltischer Märtyrer (* 1861)
- 22. Mai: Eberhard Savary, deutsch-baltischer Märtyrer (* 1863)
- 22. Mai: Theodor Taube, deutsch-baltischer Märtyrer (* 1864)
- 22. Mai: Theodor Hoffmann, deutsch-baltischer Märtyrer (* 1865)
- 22. Mai: August Eckhardt, deutsch-baltischer Märtyrer (* 1868)
- 22. Mai: Hermann Bergengruen, deutsch-baltischer Märtyrer (* 1872)
- 22. Mai: Erhard Doebler, deutsch-baltischer Märtyrer (* 1882)
- 22. Mai: Marion von Klot, deutsch-baltische Märtyrerin (* 1897)
- 24. Mai: Amado Nervo, mexikanischer Schriftsteller, Journalist und Diplomat (* 1870)
- 26. Mai: Wilhelm Kaspar, lettischer Geistlicher und evangelischer Bekenner (* 1853)
- 27. Mai: Eduard Paul Benedict Frese, deutsch-baltischer Geistlicher und evangelischer Bekenner (* 1872)
- 28. Mai: Friedrich Merkel, deutscher Mediziner (* 1845)
- 29. Mai: Konstantin Uhder, lettischer Geistlicher und evangelischer Märtyrer (* 1870)
- 30. Mai: Gustav Cleemann, deutsch-baltischer Geistlicher und evangelischer Bekenner (* 1858)
- 30. Mai: Roberto Chery, uruguayischer Fußballtorhüter (* 1896)

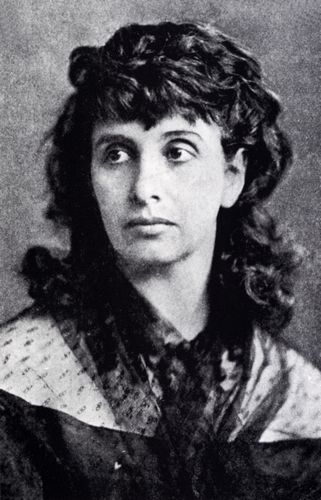
Hedwig Dohm

- 01. Juni: Hedwig Dohm, deutsche Frauenrechtlerin und Schriftstellerin (* 1831)
- 05. Juni: Eugen Leviné, Kommunist der Münchner Räterepublik (* 1883)
- 06. Juni: Bruno von Schuckmann, deutscher Politiker und Gouverneur von Deutsch-Südwestafrika (* 1857)
- 09. Juni: Marie Helene Aarestrup, norwegische Genre-, Porträt- und Tiermalerin (* 1826)
- 10. Juni: Peter Rosenberg, lettischer Pastor und evangelischer Bekenner (* 1871)
- 14. Juni: Ernest Lister, US-amerikanischer Politiker (* 1870)
- 18. Juni: Isidor Petschek, deutschböhmischer Unternehmer (* 1854)
- 25. Juni: Richard Seifert, deutscher Chemiker (* 1861)
- 26. Juni: Adolf Anderle, österreichischer Politiker (* 1868)
- 28. Juni: Petro Bolbotschan, ukrainischer Militärführer (* 1883)
- 29. Juni: José Gregorio Hernández, venezolanischer Mediziner und Nationalheiliger (* 1864)

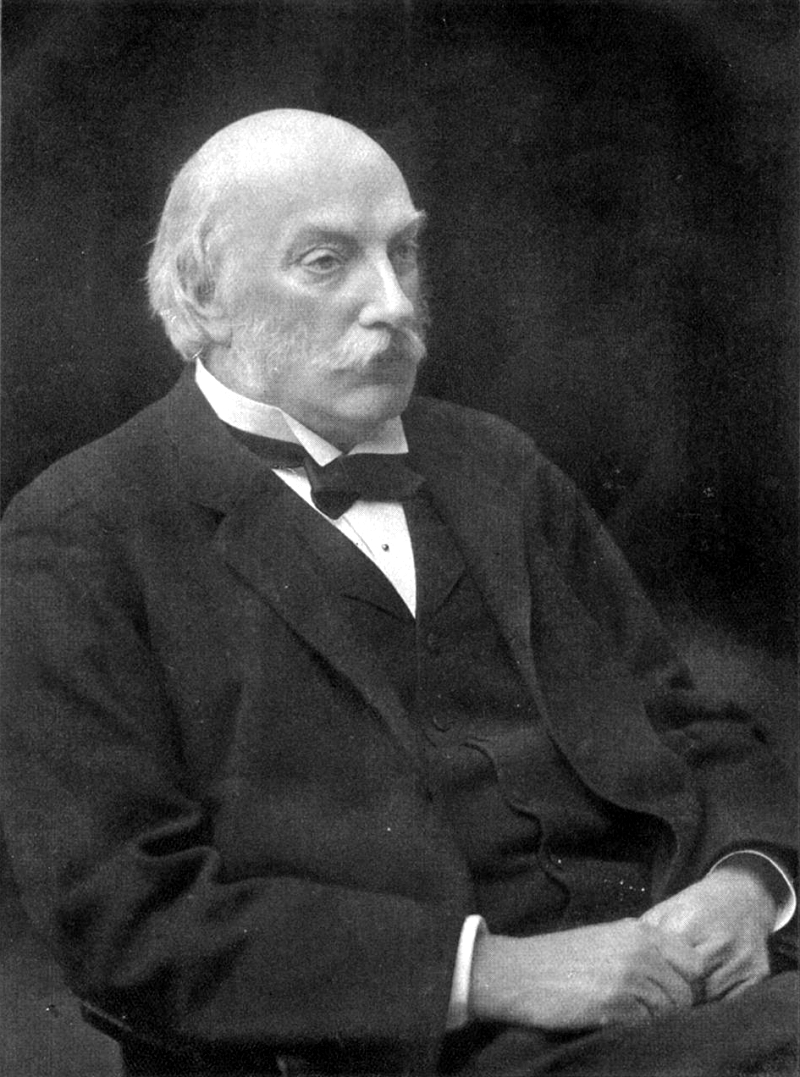
John William Strutt, 3. Baron Rayleigh

- 30. Juni: John William Strutt, 3. Baron Rayleigh, britischer Nobelpreisträger (* 1842)

### Juli/August
- 02. Juli: Friedrich Soennecken, deutscher Erfinder (* 1848)
- 06. Juli: Ernest de Weck, Schweizer Bankier und Politiker (* 1860)
- 08. Juli: Eugen Guglia, österreichischer Historiker, Journalist und Schriftsteller (* 1857)
- 10. Juli: Hugo Riemann, deutscher Musiktheoretiker, Musikhistoriker, Musikpädagoge (* 1849)
- 12. Juli: Bertha Freifrau von Arnswaldt, deutsche Salonière (* 1850)
- 12. Juli: Oskar Bidder, deutsch-baltischer Pastor und evangelischer Bekenner (* 1866)

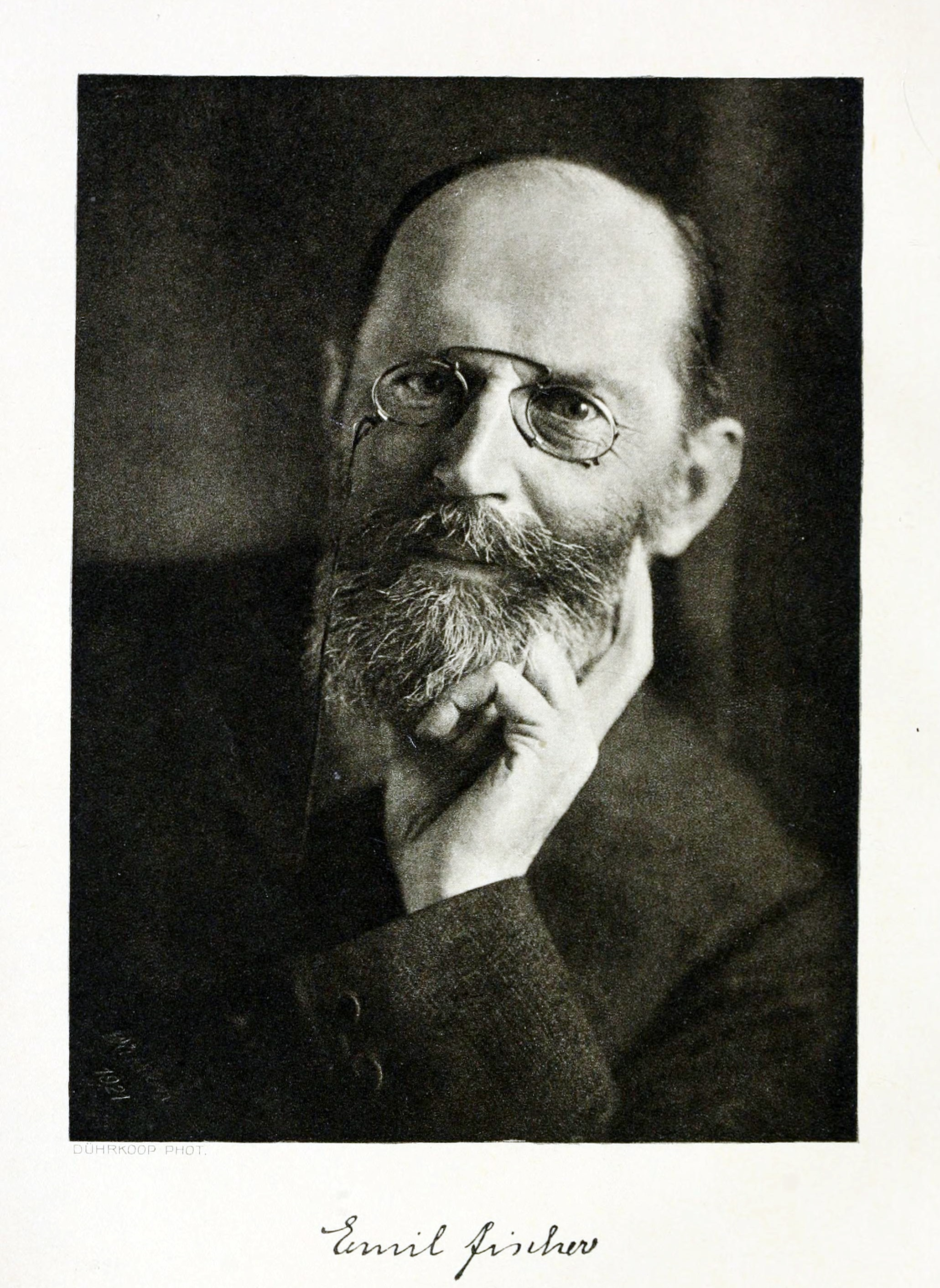
Emil Fischer, 1902

- 15. Juli: Emil Fischer, deutscher Chemiker (* 1852)
- 18. Juli: Raymonde de Laroche, französische Fliegerin (* 1882)
- 19. Juli: Jacob Verdam, niederländischer Niederlandist (* 1845)
- 21. Juli: Vincent Gottofrey, Schweizer Jurist, Hochschullehrer und Politiker (* 1862)
- 21. Juli: James Orman, US-amerikanischer Politiker (* 1849)
- 23. Juli: Eduard Franz Adt, deutscher Fabrikant, Bürgermeister und Politiker (* 1850)
- 25. Juli: Friedrich Grützmacher, deutscher Cellist (* 1866)
- 27. Juli: Charles Conrad Abbott, US-amerikanischer Archäologe und Naturforscher (* 1843)
- 27. Juli: Matwij Hryhorjew, kaiserlich-russischer Offizier und Führer einer anarchistischen Bauernarmee in der Ukraine (* 1884)
- 02. August: Christoph Blumhardt, deutscher Theologe und Pfarrer (* 1842)
- 09. August: Ernst Haeckel, deutscher Biologe und Darwinist (* 1834)
- 09. August: Ruggero Leoncavallo, italienischer Komponist (* 1857)
- 09. August: Eugen Münch, Schweizer Politiker (* 1880)
- 10. August: Hermann Wette, deutscher Arzt und Schriftsteller (* 1857)

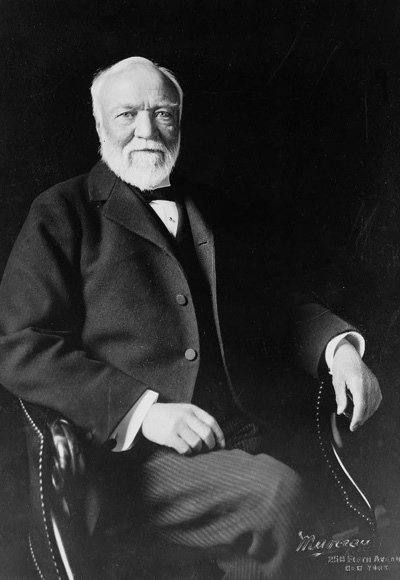
Andrew Carnegie

- 11. August: Andrew Carnegie, US-amerikanischer Industrieller (* 1835)
- 16. August: Andrew Sockalexis, US-amerikanischer Langstreckenläufer (* 1891)
- 24. August: Friedrich Naumann, deutscher Politiker und Theologe (* 1860)
- 25. August: Viktor Knorre, russischer Astronom deutscher Abstammung (* 1840)

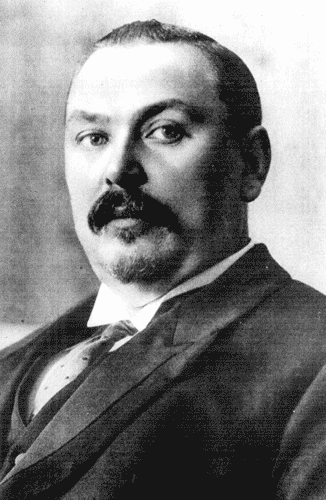
Louis Botha, vor 1915

- 27. August: Louis Botha, südafrikanischer Premierminister (* 1862)
- 28. August: Adolf Schmal, österreichischer Fecht- und Radsportler (* 1872)

### September/Oktober
- 03. September: Josef Wiedemann, österreichischer Militärkapellmeister und Komponist (* 1828)
- 04. September: Franz Reber, deutscher Kunsthistoriker (* 1834)
- 05. September: Hunold von Ahlefeld, deutscher Vizeadmiral der Kaiserlichen Marine (* 1851)

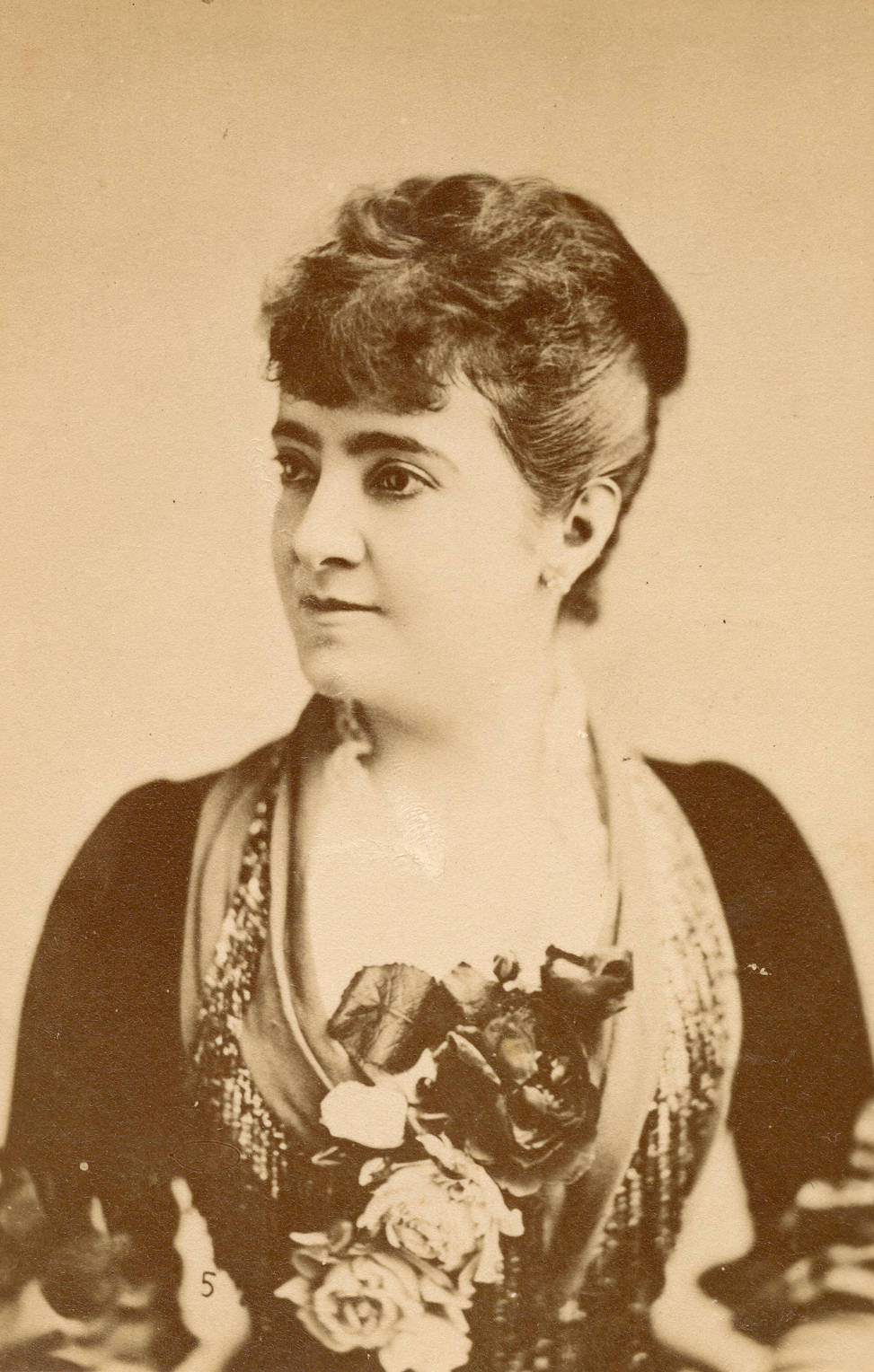
Adelina Patti

- 09. September: Henri Lutz, französischer Komponist (* 1864)
- 14. September: Fritz Schöll, deutscher Altphilologe (* 1850)
- 16. September: Karl Augustin, deutscher Weihbischof (* 1847)
- 16. September: Marija Nikiforowa, ukrainische Anarchistin und Partisanenführerin im Russischen Bürgerkrieg (* 1885)
- 17. September: Richard Abé, deutscher Stahlformgießer (* 1840)
- 17. September: August Wilhelm Otto Niemann, deutscher Schriftsteller (* 1839)
- 20. September: Ramón Barros Luco, chilenischer Politiker (* 1835)
- 27. September: Adelina Patti, spanisch-italienische Opernsängerin (* 1843)

- 02. Oktober: Alfred Geist, deutsch-baltischer Pastor und evangelischer Bekenner (* 1863)
- 03. Oktober: Pieter van Geer, niederländischer Mathematiker (* 1841)
- 05. Oktober: Hugo Kersten, deutscher Schriftsteller und Publizist (* 1892)

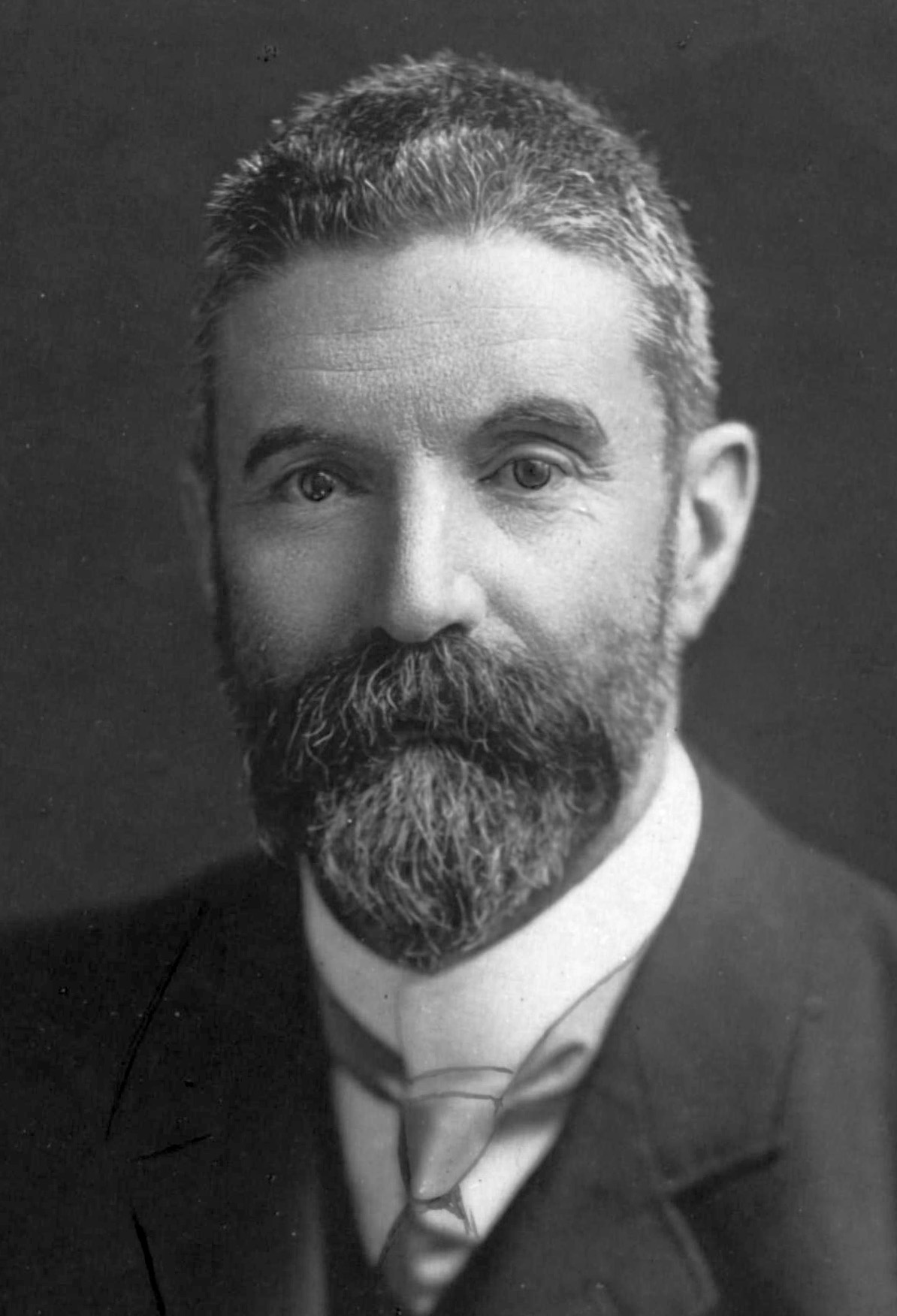
Alfred Deakin

- 07. Oktober: Alfred Deakin, australischer Premierminister (* 1856)
- 10. Oktober: Martin Leo Arons, deutscher Physiker und Politiker (* 1860)
- 10. Oktober: Anatole Mallet, Schweizer Ingenieur (* 1837)
- 11. Oktober: Karl Gjellerup, dänischer Schriftsteller (* 1857)
- 14. Oktober: Ludwig Strakosch, österreichischer Opernsänger (* 1855)
- 16. Oktober: Julius Spohn, württembergischer Mäzen, Textil- und Zementunternehmer (* 1841)
- 17. Oktober: Josef Albert Amann junior, deutscher Gynäkologe (* 1866)
- 17. Oktober: H. B. Irving, englischer Schauspieler, Theatermanager und Autor (* 1870)
- 17. Oktober: James Murray, britischer General (* 1853)
- 18. Oktober: Emil Hagmann, deutscher Politiker (* 1872)
- 20. Oktober: Walter Brack, deutscher Schwimmer (* 1880)
- 25. Oktober: Eugène Ruffy, Schweizer Politiker (* 1854)
- 26. Oktober: Motojirō Akashi, japanischer General (* 1864)
- 27. Oktober: Alfred Philippe Roll, französischer Maler (* 1846)
- 29. Oktober: Albert Benjamin Simpson, kanadischer presbyterianischer Pastor, Evangelist und Autor (* 1843)
- 31. Oktober: Charles Herman Steinway, US-amerikanischer Industrieller, Klavierbauer sowie Amateurkomponist und -Pianist (* 1857)

### November/Dezember
- 04. November: Sofja Andrejewna Tolstaja, russische Schriftstellerin (* 1844)
- 07. November: Hugo Haase, deutscher Jurist und Politiker und Pazifist (* 1863)
- 09. November: Eduard Müller, Schweizer Politiker (* 1848)
- 11. November: Felix von Hartmann, deutscher Theologe, Kardinal und Erzbischof von Köln (* 1851)
- 11. November: Pawel Petrowitsch Tschistjakow, russischer Maler (* 1832)
- 12. November: Thomas S. Martin, US-amerikanischer Politiker (* 1847)
- 13. November: Magnus Hofberg, schwedischer Instrumentenbauer und Unternehmer (* 1862)
- 14. November: John Aitken, britischer Physiker und Meteorologe (* 1889)
- 15. November: Michail Ossipowitsch Doliwo-Dobrowolski, polnisch-russischer Ingenieur (* 1862)

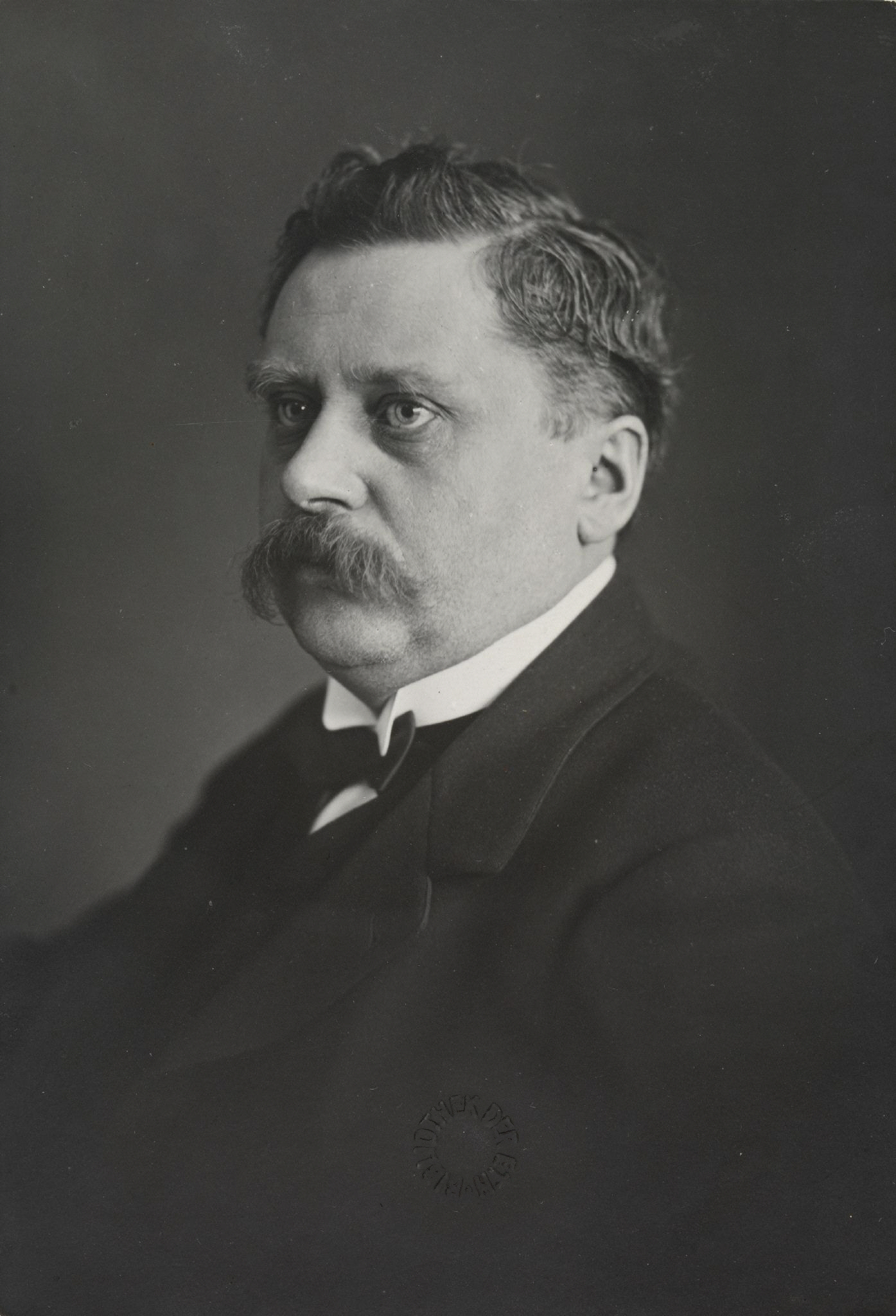
Alfred Werner

- 15. November: Alfred Werner, deutscher Chemiker, Nobelpreisträger (* 1866)
- 16. oder 17. November: Wilhelm Gilbert, deutsch-baltischer Pastor und evangelischer Märtyrer (* 1868)
- 18. November: Ferdinand Domela Nieuwenhuis, niederländischer Politiker (* 1846)
- 18. November: Adolf Hurwitz, deutscher Mathematiker (* 1859)
- 19. November: Adolf Gröber, deutscher Politiker (* 1854)
- 22. November: Perito Moreno, argentinischer Geograph, Anthropologe und Entdecker (* 1852)
- 22. November: Mary Rudge, britische Schachweltmeisterin (* 1842)
- 28. November: Max Aschenborn, Ministerialdirektor im Reichspostamt (* 1860)
- 29. November: Szymon Winawer, polnischer Schachspieler (* 1838)
- 01. Dezember: Josef Rosemeyer, deutscher Bahnradfahrer, Erfinder und Unternehmer (* 1872)

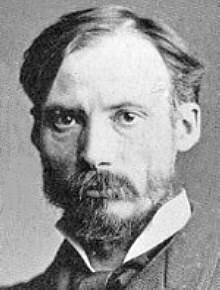
Pierre-Auguste Renoir

- 03. Dezember: Pierre-Auguste Renoir, französischer Maler des Impressionismus (* 1841)
- 03. Dezember: Heinrich Schenkl, österreichischer Altphilologe (* 1859)
- 04. Dezember: Heinrich Hess, Schweizer Lehrer, Verleger und Politiker (* 1847)
- 08. Dezember: Maximilian Schmidt, bayrischer Volksschriftsteller (* 1832)
- 13. Dezember: Woldemar Voigt, deutscher Physiker (* 1850)
- 18. Dezember: John Alcock, britischer Pilot (* 1892)
- 18. Dezember: Henri Fournier, französischer Automobilrennfahrer (* 1871)
- 18. Dezember: Horatio Parker, US-amerikanischer Komponist (* 1863)
- 18. Dezember: Georg Wentzel, deutscher Altphilologe (* 1862)
- 21. Dezember: Louis Diémer, französischer Pianist und Komponist (* 1843)
- 22. Dezember: Hermann Weingärtner, deutscher Turner und Olympiasieger (* 1864)
- 26. Dezember: William Ruffin Cox, General der Konföderierten (* 1832)

### Genaues Todesdatum unbekannt
- Basilio Haggiar, syrischer Erzbischof (* 1839)
- José Ovidio García, dominikanischer Klarinettist, Dirigent und Musikpädagoge (* 1862)

## Sekundärliteratur
- Gertrude Cepl-Kaufmann: 1919 – Zeit der Utopien. Zur Topographie eines deutschen Jahrhundertjahres. transcript, Bielefeld 2019, ISBN 978-3-8376-4654-2.